# Liste der Straßennamen von Wien/Hietzing
Liste der Straßen, Gassen und Plätze des 13. Wiener Gemeindebezirks Hietzing
| Historische Straßennamen – Literatur – Weblinks |

In Klammern ist hinter dem Verkehrsflächennamen die jeweilige Katastralgemeinde (KG.) des Grundbuches angeführt. Die KG Auhof umfasst den Lainzer Tiergarten und somit auch die Siedlungen in ehemaligen Teilen davon (z. B. Friedensstadt oder Siedlung Auhofer Trennstück).

## A

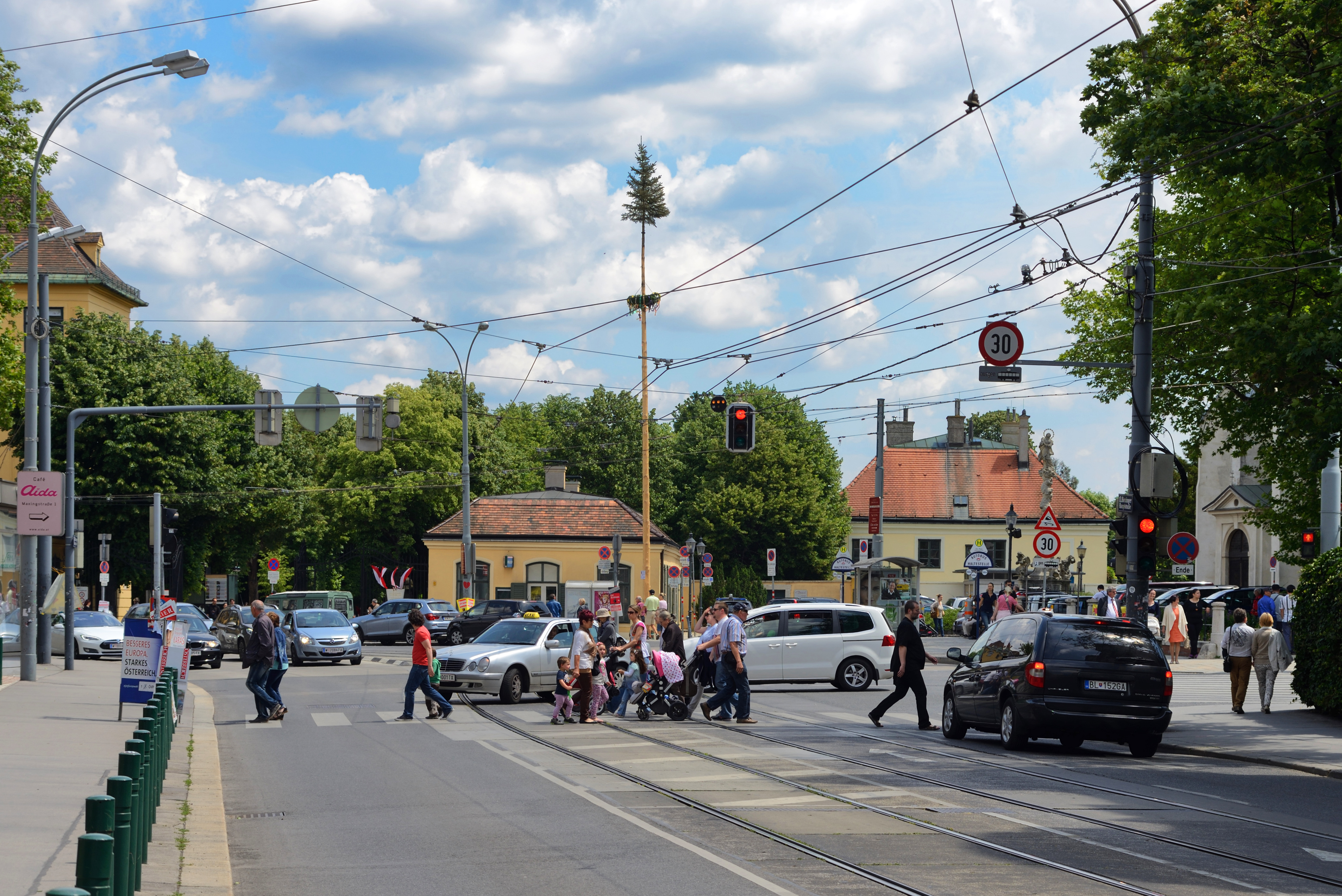
Am Platz

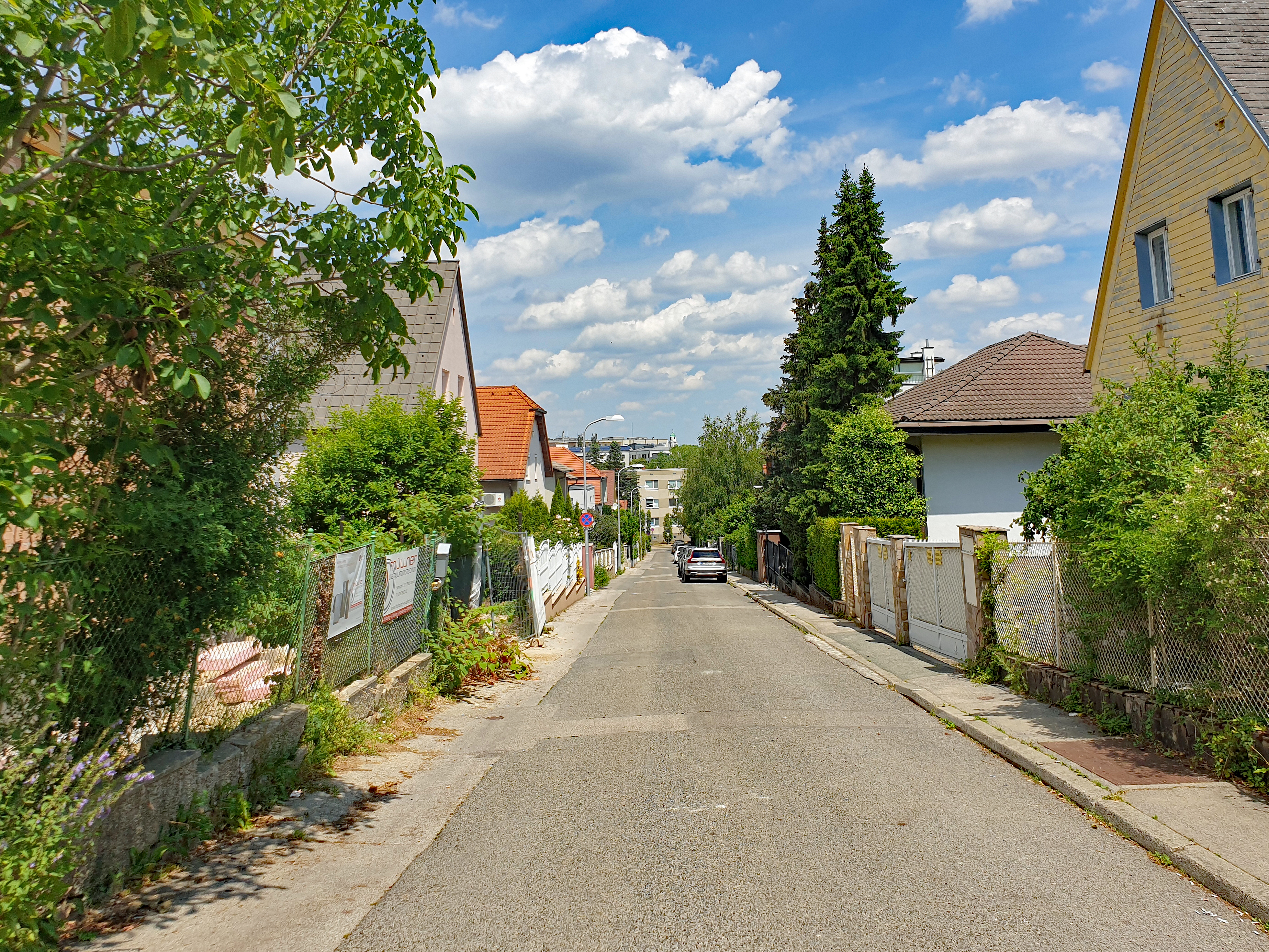
Anatourgasse

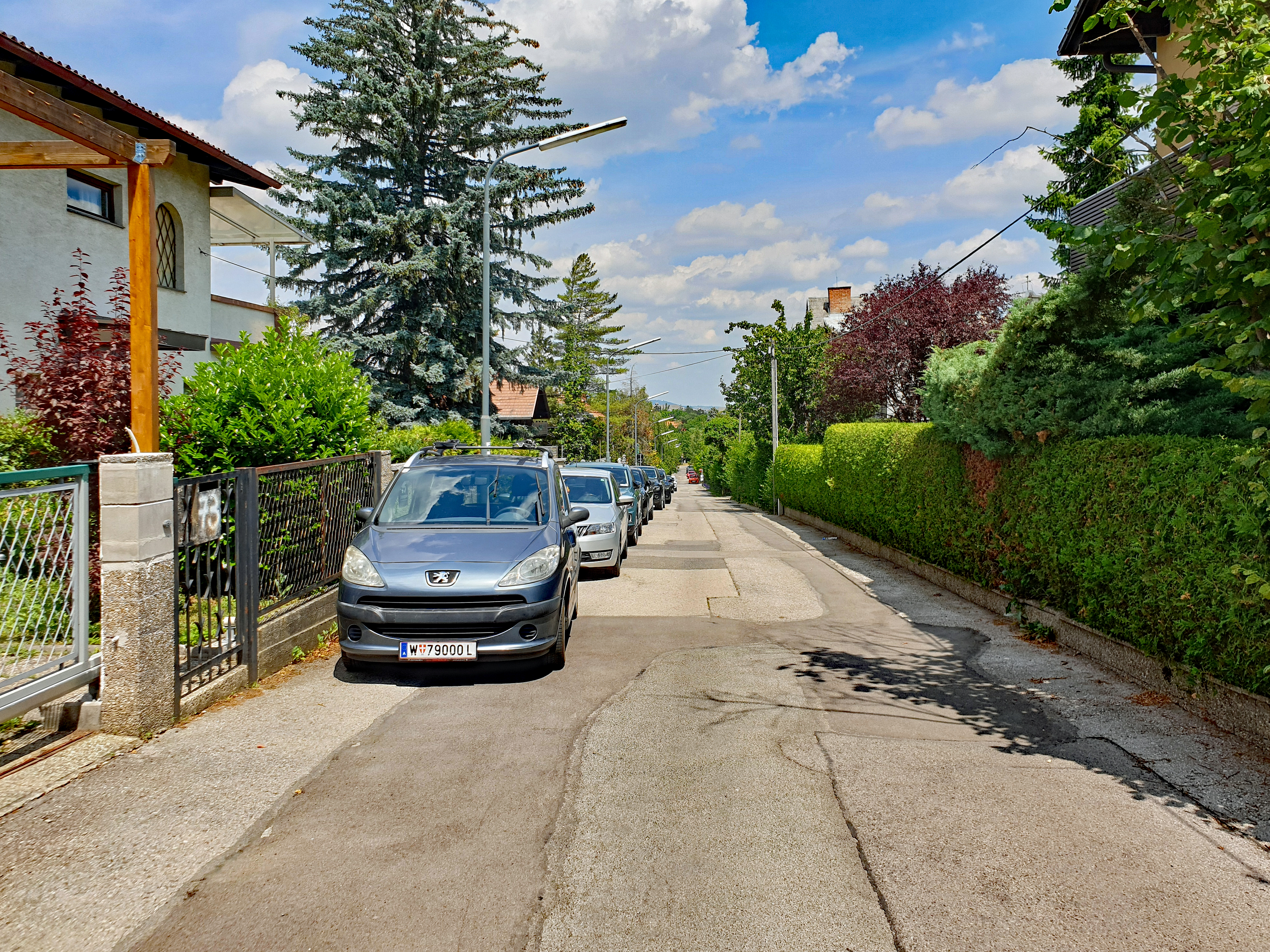
Aschergasse

- Adolf-Lorenz-Gasse (Hietzing), 1959 benannt nach dem Orthopäden Adolf Lorenz (1854–1946); als Chirurg spezialisierte er sich auf die operative Heilung von anatomischen Missbildungen. Da es bei diesen Methoden immer wieder zu Todesfällen kam, begann er, an alternativen Heilmethoden zu arbeiten. Er baute in der Folge das Fach Orthopädie an der Universität Wien und am Allgemeinen Krankenhaus auf. 1889 wurde er der erste Professor für Orthopädie an der Wiener Universität. Adolf Lorenz ist der Vater des Verhaltensforschers Konrad Lorenz.
- Adolfstorgasse (Ober-St.-Veit), 1894 benannt nach dem Adolfstor, einem der Tore in der 22 km langen Umfassungsmauer des Lainzer Tiergartens, auf das die Gasse zuläuft. Sie hieß früher Bergstraße.
- Aichbühelgasse (Hacking), 1961 benannt nach dem Beamten Johann Carl Aichbühel (1598–1658), Hofkammersekretär, Regimentsrat (1654–1657), Professor für Poetik und Eloquenz an der Wiener Universität sowie deren Rektor (1649). Um 1654 ist Aichbühel als Besitzer der Herrschaft Hacking bezeugt; der Aichbühelhof in Grinzing war möglicherweise auch in seinem Besitz. Vor 1961 hieß eine andere Gasse Aichbühelgasse; diese ist heute Teil der Lilienberggasse.
- Alban-Berg-Weg (Lainz), 1969 benannt nach dem Komponisten Alban Berg (1885–1935); sein Werk vereint Einflüsse der Mahlerschen Spätromantik mit Arnold Schönbergs freier Atonalität und später der Zwölftontechnik. Obwohl Berg sich selbst immer als „natürlicher Fortsetzer richtig verstandener, guter, alter Tradition“ verstand, gehört er zu den großen Neuerern der Musik des 20. Jahrhunderts. Hauptweg der Josef-Afritsch-Siedlung auf dem Küniglberg.
- Alois-Kraus-Promenade (Hietzing, Lainz), 1955 benannt nach dem Beamten und Manager Alois Kraus (1840–1926); er war von 1879 bis 1919 Direktor der Menagerie Schönbrunn. Unter seiner Leitung erreichte der Tierbestand mit 3.442 Tieren in 712 Arten einen Höhepunkt. Kraus baute den Tiergarten von einer bloß höfischen Schauzwecken dienenden Menagerie zu einer der Wissenschaft und Volksbildung dienenden Institution um.[1] Der Weg am Fuß des Wäldchens auf dem Küniglberg hieß vorher Promenadenweg.
- Altgasse (Hietzing), benannt (Datum unbekannt; in der ersten Lehmann-Ausgabe, 1859, enthalten) nach dem ältesten Teil der bis 1890 selbstständigen Ortschaft Hietzing. Die ältesten Anwesen lagen im Bereich der Altgasse, nördlich davon (Richtung Wienfluss) waren Viehweiden, südlich wenige Äcker und ausgedehnte Weingärten.
- Amalienstraße (Ober-St.-Veit), 1869 benannt nach Kaiserin Amalia Wilhelmine (1673–1742), Ehefrau des Kaisers Joseph I. Da sie von ihrem Mann mit einer Geschlechtskrankheit infiziert worden war, konnte sie keinen (überlebenden) männlichen Thronfolger gebären, sodass die Kaiserkrone nach Josephs Tod an seinen jüngeren Bruder Karl VI. überging. Die Straße wurde nach dem Ende der Monarchie 1919 in Goldmarkstraße umbenannt (siehe Goldmarkplatz), aber 1922 wieder in Amalienstraße zurück benannt.
- Am Fasangarten (Schönbrunn), 1905 benannt nach einer Fasanerie, die südlich der Gloriette an den Park von Schloss Schönbrunn anschloss und bis heute als Fasangarten auf dem Stadtplan aufscheint (der südlichste Teil wurde später mit der Maria-Theresien-Kaserne verbaut). In Fasangärten wurden Fasane und andere schöne Vögel, z. B. Pfaue, zur Erbauung der Adeligen gehalten. Siehe auch Fasangartengasse.
- Am Hans-Moser-Park (Hietzing), 1998 benannt nach dem gleichnamigen Park; dieser ist benannt nach dem Volksschauspieler Hans Moser (Johann Julier, 1880–1964); er begann seine Karriere als Kabarettist und erzielte den Durchbruch 1923 mit dem Sketch „Der Dienstmann“. In der Folge spielte er in rund 150 Filmen, war ein populärer Interpret von Wienerliedern und wurde nach 1945 auch in ernsten Rollen am Burgtheater eingesetzt. Moser wohnte jahrzehntelang im 13. Bezirk („Moser-Villa“, Auhofstraße 76–78 / Hügelgasse). Die Verkehrsfläche befindet sich vor dem Haupteingang des Magistratischen Bezirksamtes für den 13. und 14. Bezirk, zwischen dem Hietzinger Kai und der Eduard-Klein-Gasse.
- Am Meisenbühel (Ober-St.-Veit), 1975 benannt nach einem alten Flurnamen, der sich wahrscheinlich auf die Vogelartenfamilie der Meisen bezieht. Bühel ist ein altes Wort für Hügel, entstanden aus dem althochdeutschen buhil (Hügel, Anhöhe).
- Am Platz (Hietzing), 1894 benannt nach dem seit dem Mittelalter gewohnten sonntäglichen Versammlungsplatz vor der Pfarrkirche Maria Hietzing „Mariä Hietzing“. Der Platz hieß ursprünglich St. Marienplatz nach der vor der Kirche aufgestellten Mariensäule, und danach bis 1894, wie die einschlägigen Plätze anderer eingemeindeter Vororte, Kirchenplatz.
- Am Rosenberg (Rosenberg), 1965 benannt nach einem Flurnamen, der auch für die heutige Katastralgemeinde Rosenberg namensgebend war.
- Am Rosenhügel (Speising, Rosenberg), 1922 benannt nach dem 258 m hohen Rosenhügel, auf dessen Höhe sich der Platz vor dem 1873 in Betrieb genommenen Wasserbehälter Rosenhügel, dem städtischen Endpunkt der I. Wiener Hochquellenwasserleitung, befindet. Der Hügel gehört zum nordöstlichen Hügelland des Wienerwalds und ist damit Teil der Nördlichen Kalkalpen; er hat seinen Namen von ausgedehnten Rosenkulturen, die sich früher an dieser Stelle befanden. Siehe auch Rosenhügelstraße.
- Anatourgasse (Auhof; Siedlung im ehemaligen Lainzer Tiergarten), 1955 benannt nach der Schauspielerin und Soubrette Marie Anatour (1857–1929); sie wirkte schon ab ihrem sechsten Lebensjahr in Theatern in Nordböhmen und Sachsen. 1876 kam sie nach Graz, 1882 wirkte sie am Wiener Carltheater und 1893 am Theater in der Josefstadt. 1895 verließ sie Wien und ging nach Breslau. Die Gasse hieß früher Bürgergasse.
- Angermayergasse (Ober-St.-Veit), 1894 benannt nach dem Geistlichen Anton Angermayer (1803–1874), Pfarrer von Ober-St.-Veit (1847–1861). Die Gasse hieß zuvor Mayergasse.
- Anna-Strauss-Platz (Hietzing), 2006 benannt nach Anna Strauss (1801–1870), Ehefrau von Johann Strauss (Vater) und Mutter von Johann Strauss (Sohn); dieser sollte nach dem Wunsch seines Vaters Beamter oder Kaufmann werden, Anna Strauss ermöglichte Johann junior jedoch ein Musikstudium. Wenn er eigene Kompositionen auf dem Klavier spielte, begleitete sie ihn auf der Gitarre.[2] Ihre Söhne Josef Strauss und Eduard Strauß wurden ebenfalls erfolgreiche Musiker. (Obwohl der Name „Strauss“ in modernen Nachschlagewerken häufig mit „ß“ zu finden ist, schrieben die Mitglieder der Familie Strauss selbst ihren Namen immer mit „ss“, ausgenommen Eduard Strauß.) Der Platz weist keine Adressen auf, da die angrenzenden Gebäude zur Hietzinger Hauptstraße, zur Auhofstraße und zur Dommayergasse zählen.
- Anton-Langer-Gasse (Speising), 1894 benannt nach dem Schriftsteller und Journalisten Anton Langer (1824–1879); von 1850 bis zu seinem Tod war er Herausgeber der Zeitschrift Hans Jörgl. Langer schrieb mehr als 100 Romane, zumeist so genannte 5-Groschen-Romane. Seine zahlreichen Dramen gelten, mit wenigen Ausnahmen, als verloren. Die Gasse hieß früher Parkgasse.
- Aschergasse (Auhof; Siedlung Auhofer Trennstück), 1955 benannt nach dem Komponisten Leo Ascher; der promovierte Jurist betätigte sich als Komponist, von 1905 bis 1932 komponierte er 32 Operetten sowie Wienerlieder und Chansons. 1938 emigrierte Ascher nach New York, wo er als Jurist lebte. In den Vereinigten Staaten verfasste er Musicals, patriotische Lieder und Unterrichtsliteratur für Kinder. Die Gasse hieß früher Waldmüllergasse.
- Atzgersdorfer Straße (Rosenberg, Speising), 1918 benannt nach dem ehemaligen Vorort und heutigen Liesinger Bezirksteil Atzgersdorf, der bereits 1130 als „Azichinstorf“ urkundlich erwähnt wurde. Der Name Atzgersdorf ist eine Kombination aus dem Personennamen „Atzichî“ und dem Wort Dorf. Die Straße verläuft neben dem Wiener Endpunkt der 1. Hochquellenwasserleitung; siehe Am Rosenhügel. Von ihrem nördlichen Ende bis zu Am Rosenhügel (Wundtgasse) bildet die Straße (zumeist die östliche Seitenfahrbahn) die Grenze zwischen 13. und 12. Bezirk; von dort südwärts bis zur Schluckergasse die Grenze zwischen 13. und 23. Bezirk (meist in der Straßenmitte).
- August-Reuss-Gasse (Hietzing), 1959 benannt nach dem Kinderfacharzt August Reuss (1879–1954); er führte Verbesserungen auf dem Gebiet der Kinderheilkunde ein, insbesondere für Neugeborene. So gliederte er die Säuglingsstationen aus der allgemeinen Gynäkologie aus. Er erreichte die Anerkennung der Pädiatrie als eigenes medizinisches Fachgebiet und gilt damit als erster Sozialpädiater Österreichs. Im Historikerbericht Straßennamen Wiens seit 1860 als „Politische Erinnerungsorte“ aus dem Jahr 2013 ist die Straße Gruppe C (demokratiepolitisch relevante biographische Lücken) zugeordnet.[3]
- Auhofstraße (Hietzing, Unter-St.-Veit, Ober-St.-Veit, Hacking), benannt (Datum unbekannt; 1859 in der ersten Lehmann-Ausgabe enthalten) nach dem „Auhof“, einem seit dem Mittelalter nachgewiesenen Hof („Hof in der Au“) am nördlichen Rand des Lainzer Tiergartens. Das Gut wurde 1194 erstmals urkundlich erwähnt; bis ins 16. Jahrhundert unterstand es der Grundherrschaft der Johanniter und war dann im Besitz reicher Wiener Bürger. Ab 1560 war es Amtssitz des kaiserlichen Forstmeisters. Lang vor dem Bau des später Hietzinger Hauptstraße genannten Verkehrswegs schien die Auhofstraße bereits als Verbindung parallel zum rechten Wienflussufer in historischen Plänen auf. Siehe auch Café Dommayer auf Nr. 2, die ehem. Villa Hügel auf Nr. 15, die Moser-Villa auf Nr. 76–78 und das Areal der ehem. Hutfabrik Giuseppe Bossi (siehe Bossigasse) auf Nr. 84.[4]

## B

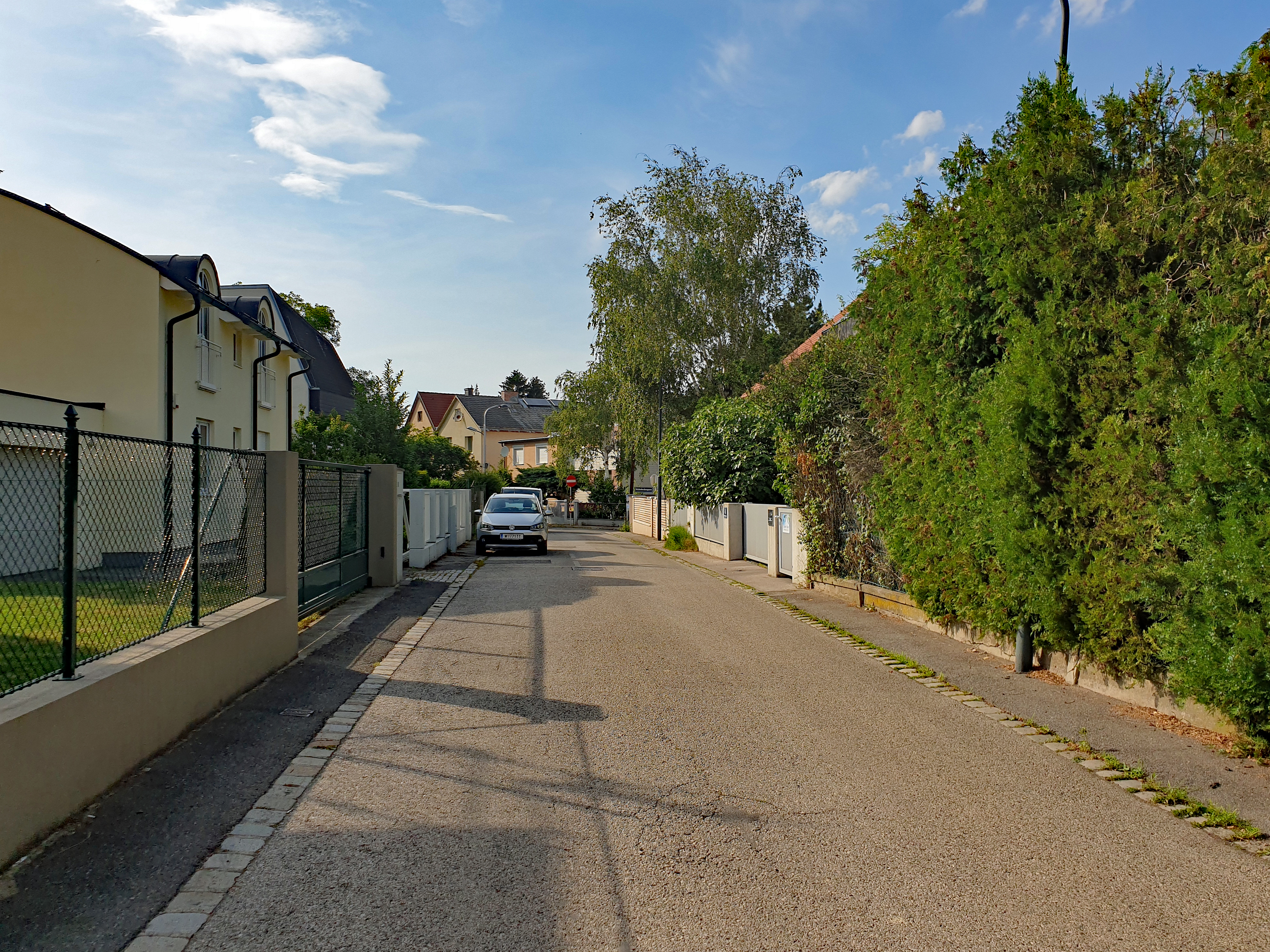
Brammergasse

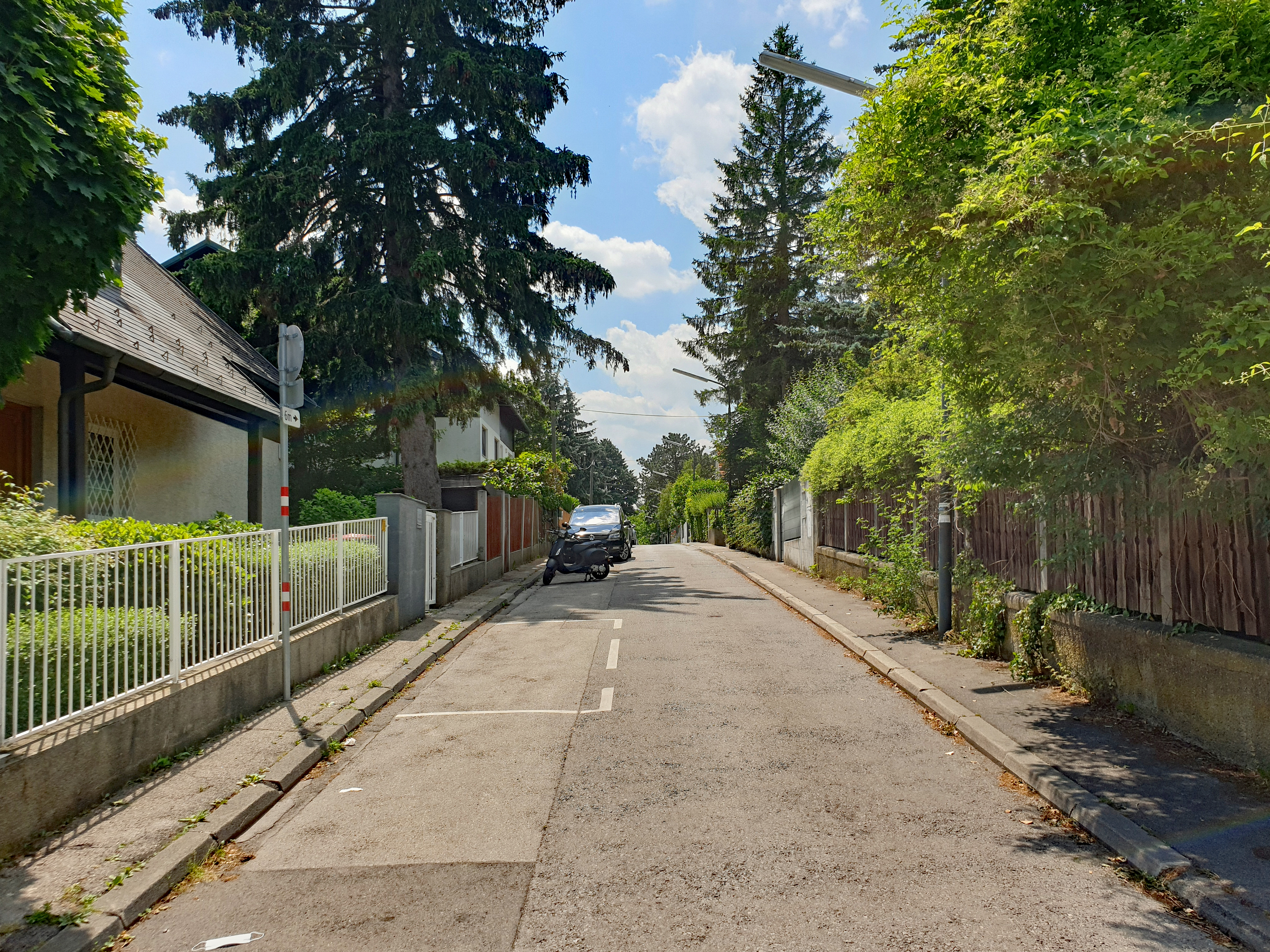
Buchbindergasse

- Beckgasse (Lainz, Unter-St.-Veit, Ober-St.-Veit), 1949 benannt nach dem Politiker Max Wladimir von Beck (1854–1943), Sektionschef im Ackerbauministerium (1898–1906), k.k. Ministerpräsident (1906–1908), später kaiserlicher und republikanischer Rechnungshofpräsident. Er führte zahlreiche Reformen durch; vor allem gelang es ihm 1906, in beiden Häusern des Reichsrats Mehrheiten für das allgemeine, gleiche Wahlrecht für Männer zu gewinnen. Die Gasse hieß früher Reichgasse nach Josef Reich, der das erste Haus in der Gasse erbaute; von 1938 bis 1949 hieß sie Gustav-Groß-Gasse nach dem deutschliberalen mährischen Politiker Gustav Groß, 1918 letzter Präsident des Abgeordnetenhauses des k.k. Reichsrats. Siehe die „Villa Langer“ auf Nr. 30 mit Fassade von Josef Plečnik.
- Bei den Meierhöfen (Speising), 1911 benannt nach einst hier situierten Meierhöfen. Als Meierhof wird ein Bauerngehöft oder -gebäude bezeichnet, in dem der Verwalter (der Meier) eines Gutshofes gelebt hat.
- Benkgasse (Speising), 1924 benannt nach dem Bildhauer Johannes Benk (1844–1914); er war wichtiger Vertreter der Ringstraßenperiode mit teilweise neobarockem Einschlag. Tätig war er vor allem als Schöpfer von Bauplastiken, Denkmälern und Grabmonumenten. Sein bekanntestes Werk ist das Deutschmeister-Denkmal vor der Rossauer Kaserne (1906).
- Bergenstammgasse (Ober-St.-Veit), 1894 benannt nach dem Beamten und Heimatforscher Alois Groppenberger von Bergenstamm (1754–1821); er sammelte viele Dokumente zur Geschichte Wiens, vor allem Handschriften, Urkunden, Siegel und Bücher, und schrieb zahlreiche Abhandlungen. Seine Forschungen zu den verschiedensten Themen der Wiener Stadtgeschichte sind bis heute wertvoll. Die Gasse hieß vorher Marinonigasse.
- Bergheidengasse (Speising), 1892 benannt nach dem Flurnamen Bergheide des Rosenhügels. Standort der Höheren Bundeslehranstalt für Tourismus und wirtschaftliche Berufe (HLTW13)[5]
- Berta-Karlik-Gasse (Ober-St.-Veit), 2011 benannt nach der Physikerin Berta Karlik (1904–1990); ihr größter Erfolg war der Nachweis der Isotope 215, 216 und 218 des Elementes 85, Astat, in den natürlichen radioaktiven Zerfallsreihen. Sie war ab 1931 Mitarbeiterin im Institut für Radiumforschung, 1947 dessen Leiterin. 1950 folgte die Ernennung zum außerordentlichen Professor und 1956 erhielt Karlik als erste Frau überhaupt ein Ordinariat der Universität Wien.
- Biraghigasse (Speising), 1894 benannt nach Marianne Biraghi (1819–1895); die Witwe eines Südfrüchtehändlers betätigte sich als Wohltäterin und stiftete 10.000 Gulden für die Bedürftige. Die Gasse hieß vorher Eisenbahngasse.
- Björnsongasse (Speising), 1932 benannt nach dem norwegischen Dichter und Politiker Bjørnstjerne Bjørnson; er verfasste unter anderem die norwegische Nationalhymne und war Begründer des Riksmålsforbundet. 1903 erhielt Bjørnson als erster Skandinavier den Nobelpreis für Literatur.
- Blebanngasse (Ober-St.-Veit), 1982 benannt nach Heinrich Blebann (1882–1965); er war im Februar 1934 Führer des Republikanischen Schutzbundes in Hietzing.[6] Gegenüber der Einmündung der Gasse in die Trazerberggasse befindet sich das Denkmal für den Hietzinger Februarkämpfer Karl Münichreiter (siehe auch Münichreiterstraße).
- Bossigasse (Unter-St.-Veit, Ober-St.-Veit), 1907 benannt nach dem Unternehmer Giuseppe Bossi (1810–1891); der gebürtige Italiener kam 1832 nach Wien und gründete 1839 in Unter-St.-Veit eine „Kurrentwarenhandlung“ (ein Handelshaus). 1844 übernahm er eine große Baumwolldruckerei („Bossi & Clerici“), ging mit dieser aber 1859 in Konkurs. In der Folge verkleinerte er den Betrieb zu einer Hutfabrik und führte ihn bis 1888. Die Fabrik existierte danach unter anderen Eigentümern bis 1937; das Areal lag etwa bei Auhofstraße 84 gegenüber der dortigen Einmündung der Bossigasse.[4] Bossi stiftete 1843 die erste Glocke für die Unter-St.-Veiter Pfarrkirche.
- Bowitschgasse (Ober-St.-Veit), 1883 benannt nach dem Beamten und Schriftsteller Ludwig Bowitsch (1818–1881), Staatsdiener und später Kanzleivorstand in der Gendarmerieinspektion. Er war ab 1839 produktiver Autor spätromantischer Gedichte sowie Verfasser von Märchen und Sagen. Großen Anklang fanden auch seine Sammlungen, besonders das Österreichische Balladenbuch.
- Brammergasse (Auhof; Siedlung Auhofer Trennstück), 1955 benannt nach dem Librettisten Julius Brammer (1877–1943); er war ab 1908 als Bühnenschriftsteller tätig und verfasste, oft mit Alfred Grünwald, zahlreiche Libretti für Operetten von Leo Ascher, Edmund Eysler, Leo Fall, Emmerich Kálmán, Robert Stolz und Oscar Straus. Er war damit einer der führenden Schöpfer der Silbernen Operettenära. Die Gasse hieß vorher Dr.-Julius-Angerer-Gasse bzw. Heinrich-Heine-Gasse.
- Braunschweiggasse (Hietzing), 1902 benannt nach Herzog Wilhelm von Braunschweig (1806–1884); er regierte 1830–1884 das Herzogtum Braunschweig. Wilhelm erbte 1878 das Palais Cumberland, das 1892–1938 zum 13. Bezirk zählte und seit 1938 zum 14. Bezirk gehört. 1861 wurde er zum Ehrenbürger von Hietzing ernannt. Ein Teil der Gasse hieß 1894–1902 Hügelgasse (nicht ident mit der heutigen Hügelgasse).
- Brückenweg (Auhof), nicht amtliche Bezeichnung; der Weg führt zur Wolf-in-der-Au-Brücke, die gemeinsam mit der Auhofbrücke das Wienfluss-Mauerbach-Rückhaltebecken überquert.
- Buchbindergasse (Auhof; Siedlung im ehemaligen Lainzer Tiergarten), 1955 benannt nach dem Schauspieler, Journalisten und Schriftsteller Bernhard Buchbinder (1849–1922); der gebürtige Ungar zog 1887 nach Wien und lebte hier als Feuilletonist; unter anderem schrieb er für das „Neue Wiener Journal“. Neben seiner journalistischen Tätigkeit verfasste er Romane, Volksstücke und besonders Libretti in wienerischem Kolorit. Sein bekanntestes Operettenlibretto ist „Die Försterchristl“. Die Gasse hieß vorher Dr.-Josef-Bayer-Gasse.

## C
- Camillianergasse (Lainz, Siedlung Lockerwiese), 1911 benannt nach dem Krankenpflegeorden der Kamillianer; er wurde 1582 in Rom als Gemeinschaft von Krankenpflegern vom Kapuziner Kamillus von Lellis (auch Camillo de Lellis, 1550–1614) gegründet. Der Orden ist seit 1905 auch in Wien tätig. Gasse in der Siedlung „Lockerwiese“; bei deren Bau von 1928 an wurde die Gasse, zuvor auf dem Stadtplan großteils nur als Projekt verzeichnet, verkürzt.
- Carolaweg (Ober-St.-Veit), 1973 benannt nach Carola von Wasa-Holstein-Gottorp (1833–1907); sie war als Frau von König Albert I. letzte Königin von Sachsen. Geboren wurde sie in Schloss Schönbrunn. 1877 erbte sie das Hackinger Schloss von ihrem Vater, dem schwedischen Prinzen Gustav von Wasa (siehe die Wasagasse im 9. Bezirk Alsergrund). 1879 verkaufte sie es an Fürst Engelbert-Maria von Arenberg.
- Chrudnergasse (Lainz), 1894 benannt nach den Brüdern Peter und Alexius Gradner (auch Chrudner, Lebensdaten unbekannt, 15. Jahrhundert); die beiden erhielten im Jahr 1411 von Herzog Albrecht V. das Lehen über die Herrschaften Atzgersdorf, Lainz und Speising.[7] Möglicherweise handelt es sich bei den beiden auch um jene berüchtigten Brüder Gradner, die 1450–1455 das Schloss Goldegg in Salzburg in ihrem Besitz hatten und 1456 des Landes verwiesen wurden. Die Gasse hieß vorher Brunngasse.
- Clarplatz (Ober-St.-Veit), 2009 benannt nach dem Geologen Eberhard Clar (1904–1995), Ordinarius für Geologie an der TH Wien (ab 1944) und an der Universität Wien (1954–1972). Sein Werk umfasst zahlreiche geologische Karten, u. a. im Grazer Paläozoikum und Großglocknergebiet, sowie Fachartikel zur Lagerstätten- und Gefügekunde. Im Laufe dieser Tätigkeit entwickelte er den nach ihm benannten Geologenkompass, bei dem Streichen und Fallen in einem gemessen werden. Im Historikerbericht Straßennamen Wiens seit 1860 als „Politische Erinnerungsorte“ aus dem Jahr 2013 ist die Straße Gruppe C (demokratiepolitisch relevante biographische Lücken) zugeordnet.[3]
- Costenoblegasse (Ober-St.-Veit), 1908 benannt nach dem deutschen Schauspieler, Regisseur und Schriftsteller Karl Ludwig Costenoble (1769–1837); nach Engagements als Schauspieler in Bayreuth, Salzburg und Hamburg wurde er 1818 an das Wiener Hofburgtheater berufen, dessen Ensemble er bis zu seinem Tod angehörte. Der gefeierte Schauspieler war hier auch als Regisseur tätig. Als Bühnenautor verfasste er vor allem Komödien und Schauspiele.
- Cranachstraße (Ober-St.-Veit), 1919 benannt nach den Künstlern Lucas Cranach dem Älteren (1472–1553) und Lucas Cranach dem Jüngeren (1515–1586); die beiden zählen zu den bedeutendsten deutschen Malern und Grafikern der Renaissance. Der im deutschen Kronach (früher auch Cranach) geborene Cranach der Ältere lebte 1501–1504 in Wien. Die aus dieser Zeit erhaltenen Gemälde zeigen deutliche Einflüsse der Donauschule. Sein Sohn Cranach der Jüngere nahm unter den deutschen Porträtisten der Spätrenaissance und des Manierismus eine hervorragende Rolle ein. Die Straße hieß bis 1919 nach dem Vater von Kaiser Franz Joseph I. Franz-Karl-Straße
- Cuviergasse (Ober-St.-Veit), 1931 benannt nach dem französischen Naturforscher Georges Cuvier (1769–1832); er gilt als wissenschaftlicher Begründer der Paläontologie und machte die Vergleichende Anatomie zu einer Forschungsdisziplin. Er untersuchte die Anatomie verschiedener Lebewesen und verglich systematisch alle Ähnlichkeiten und Unterschiede.

## D

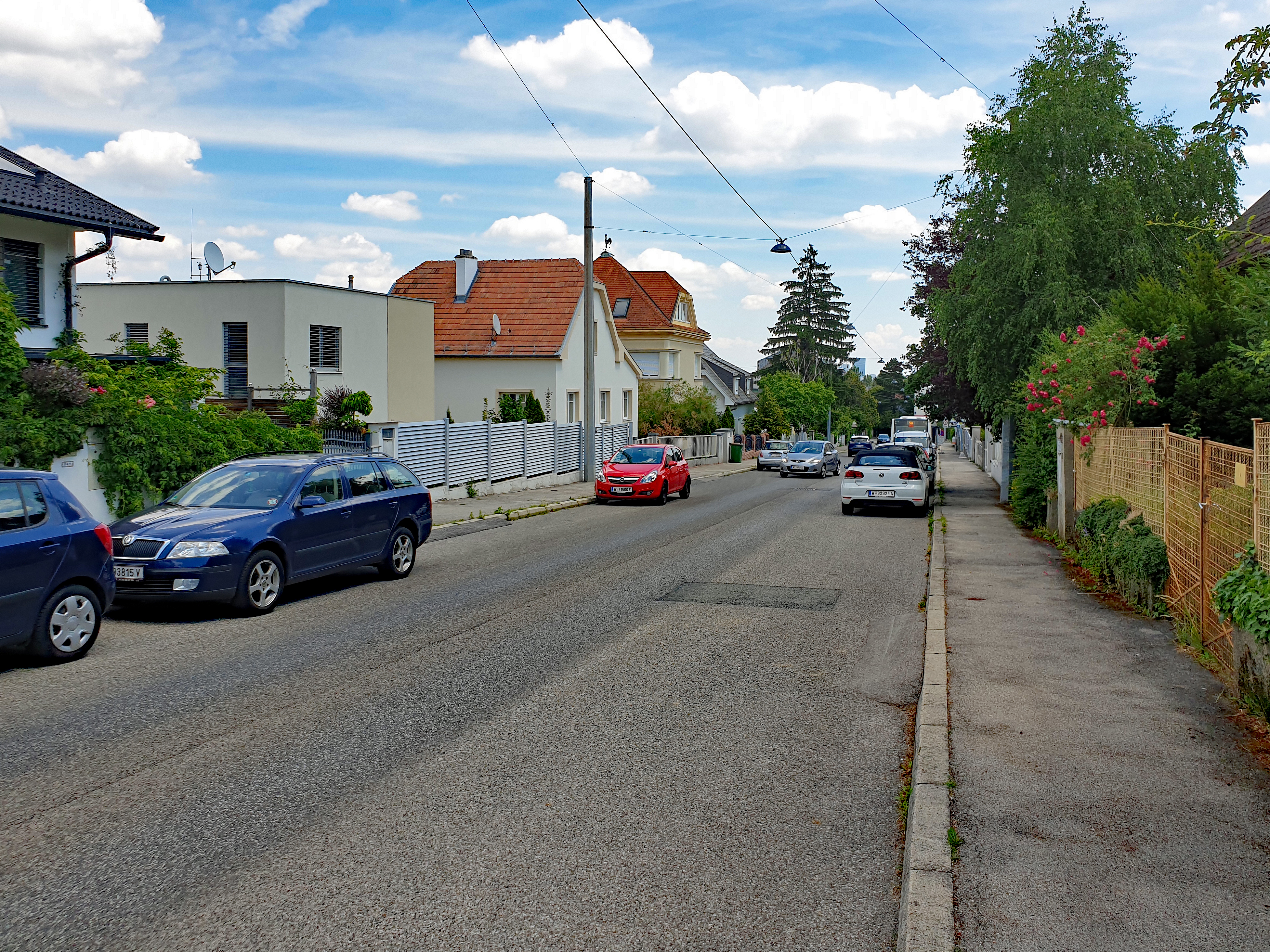
Dr.-Schober-Straße

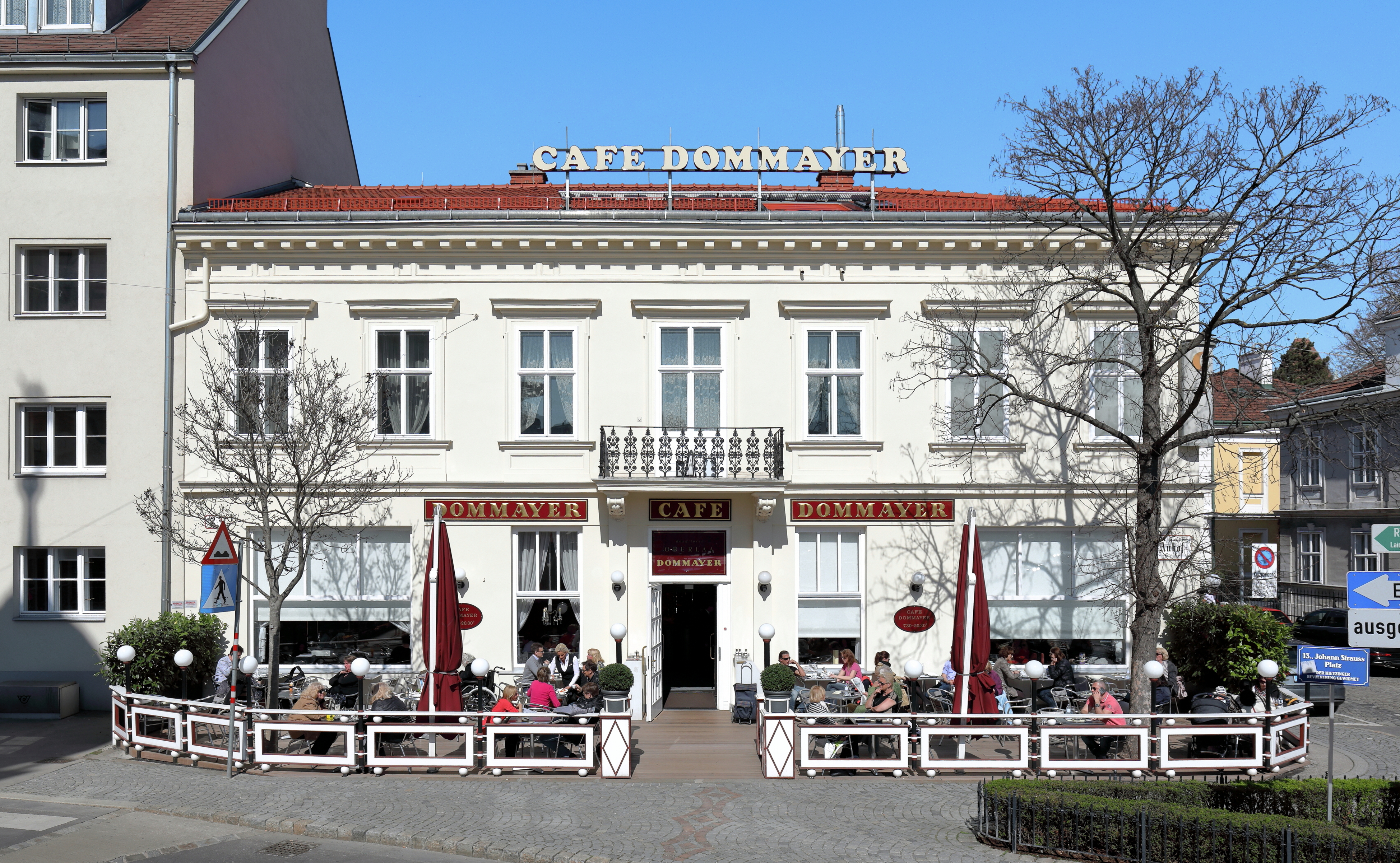
Das Café Dommayer Ecke Auhofstraße / Dommayergasse, Anna-Strauss-Platz

- Dermotagasse (Ober-St.-Veit), 1992 benannt nach dem Sänger Anton Dermota (1910–1989), Ensemblemitglied der Wiener Staatsoper (1936–1980). Der lyrische Tenor war einer der international meistgefragten Mozart- und Bach-Interpreten; Maßstäbe setzte er auch als Interpret von Liedern, vor allem von Schubert und Schumann. Insgesamt umfasste sein Repertoire mehr als 80 Rollen.
- Diabelligasse (Ober-St.-Veit), 1894 benannt nach dem Komponisten und Musikverleger Anton Diabelli (1781–1858). Seine über 200 Kompositionen umfassen alle Musikgattungen, wie Klavierstücke, Unterrichts- und Studienmaterial für das Klavier und für die Gitarre, Orchesterwerke, Kammermusikwerke, Operetten, Singspiele, Kantaten, Messen und Offertorien. Wegen dieser Vielfalt lässt sich Diabelli als Tonsetzer ersten Ranges unter den Wiener Klassikern betrachten. Die Gasse hieß vorher Plankengasse.
- Dirkensgasse (Auhof; Siedlung im ehemaligen Lainzer Tiergarten), 1955 benannt nach der deutschen Operettensängerin Annie Dirkens (1870–1942); sie sang am Theater an der Wien (ab 1896), am Theater in der Josefstadt (ab 1899) und dann am Carltheater. Dirkens war zu ihrer Zeit die bekannteste Operettendiva Wiens. Im Ersten Weltkrieg arbeitete sie in einem österreichischen Lazarett, wurde verwundet und beendete ihre Karriere. Die Gasse hieß davor Dr.-Seipel-Gasse.
- Dommayergasse (Hietzing), 1894 benannt nach dem Unternehmer Ferdinand Dommayer (1799–1858); er erwarb 1823 eine Gastwirtschaft, die er bis 1833 zum prachtvollen Dommayers Casino ausbaute. Das Lokal zählte mit seinem Tanzsaal zu den führenden Vergnügungsstätten der Stadt und war für seine rauschenden Ballnächte bekannt. Das Gebäude wurde 1907 abgerissen. Das heutige Café Dommayer hat keinen Bezug zu Ferdinand Dommayer, sondern bezieht seinen Namen von seiner Adresse in der Dommayergasse 1, Ecke Auhofstraße 2. Vor dem Café erstreckt sich seit 2006 der Anna-Strauss-Platz. Die Gasse hieß vorher Badhausgasse.
- Dontgasse (Lainz), 1938 benannt nach dem Komponisten und Violinisten Jakob Dont (1815–1888), Geiger in der Wiener Hofmusikkapelle (ab 1834), Professor am Pädagogischen Institut Wien (ab 1853), Lehrer am Wiener Konservatorium (ab 1871). Sein kompositorisches Schaffen erstreckte sich hauptsächlich auf innovative pädagogische Werke.
- Dostalgasse (Auhof; Siedlung im ehemaligen Lainzer Tiergarten), 1955 benannt nach dem Komponisten Hermann Dostal; er war Militärkapellmeister von k.u.k. Infanterieregimentern im Königreich Ungarn (mit der heutigen Slowakei) und im österreichischen Südmähren und dirigierte für Franz Lehár. Als Komponist schrieb er vor allem Märsche und Operetten. Die Gasse hieß vorher Künstlergasse.
- Dostojewskijgasse (Ober-St.-Veit), 1932 benannt nach dem russischen Schriftsteller Fjodor Michailowitsch Dostojewski (1821–1881); zu seinen Hauptwerken zählen Schuld und Sühne, Die Dämonen und Die Brüder Karamasow. Er gilt als einer der bedeutendsten russischen Schriftsteller, sein Einfluss auf die Literatur des 20. Jahrhunderts, insbesondere auf existentialistische und expressionistische Strömungen, war groß.
- Dovskygasse (Lainz), 1936 benannt nach der Schriftstellerin und Schauspielerin Beatrice Dovsky (1866–1923); zu ihren Werken zählen Gedichte, Kurzprosa und Märchen, z. B. „Der Wiener Fratz“, „Die Gnä' Frau“, „Zwölf Märchen aus der Ostmark“ (1913) und die Reise-Erzählung „Von Penzing nach Peking“ (1901). Ihr bekanntestes Werk ist das Libretto zur Oper „Mona Lisa“.
- Dr.-Schober-Straße (Auhof; Siedlung Auhofer Trennstück), 1932 in der Polizeisiedlung der Gemeinde Mauer bei Wien benannt nach dem Beamten und Politiker Johann Schober (1874–1932), Polizeibeamter (ab 1898), Polizeipräsident (1918–1932), Bundeskanzler (1921–1922 und 1929–1930), Außenminister (1921–1922 und 1930–1932). Als Polizeipräsident war er für die blutige Niederschlagung der „Julirevolte“ 1927 verantwortlich. Im Historikerbericht Straßennamen Wiens seit 1860 als „Politische Erinnerungsorte“ aus dem Jahr 2013 ist die Straße Gruppe B (Diskussionsbedarf) zugeordnet.[3]
- Dr.-Schreber-Gasse (Auhof; Siedlung Auhofer Trennstück), 1927 benannt nach dem deutschen Arzt Moritz Schreber (1808–1861); er gab pädagogische Schriften heraus, die Repression und Einschüchterung befürworteten, und war ein Vertreter der Pädagogik der Aufklärung. Mit „Schrebergärten“ hatte er nichts zu tun, diese wurden ihm zu Ehren von Ernst Innozenz Hauschild so benannt. Der Dr.-Schreber-Weg im 12. Bezirk Meidling, die Dr.-Schreber-Gasse im 19. Bezirk Döbling und die Schrebergasse im 22. Bezirk Donaustadt sind ebenfalls nach ihm benannt.
- Dvorakgasse (Speising), 1924 benannt nach dem Kunsthistoriker Max Dvořák (1874–1921), Ordinarius für Kunstgeschichte an der Universität Wien (ab 1909). Er war einer der Hauptvertreter der Wiener Schule der Kunstgeschichte und prägte mit seiner bedeutendsten Publikation den Begriff der Kunstgeschichte als Geistesgeschichte. 1916 veröffentlichte er sein Standardwerk „Katechismus der Denkmalpflege“.

## E

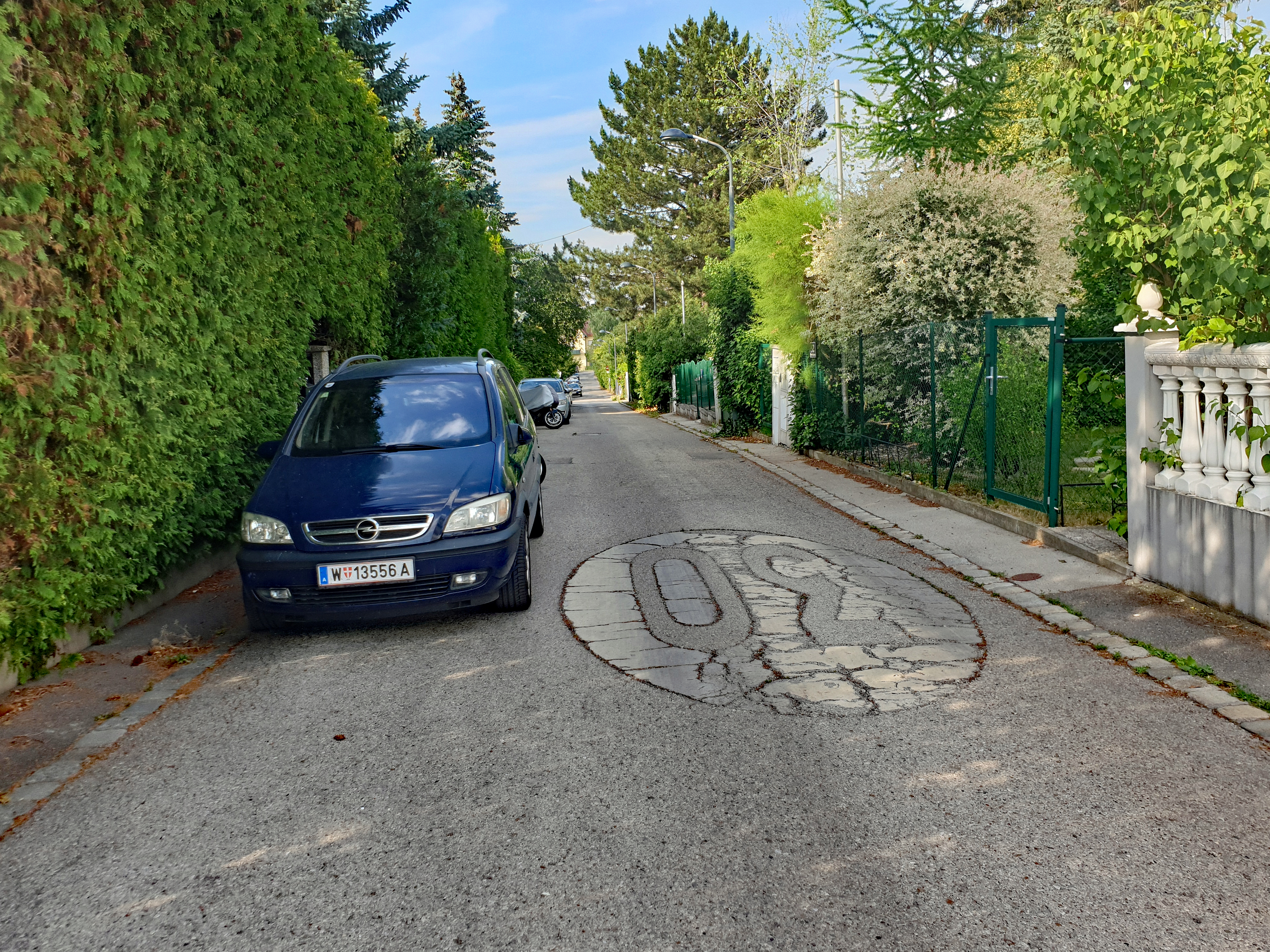
Eisenbachgasse

- Ebersberggasse (Speising, Siedlung „Hermeswiese“), 1926 benannt nach dem Theaterdichter und Journalisten Ottokar Franz Ebersberg (1833–1886); er gründete 1859 die satirische Wochenschrift Tritsch-Tratsch und als Nachfolgerin die satirische Zeitschrift Kikeriki. Weiters schrieb er ungefähr 150 Lustspiele, Possen, Parodien etc. Ebersberg galt als Demokrat, der sich immer zum Sprachrohr des „kleinen Mannes“ machte.
- Ebner-Rofenstein-Gasse (Ober-St.-Veit), 1936 benannt nach dem Histologen Viktor von Ebner-Rofenstein (1842–1925), Professor für Histologie an der Universität Graz (1873–1888) und an der Universität Wien (1888–1922), Rektor (1907–1908). Er erreichte die Loslösung der Histologie von der Anatomie und Physiologie sowie ihre Anerkennung als selbstständiges Prüfungsfach.
- Eduard-Jaeger-Gasse (Speising), 1894 benannt nach dem Augenarzt Eduard Jäger von Jaxtthal; er führte das Ophthalmoskop ein und lieferte wertvolle Beiträge zur Anatomie des Auges. Durch seine Augenoperationen erwarb er sich Weltruhm. Seine Bilder des Augenhintergrundes konnten viele Jahrzehnte nicht übertroffen werden. Die Gasse bei der S-Bahn-Station Speising an der Verbindungsbahn hieß vorher Bahngasse.
- Eduard-Klein-Gasse (Hietzing), 1899 benannt nach dem Rechtsanwalt Eduard Klein (1828–1894), Gemeinderat und Oberschulrat in Hietzing. Die Gasse hieß ursprünglich Badgasse, dann bis 1899 (das 1912 / 1913 erbaute Amtshaus zwischen der Gasse und dem heutigen Kai stand noch nicht) Hietzinger Kai und 1938–1945 Emil-Wimmer-Gasse.
- Egon-Schiele-Gasse (Lainz), 1930 benannt nach dem Maler Egon Schiele (1890–1918); er zählt neben Gustav Klimt und Oskar Kokoschka zu den bedeutendsten bildenden Künstlern der Wiener Moderne. Neben seinen zahlreichen Selbstbildnissen ist Schiele vor allem für seine Akte, die fast ausschließlich Frauen und Kinder zeigen, berühmt. Die größte Sammlung von Schiele-Werken befindet sich im Leopold Museum im MuseumsQuartier. Schiele verbrachte seine letzten Lebensjahre im 13. Bezirk. Gasse in der von 1928 an gebauten Siedlung „Lockerwiese“. Siehe auch Klimtgasse.
- Einsiedeleigasse (Ober-St.-Veit), 1936 benannt nach einer ehemaligen Klause in dieser Gegend. Sie war 1748 von Bruder Konrad (eigentlich Leopold Zetl, vormals Schreiber in der kaiserlichen Reichskanzlei) und Bruder Arsenius (bürgerlicher Name unbekannt, vormals Stallmeister von Joseph Friedrich von Sachsen-Hildburghausen) erbaut worden, die dann  als Einsiedler hier lebten. Die Klause stand unter der Aufsicht des Franziskanerordens. Die Einsiedelei wurde 1782 von Kaiser Joseph II. aufgelöst; an ihrer Stelle entstand nach 1823 die Gaststätte „Zur Einsiedelei“, die sich großer Beliebtheit erfreute, 1908 abbrannte[8] und um 1930 durch Adolf Swatschina als Café-Restaurant „Zur alten Einsiedelei“ wiederhergestellt wurde.[9] Siehe auch Seifertstraße.
- Eisenbachgasse (Auhof; Siedlung Auhofer Trennstück), 1955 benannt nach dem Kabarettisten Heinrich Eisenbach (1870–1923); er war einer der bedeutendsten Komiker Wiens zur Jahrhundertwende und Star des Wiener Kabarettensembles Budapester Orpheum. Diesem Ensemble gehörten einige der wichtigsten damaligen Unterhaltungskünstler an, wie etwa Armin Berg und Hans Moser. 1915 bezog Eisenbach eine neue Spielstätte in der Annagasse, das „Max und Moritz“ im St.-Anna-Hof. Die Gasse hieß vorher Beethovengasse.
- Eitelbergergasse (Unter-St.-Veit), 1894 benannt nach dem Kunsthistoriker Rudolf Eitelberger (1817–1885), ab 1852 erster Ordinarius für Kunstgeschichte an der Universität Wien. Er gilt als Gründervater der Wiener Schule der Kunstgeschichte. Er war Initiator und erster Direktor des Museums für Kunst und Industrie (1864) sowie der angegliederten Kunstgewerbeschule (1868). Auf Nr. 22 befand sich bis 1938 die Hietzinger Synagoge (Gedenktafel). Die Gasse hieß vorher Malfattigasse (siehe Malfattisteig).
- Elisabethallee (Hietzing, Lainz), 1918 benannt nach Kaiserin Elisabeth (1837–1898), Prinzessin aus der herzoglichen Nebenlinie Zweibrücken-Birkenfeld-Gelnhausen des Hauses Wittelsbach und durch ihre Heirat mit Franz Joseph I. von 1854 an Kaiserin von Österreich und Apostolische Königin von Ungarn. Ihr Leben wurde in unzähligen Filmen, Operetten und Musicals popularisiert. Das Kaiserin-Elisabeth-Spital und das Kaiserin-Elisabeth-Wöchnerinnenheim sind ebenfalls nach ihr benannt; ein Teil der heutigen Westbahn hieß ursprünglich Kaiserin Elisabeth-Bahn. In Österreich gibt es kaum eine Stadt, die nicht eine Straße oder einen Platz nach ihr benannt hat. Die Straße ist Teil der südlichen Begrenzung des historischen Areals um das Schloss Schönbrunn, die kaiserliche Sommerresidenz zur Zeit Elisabeths; die Kaiserin hatte hier, im höchstgelegenen, hintersten Teil des Schlossparks, ihre private Meierei. Der südöstlich der Maxingstraße gelegene Teil der Elisabethallee (der andere Teil bestand noch nicht) bildete bis 1894 mit der Maxingstraße die damalige Hetzendorfer Straße, Verbindung von Alt-Hietzing nach Hetzendorf (12. Bezirk). Dann wurde sie bis September 1918 Teil der im 12. Bezirk bis heute bestehenden Schlöglgasse, während eine unbedeutende Verkehrsfläche südlich der heute nicht mehr bestehenden Kreuzung der Verbindungsbahn mit der Rosenhügelstraße Elisabethallee hieß. Der spätere Straßenteil nordwestlich des Montecuccoliplatzes war noch um 1930 unbenannter Feldweg.
- Elßlergasse (Unter-St.-Veit), 1894 benannt nach der Tänzerin Fanny Elßler (1810–1884); neben Marie Taglioni war sie eine der bekanntesten Tänzerinnen des 19. Jahrhunderts. Elßlers beispiellose Erfolge begannen 1830 in Berlin und setzten sich in Paris und bei Tourneen durch Europa, Russland, Kuba und Nordamerika fort. Mit Nationaltänzen wie Polka, Krakowiak und ihrer berühmten Cachucha eroberte sie die Bühnen der Welt. Die Gasse hieß vorher Endlergasse. Sie entstand bei der ab 1883 erfolgten Parzellierung der „Neuen Welt“ und war auf dem Freytag-&-Berndt-Stadtplan 1898 / 1899 noch nicht zu finden. Siehe das Haus Kosmak von Carl Witzmann auf Nr. 8, das Haus Nr. 9 von Adolf Loos und das Haus Nr. 26, die Villa Reitler, in der der Komponist Franz Schmidt 1912–1922 gewohnt hat und die 1922 von Adolf Loos umgebaut wurde.
- Engelbrechtweg (Lainz), 1936 benannt nach dem Altphilologen August Engelbrecht (1861–1925), Mittelschullehrer (ab 1883), Professor für klassische Philologie an der Universität Wien (1901–1908). Er war ab 1899 Hauptgeschäftsträger der lateinischen Kirchenväterkommission und besorgte für 26 Bände des Corpus der lateinischen Kirchenväter die Endredaktion.[10] Weg in der 1932 eröffneten Werkbundsiedlung Wien.
- Engelhartgasse (Lainz, Siedlung „Lockerwiese“), 1951 benannt nach dem Maler und Bildhauer Josef Engelhart (1864–1941); er war eine der führenden Gestalten der Kunstszene in Wien um 1900 und einer der Mitbegründer der Wiener Secession. Sein Interesse galt vor allem der Darstellung des Menschen, seien es Akte, Porträts, Volks- oder Gesellschaftsszenen. Auch die eigene Familie wurde von ihm immer wieder gemalt. Engelhart stand den neueren Strömungen und Entwicklungen in der Kunstszene ablehnend gegenüber; in seinen späteren Jahren und vor allem nach seinem Tod geriet er zunehmend in Vergessenheit.
- Erika-Mitterer-Weg (Ober-St.-Veit), 2002 benannt nach der Schriftstellerin Erika Mitterer (1906–2001); sie hat sich als Epikerin, Lyrikerin, Dramatikerin und engagierte Leserbriefschreiberin mit den sozialen, gesellschaftlichen und politischen Entwicklungen ihrer Zeit auseinandergesetzt und gilt als eine wichtige Vertreterin der Literatur der inneren Emigration.
- Erzbischofgasse (Hacking, Ober-St.-Veit), 1894 benannt nach dem Erzbischöflichen Schloss in Ober-St.-Veit, bis ca. 1930 Sommersitz des jeweiligen Erzbischofs von Wien und heute Sitz kirchlicher Schulen. Die Gasse hieß vorher Bischofgasse.
- Eugen-Jettel-Weg (Lainz, Siedlung „Lockerwiese“), 1932 benannt nach dem Maler Eugen Jettel (1845–1901); er betätigte sich hauptsächlich als Landschaftsmaler. Ab 1875 lebte er in Paris und war dort Mittelpunkt eines Zirkels österreichischer und deutscher Künstler. 1897 kam er nach Wien zurück, wo er ebenfalls erfolgreich war und Erzherzog Carl Stephan und seine Frau, Erzherzogin Maria Theresia, seine Förderer wurden.
- Eustachiusweg (Auhof; Siedlung „Heimscholle“ im ehemaligen Lainzer Tiergarten), 1932 benannt nach dem Heiligen Eustachius, einer Figur der christlichen Mythologie. Er gilt als Märtyrer, ist einer der Vierzehn Nothelfer und wird neben dem heiligen Hubertus von Lüttich auch als Schutzpatron der Jäger verehrt.
- Eyslergasse (Auhof; Siedlung Auhofer Trennstück), 1955 benannt nach dem Komponisten Edmund Eysler (eigentlich Eisler, 1874–1949); mit insgesamt 60 Operetten prägte er die damalige Musikwelt in Österreich und Deutschland sehr stark. Internationale Erfolge waren jedoch weniger zu verzeichnen, da Eyslers Musik eher wienerisch und lokalfolkloristisch war. Die Gasse hieß vorher Mozartgasse.

## F

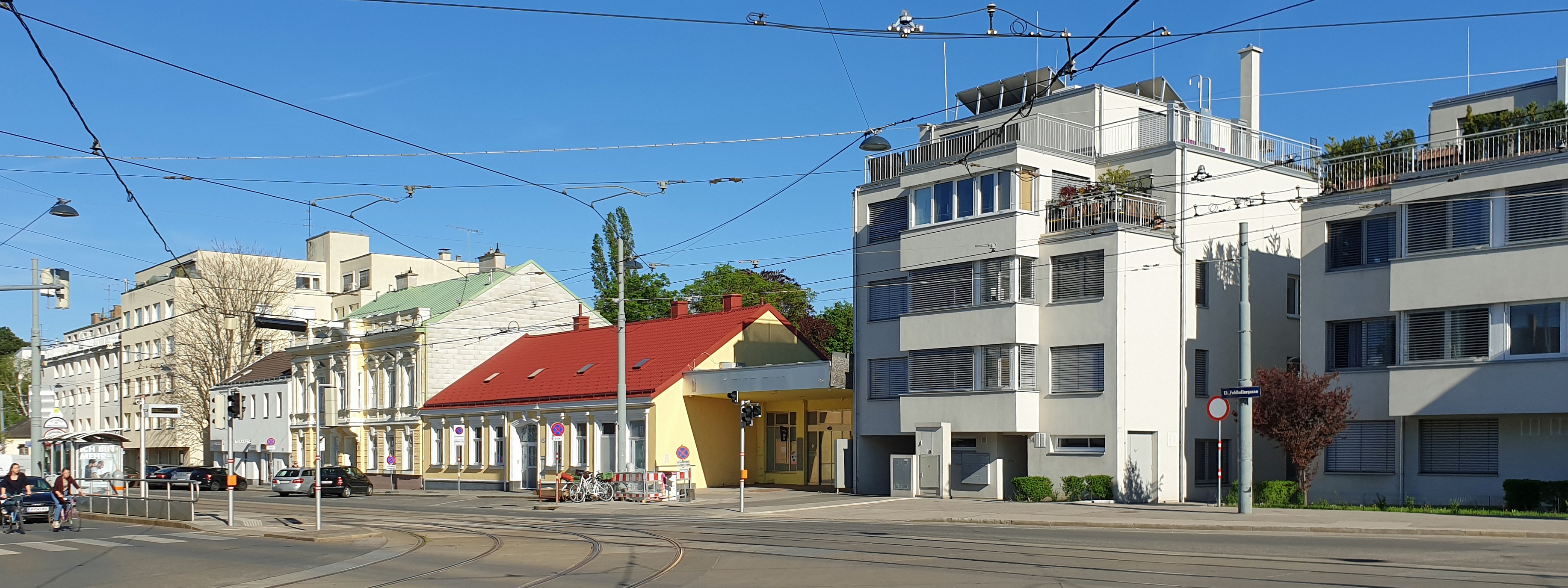
Feldkellergasse

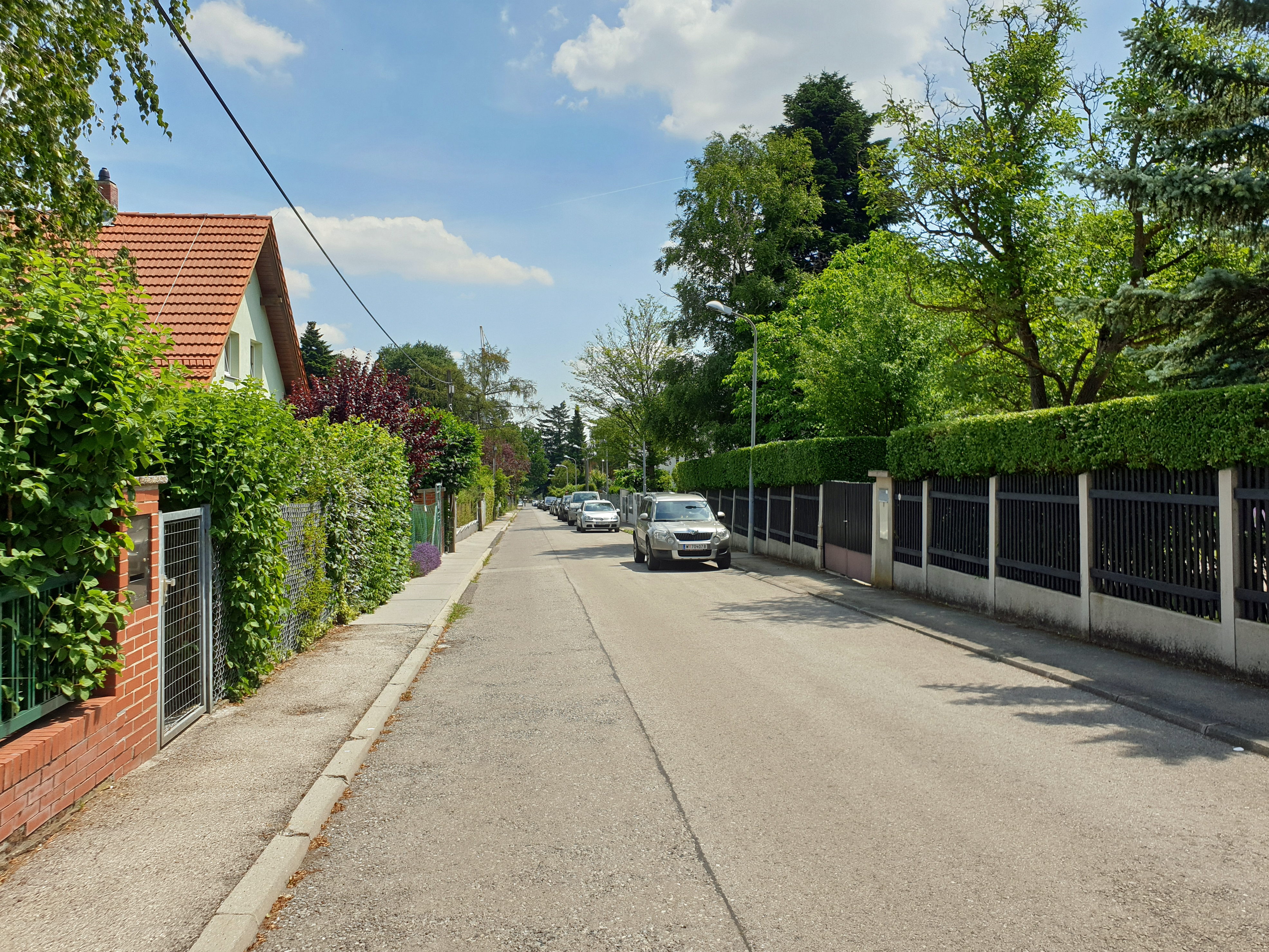
Felixgasse

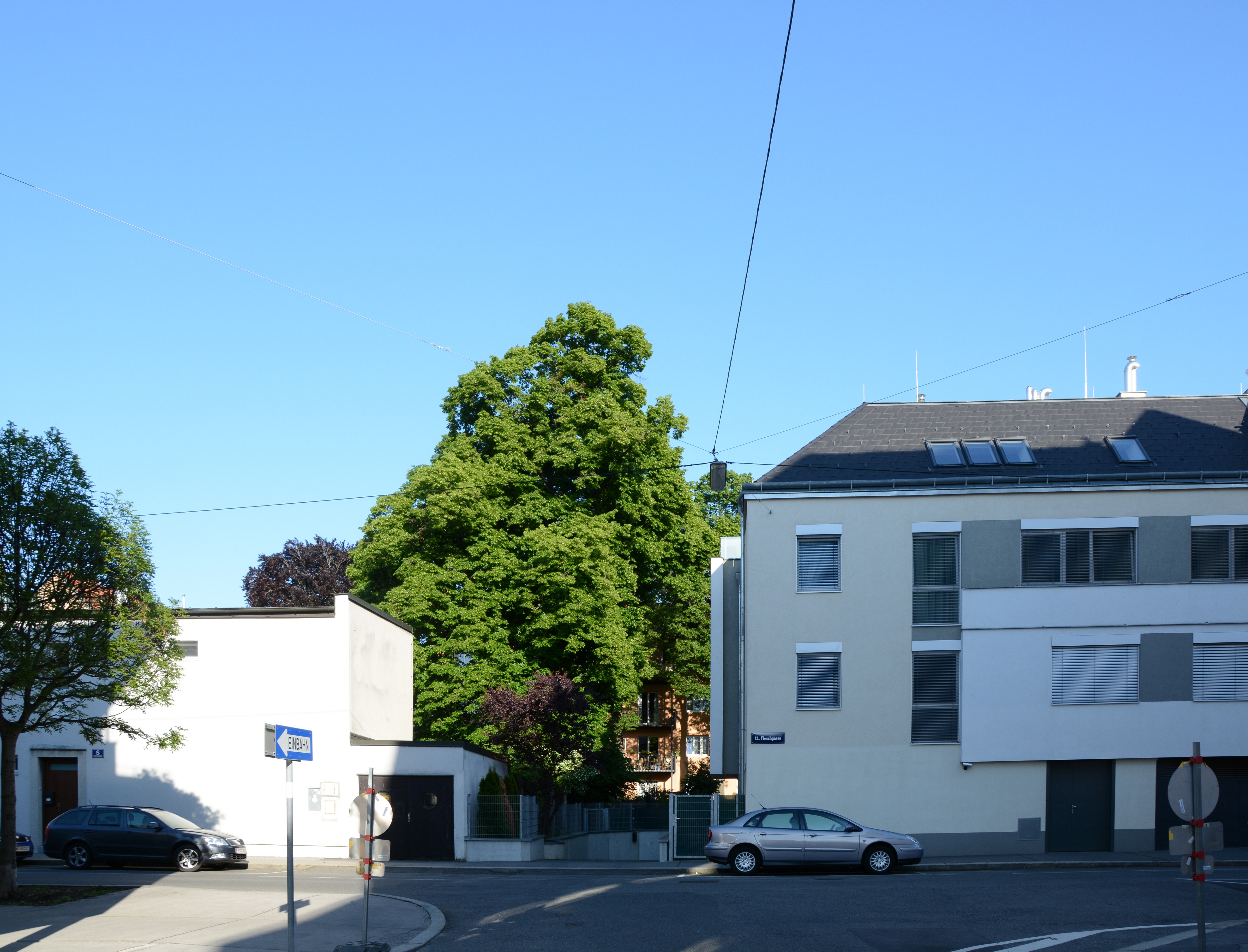
Fleschgasse

- Faistauergasse (Lainz), 1931 benannt nach dem Maler Anton Faistauer (1887–1930); er war ab 1926 in Wien tätig und schuf farbkräftige, ausdrucksstarke Stillleben und Bildnisse. Faistauer zählt zu den bedeutendsten Malern der österreichischen Moderne. Im Gegensatz zu den meisten seiner Kollegen versuchte er, die traditionelle abendländische Malerei weiterzuentwickeln. Die Gasse ist die teils sehr breite Hauptachse der von 1928 an errichteten Siedlung „Lockerwiese“.
- Fasangartengasse (Lainz, Speising), 1909 benannt nach der ehemaligen Fasanerie südlich der Gloriette im Schloss Schönbrunn, die bis heute als Fasangarten (Waldareal) im Stadtplan aufscheint (der südlichste Teil wurde später mit der Fasangartenkaserne verbaut, der heutigen Maria-Theresien-Kaserne). In Fasangärten wurden Fasane und andere schöne Vögel, z. B. Pfaue, zur Erbauung der Adeligen gehalten. Siehe auch Am Fasangarten. Die Gasse hieß in Lainz bis 1909 Hetzendorfer Gasse, weil sie von dort aus gesehen Richtung Hetzendorf (12. Bezirk) führte, und war um 1912 auf dem Stadtplan größtenteils als projektiert ersichtlich. Die Angabe Czeikes, die Gasse habe in Hetzendorf bis 1894 Hetzendorfer Straße geheißen, ist eine Verwechslung: Als (von Hietzing aus gesehen) Hetzendorfer Straße wurde bis 1894 der heutige Straßenzug Maxingstraße–Elisabethallee bezeichnet. Ecke Wattmanngasse befindet sich die St.-Hemma-Kirche.
- Fasholdgasse (Hietzing), 1894 benannt nach dem Fuhrwerksunternehmer Josef Fashold (1821–1892), Gemeinderat in Hietzing (1863–1891). Die Gasse hieß vorher Mayerhofgasse.
- Fassbendergasse (Ober-St.-Veit), 1981 benannt nach dem Architekten und Stadtplaner Eugen Fassbender (1854–1923); als Architekt errichtete er zahlreiche Telefonämter in Wien. Er konzentrierte sich aber mehr auf die Stadtplanung und auf die Publikation von Fachschriften. Weitblickend war 1898 sein Vorschlag zur Schaffung eines „Volksrings“, der um die Stadt herum ein Luftreservoir bilden sollte. 1905 wurde diese Idee mit der Errichtung des Wald- und Wiesengürtelss in modifizierter Form verwirklicht.
- Fehlingergasse (Speising), 1894 benannt nach dem Arzt Friedrich Fehlinger (1813–1890), Gemeinderat und Bürgermeister (1864–1873) von Speising (1864–1873). Die Gasse hieß vorher Gemeindegasse.
- Feldkellergasse (Speising), benannt 1892 nach der ehemaligen Gastwirtschaft „Zum Feldkeller“; zuvor eine der vier Feldgassen im 1890 / 1892 eingemeindeten Gebiet im heutigen 13. Bezirk.
- Feldmühlgasse (Unter-St.-Veit), 1894 benannt nach der ehemaligen Feldmühle an einem Wienfluss-Mühlkanal; sie gehörte im 16. Jahrhundert Marx Treitz-Sauerwein, Geheimschreiber des Kaisers Maximilian I. Etwa hier entstand auf früheren Feldern nach 1800 die Ortschaft Unter-St.-Veit. Siehe auch so genannte „Klimt-Villa“ auf Nr. 11. Zuvor eine der vier Feldgassen im 1890 / 1892 eingemeindeten Gebiet im heutigen 13. Bezirk.
- Felixgasse (Auhof; Siedlung im ehemaligen Lainzer Tiergarten), 1955 benannt nach dem Opernsänger Benedikt Gross (Künstlername Benedikt Felix, 1860–1912); er wirkte in Iglau, Florenz, Rom, Genua, Neapel, Mailand, Venedig und Triest. 1882 sang er am Wiener Carltheater so erfolgreich, dass er 1883 an die Hofoper engagiert wurde, wo er bis zu seinem Tod 1912 tätig war.[11] Die Gasse hieß vorher Tiergartengasse.
- Fichtnergasse (Unter-St.-Veit), 1894 benannt nach dem Schauspieler Karl Fichtner (1805–1873); er kam 1822 an das Theater an der Wien und 1824 an das Hofburgtheater, wo er bis zu seiner Pensionierung 1865 in 460 Stücken und 513 Rollen auftrat. Fichtner spielte vorzugsweise zuerst jugendliche, später gesetzte Liebhaber und Lebemänner. Die Gasse entstand bei  der ab 1883 erfolgten Parzellierung der „Neuen Welt“ und war auf dem Freytag-&-Berndt-Stadtplan 1898 / 1899 noch nicht zu finden. Sie ist als Standort des Gymnasiums auf Nr. 15 bekannt. Der Hügelpark grenzt westseitig an die Gasse, die 1963 in Heimito von Doderers Roman No. 7/I. Die Wasserfälle von Slunj genannt wurde.[12]
- Firmiangasse (Ober-St.-Veit), 1894 benannt nach Bischof Leopold Maximilian von Firmian (1766–1831), Weihbischof in Passau (ab 1797), Bischof der Diözese Lavant (ab 1800), Erzbischof von Salzburg (ab 1816), Fürsterzbischof der Erzdiözese Wien (ab 1822). Er wird als prunkliebender Kirchenfürst geschildert, der den Willen des Kaisers in seiner Diözese erfüllte und die Eingriffe des Spätjosephinismus im Kirchenleben zuließ. Die Gasse hieß vorher Lange Gasse und davor Winzerzeile bzw. Hauerzeile[13].
- Fleschgasse (Unter-St.-Veit), um 1876 benannt nach dem Lederfabrikanten Siegmund Flesch (1827–1902); er war als Wohltäter bekannt. Die Gasse hieß vorher Adlergasse und 1938–1947 Burgkmairgasse nach Hans Burgkmair dem Älteren. 1995 wurde vom Areal Auhofstraße 25 / Fleschgasse 9–11 / Kremsergasse 2 der letzte Industriebetrieb des 13. Bezirks, die Wurstfabrik Wiesbauer, abgesiedelt. Auf Nr. 8 baute Hugo Gorge, an der Werkbundsiedlung und am Friedrich-Engels-Hof beteiligt, sein Wohnhaus.
- Flurgasse (Ober-St.-Veit), um 1876 benannt nach den Fluren des Girzenbergs, auf den sie führt; siehe auch Girzenberggasse. Die Gasse hieß vorher Floragasse.
- Fonovitsplatz (Lainz), 2011 benannt nach der Physikerin Hilda Fonovits (verh. Smereker bzw. Maier, 1893–1954); sie war ab 1931 Mitarbeiterin der Sonderabteilung für Strahlentherapie am Krankenhaus Lainz, 1934–1938 deren Leiterin. Sie starb 1954 an den Folgen des jahrelangen Umganges mit radioaktiven Stoffen.[14] Es handelt sich um eine adressenlose Verkehrsfläche zwischen der Ecke Würzburggasse / Dovskygasse und der Einfahrt zum ORF-Zentrum Küniglberg.
- Fourniergasse (Speising, Lainz), 1932 benannt nach dem Historiker und Politiker August Fournier (1850–1920), Professor für Geschichte an der Technischen Hochschule Wien (1900–1903) und an der Universität Wien (1903–1920). Er gilt als der bedeutendste Historiker der ausklingenden Habsburgerischen Epoche. Seine dreibändige Napoleon-Biografie gilt heute als wissenschaftliches Standardwerk. Mit dem Literaturwissenschaftler Anton Bettelheim begründete er die 22 Bände umfassende „Neue Österreichische Biographie ab 1815“; siehe auch die Bettelheimstraße im 22. Bezirk Donaustadt.
- Franz-Boos-Gasse (Ober-St.-Veit), 1905 benannt nach Franz Boos (1753–1832), Hofgärtner an den k.k. Hofgärten zu Schönbrunn. Er unternahm 1783–1788 mehrere Weltreisen, um Pflanzen und Tiere für den Hofgarten, die Hofmenagerie und das Hof-Naturalien-Kabinett nach Wien zu bringen. 1790 wurde er Direktor der Schönbrunner Menagerie und 1807 Direktor sämtlicher Hofgärten.
- Franz-Petter-Gasse (Lainz, Siedlung „Lockerwiese“), 1932 benannt nach dem Maler Franz Xaver Petter (1791–1866); er war einer der bedeutendsten Maler von Blumenstillleben der Biedermeier-Zeit in Wien. Später gestaltete er auch kleinformatige Früchtestücke und am Ende seines Lebens Blumen vor Landschaftshintergrund. Petters Bilder waren bei Adel und Bürgertum sehr beliebt.
- Franz-Schalk-Platz (Hietzing), 1935 benannt nach dem Dirigenten Franz Schalk (1863–1931), 1. Kapellmeister der Wiener Hofoper (ab 1900), 1918–1929 deren Direktor. Von 1919 bis 1924 teilte er sich diesen Posten mit dem Komponisten Richard Strauss; diese Zeit gilt als Blütezeit der Staatsoper. Schalk war maßgeblich an der Gründung der Salzburger Festspiele beteiligt. Er wohnte um 1905 bis um 1910 einige Jahre in der Hügelgasse 10. Der Platz und die anrainende Reihenhaussiedlung am Rand des Wäldchens auf dem Küniglberg wurden in den 1930er Jahren auf dem Areal des demolierten „Malfatti-Schlössels“ angelegt, dessen Nebengebäude beiderseits der heutigen Zufahrt zum Platz (Gloriettegasse 47 und 49) noch vorhanden sind.
- Fred-Liewehr-Gasse (Speising), 1995 benannt nach dem Kammerschauspieler und Sänger Fred Liewehr (1909–1993); er wurde 1931 von Max Reinhardt an das Theater in der Josefstadt engagiert. Ab 1933 spielte er am Wiener Burgtheater. 1969 wurde er dort Ehrenmitglied und 1981 Doyen. Liewehr trat auch an der Wiener Volksoper und bei den Salzburger Festspielen auf und wirkte in etlichen Filmen mit. Nach seiner Frau ist in Hietzing seit 2009 der Martha-Rohs-Weg benannt. Die Gasse ist verkehrt – mit den ungeraden Nummern auf der rechten Seite – nummeriert.
- Friedenshöhegasse (Auhof; Siedlung Auhofer Trennstück), 1929 benannt nach der Siedlungsgenossenschaft Friedenshöhe, die ab 1928 errichtet wurde. Ihr Name bezieht sich auf die Friedenssehnsucht der Menschen nach dem Ersten Weltkrieg. Siehe auch Friedensstadtgasse und Friedenszeile. Die Gasse hieß 1927–1929 Friedensstraße; ein von Czeike für 1867 erwähnter Friedhof, auf historischen Karten nicht ersichtlich, erscheint unwahrscheinlich, da das Areal erst im 20. Jh. aus dem Lainzer Tiergarten ausgegliedert wurde, der damals dem Herrscherhaus und in seinem Dienst Stehenden vorbehalten war.
- Friedensstadtgasse (Auhof; Friedensstadt), um 1929 benannt nach der Siedlungsgenossenschaft Friedensstadt. Diese vorher zum Lainzer Tiergarten gehörende Fläche wurde ab 1919 von Heimkehrern des Ersten Weltkriegs und Invaliden vorerst „wild“, also ohne Baugenehmigungen, besiedelt. Die Kleingarten-Siedlung wurde 1928 legalisiert und die Siedler wurden Eigentümer ihrer Parzellen.[15] Siehe auch Friedenshöhegasse und Friedenszeile. Die Gasse hieß vorher Waldgasse.
- Friedenszeile (Auhof; Friedensstadt), um 1921 benannt zur Erinnerung an das Ende des Ersten Weltkriegs. Zur Hermesstraße parallele Gasse in der Siedlung Friedensstadt; diese wurde ab 1921 nach Plänen von Adolf Loos errichtet. Siehe auch Friedensstadtgasse und Friedenshöhegasse in Hietzing und die Friedensstraße im 23. Bezirk. Die Benennung erfolgte durch die Siedler und wurde zu einem nicht bekannten Zeitpunkt amtlich anerkannt.
- Friedrich-Kostelnik-Weg (Auhof; Friedensstadt), 2006 benannt nach dem Kaufmann Friedrich Kostelnik (1915–1997), Obmann eines Siedlervereins
- Frimbergergasse (Hietzing), 1956 benannt nach dem volkstümlichen Schriftsteller Johann Georg Frimberger (1851–1919), im Hauptberuf Konstruktionszeichner und Archivar bei der Eisenbahn. Seine Bedeutung liegt vor allem in seinen Mundartgedichten, die ihn als  Kenner des Dialekts des Landes nördlich von Wien, des Weinviertels, ausweisen.
- Fritz-Kastner-Weg (Ober-St.-Veit), 1955 benannt nach dem Heimatforscher und Prähistoriker Josef Fritz Kastner (1888–1968); er war als Archäologe in Wien und Umgebung tätig. Er bereitete für weite Teile des Wiener Bodens die urgeschichtlichen Grundlagen auf und publizierte seine Ergebnisse in Vorträgen und durch populäre Veröffentlichungen über das Fach hinaus.
- Fritz-Moravec-Steig (Lainz), 1998 benannt nach dem Alpinisten und Reiseschriftsteller Fritz Moravec (1922–1997); bekannt wurde er durch seine zahlreichen Expeditionen unter anderem im Karakorum, wo er an der Erstbesteigung des 8.034 m hohen Gasherbrum II teilnahm. Er war 1962 Gründer der Hochgebirgsschule Glockner-Kaprun, die heute Fritz-Moravec-Hochgebirgsschule heißt. Der Steig ist ein steiler Weg von der Fasangartengasse auf den Küniglberg. Seit 1938 liegt an ihm die 1889 geschaffene Hummelkapelle.
- Fürthweg (Speising), 1930 benannt nach dem Juristen und Politiker Emil Fürth (1863–1911); er war von 1904 bis 1910 Mitglied des Wiener Gemeinderats, wo er die Sozialpolitische Partei, eine bürgerlich-liberale Gruppierung, vertrat. Als Fachmann für Wohnungsfürsorge erwarb er sich Verdienste, und er war auch Förderer des Wiener Volksbildungsvereins. Der Weg hieß 1938–1947 Dühringweg.
- Furtwänglerplatz (Speising), 1955 benannt nach dem Dirigenten Wilhelm Furtwängler, Konzertdirektor der Gesellschaft der Musikfreunde (ab 1921), Chefdirigent der Wiener Philharmoniker (ab 1927) Kapellmeister an der Wiener Staatsoper (ab 1928). Er dirigierte ab 1937 viele Konzerte und Aufführungen bei den Salzburger Festspielen. Furtwängler wurde nach dem Anschluss 1938 zum Musikbevollmächtigten in Wien ernannt und übernahm 1939–1945 auch die Leitung der Wiener Philharmoniker. Ab 1952 war er künstlerischer Leiter der Salzburger Festspiele. Im Historikerbericht Straßennamen Wiens seit 1860 als „Politische Erinnerungsorte“ aus dem Jahr 2013 ist die Straße Gruppe B (Diskussionsbedarf) zugeordnet.[3]

## G

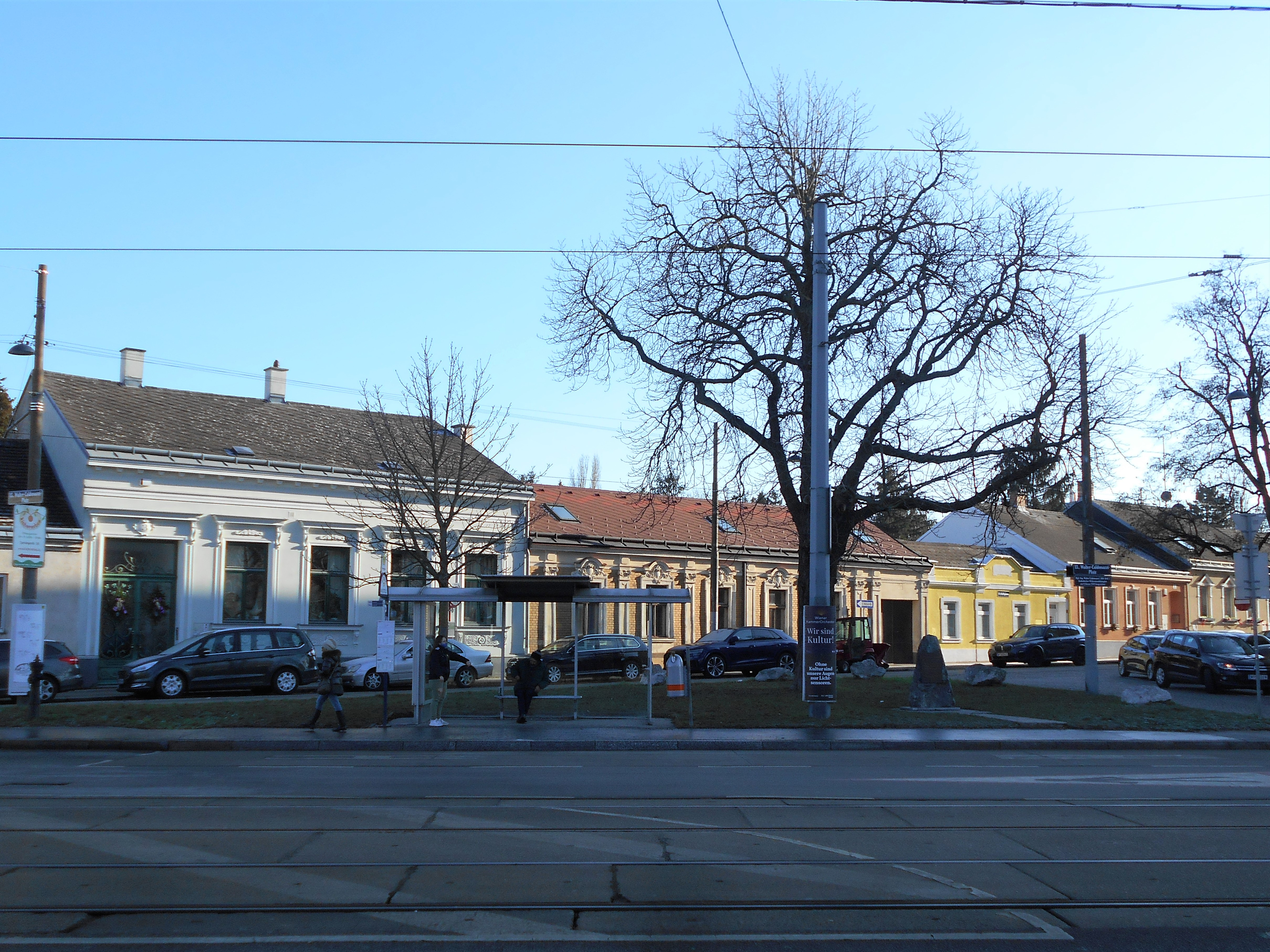
Gallgasse

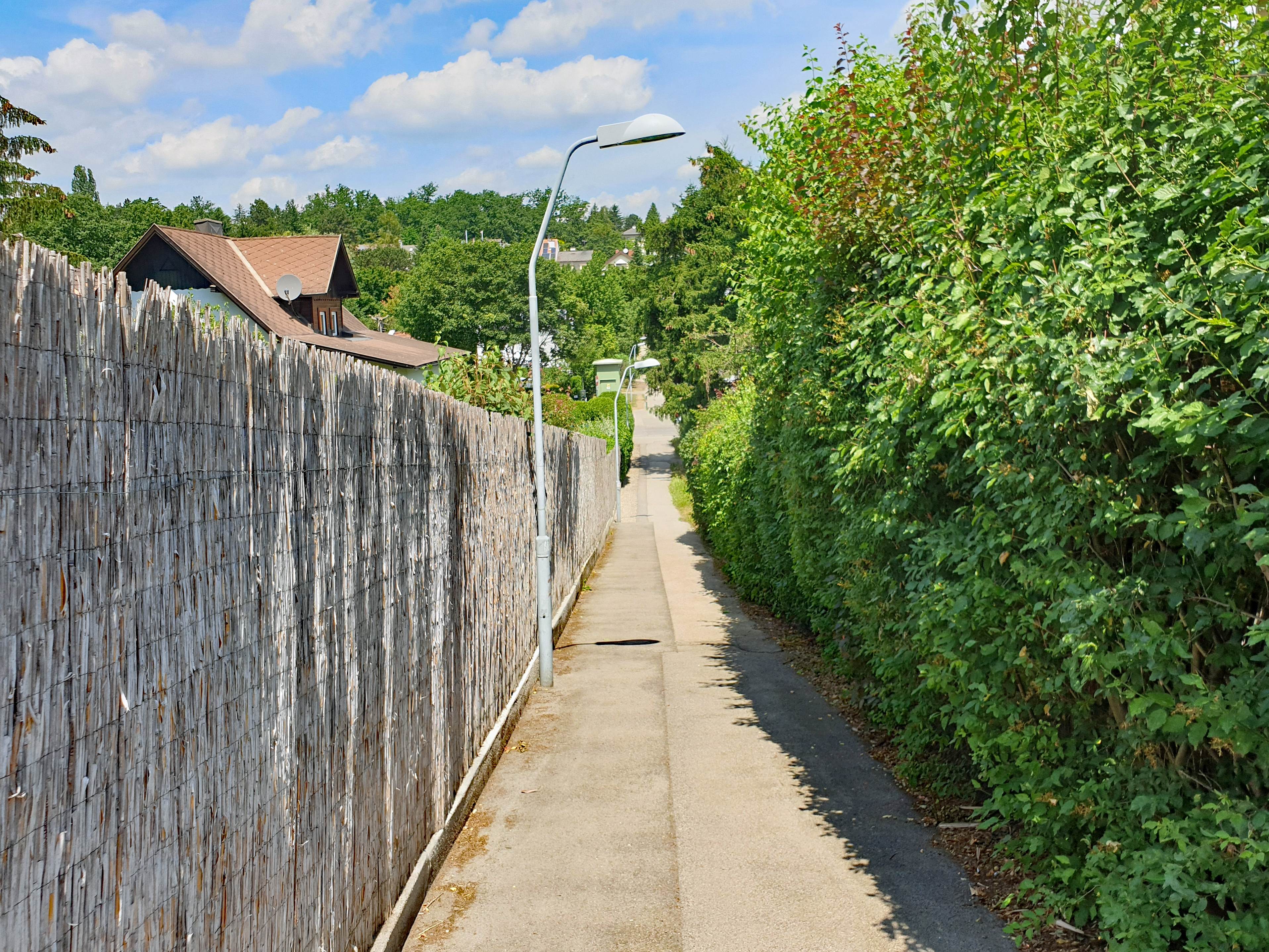
Glawatschweg

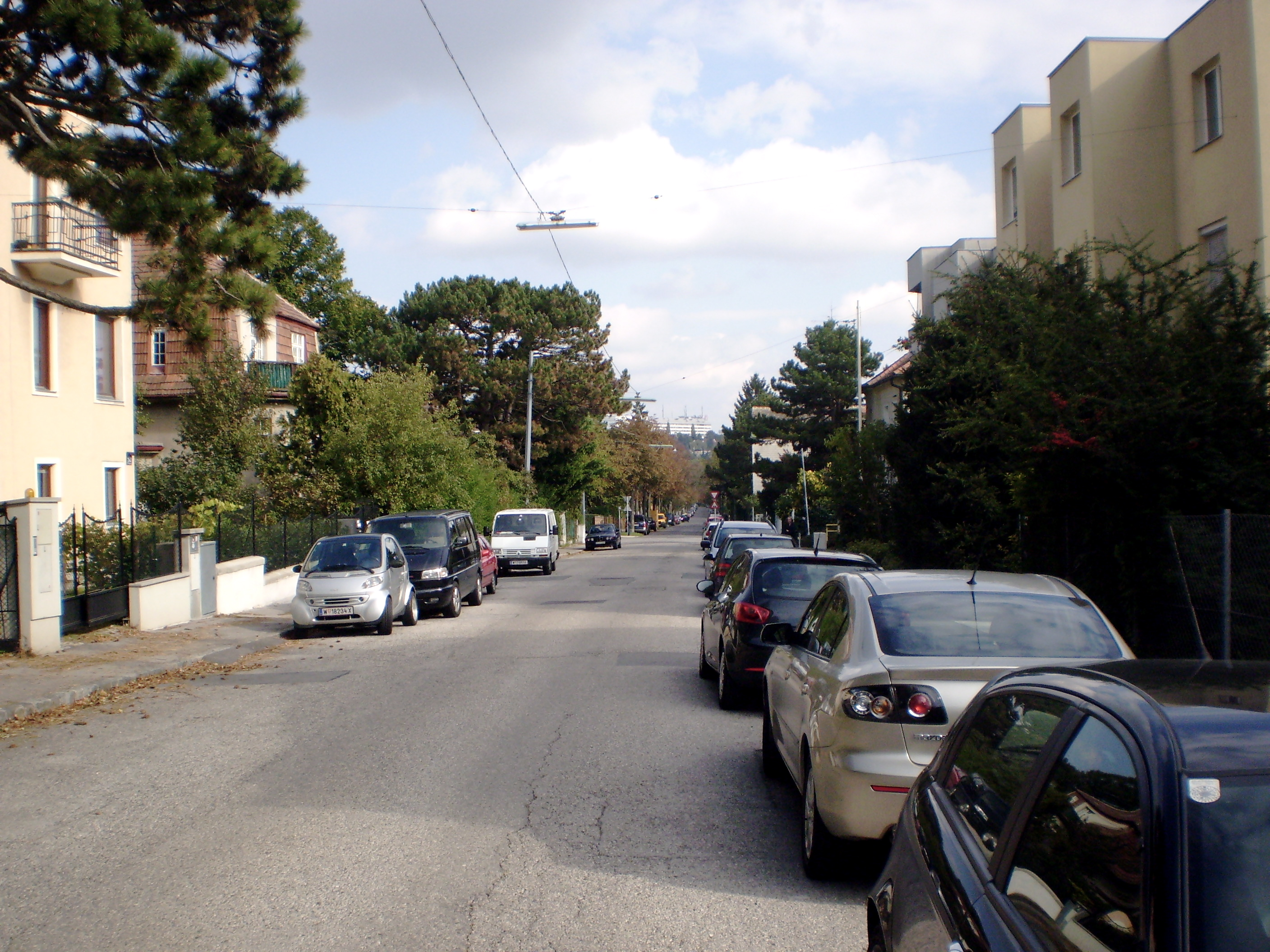
Gobergasse

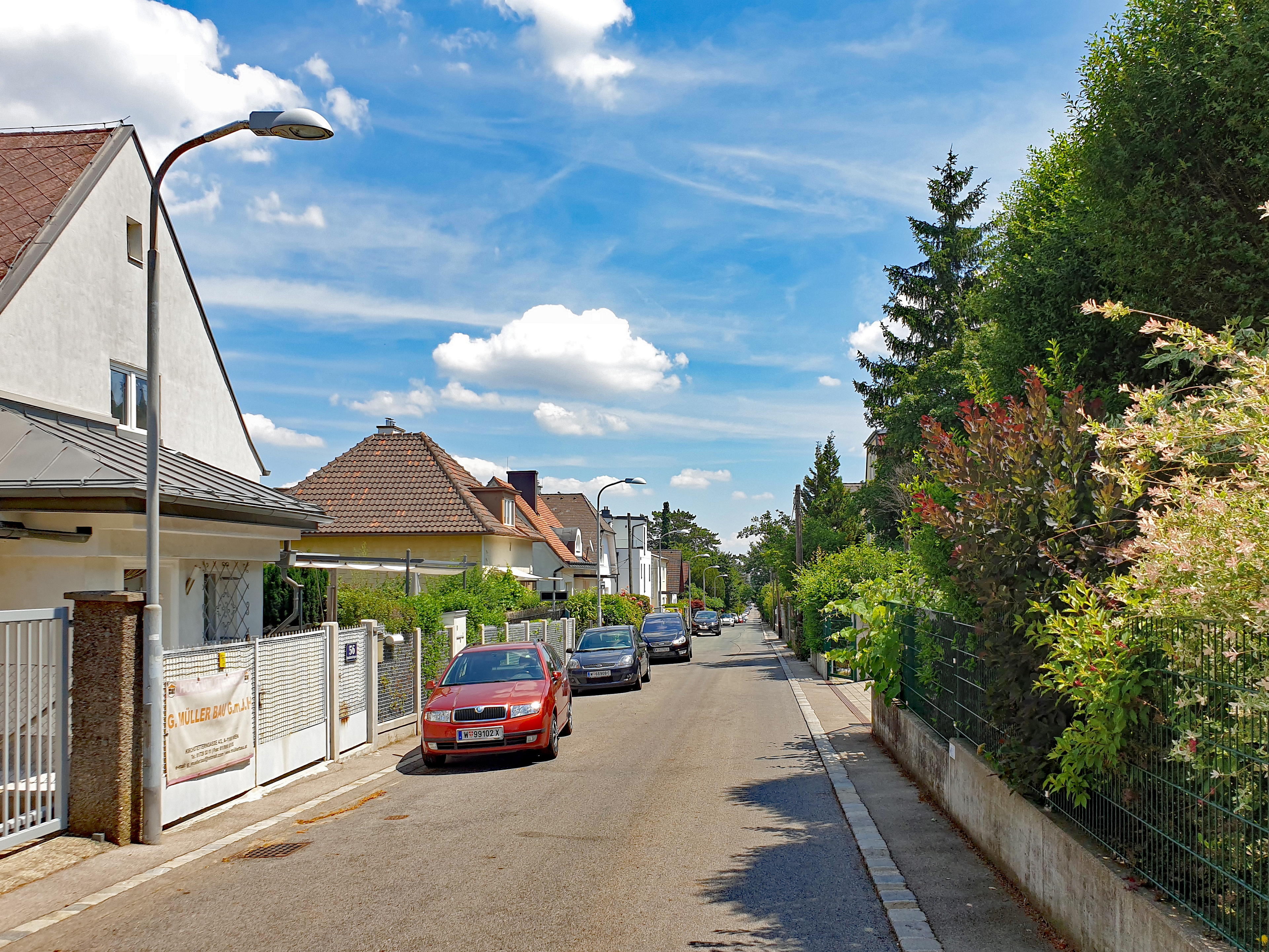
Granichstaedtengasse

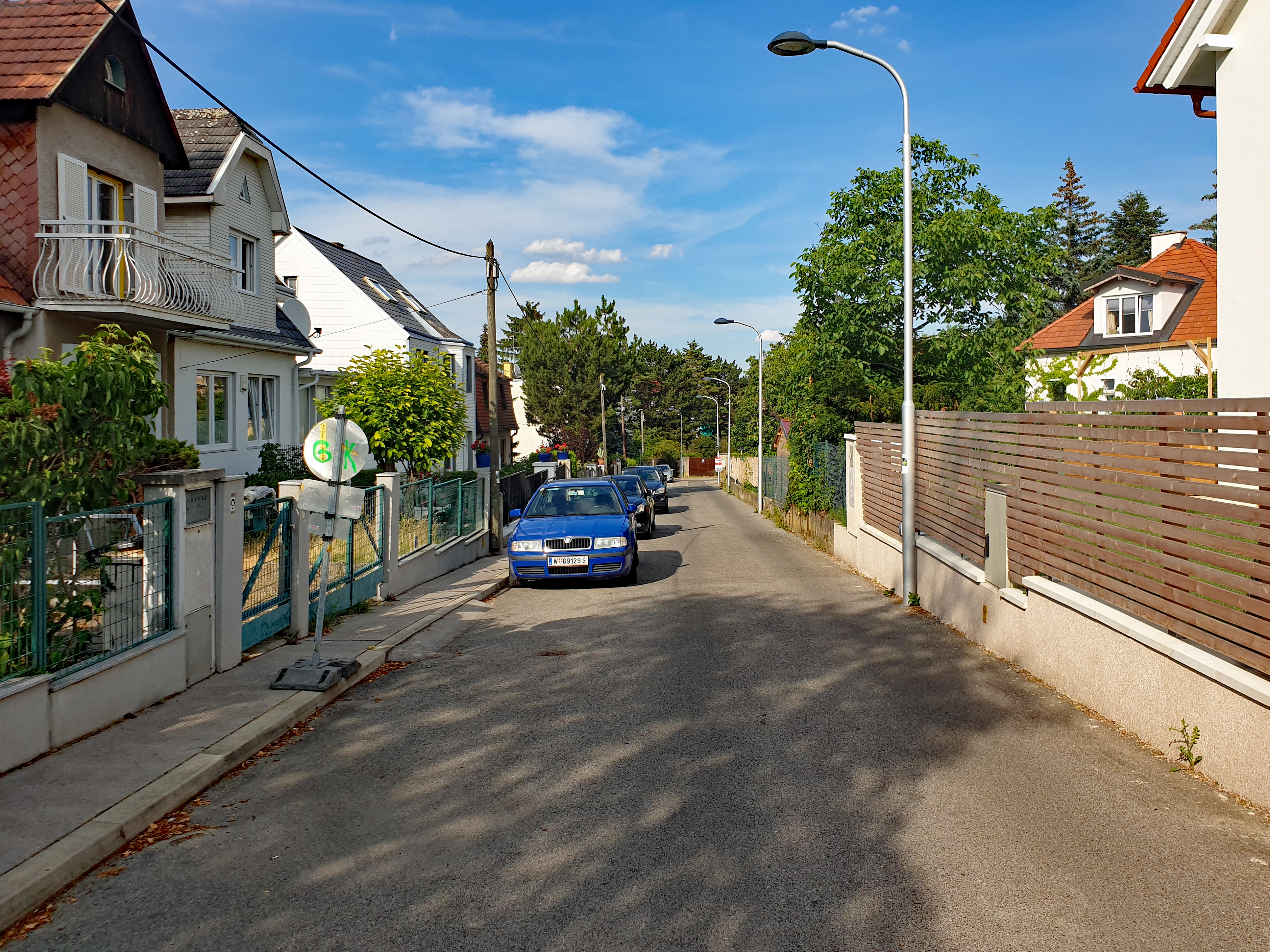
Grobeckergasse

- Gaheisgasse (Hacking), 1910 benannt nach dem Pädagogen und Heimatforscher Franz Anton de Paula Gaheis (1763–1809); als Mitglied der Studien-Revisions-Hofkommission erwarb er sich Verdienste als Volksschulreformator. Neben seiner pädagogischen Tätigkeit schrieb er mehrere kulturhistorische Bücher zur Lokalgeschichte Wiens und seiner Umgebung, die zur Neuentdeckung der Wiener Landschaft führten und dem beginnenden Tourismus Impulse gaben. Die Gasse war vorher Teil der Raschgasse.
- Gallgasse (Speising), 1894 benannt nach Sebastian Gall (1820–1888), Gemeinderat in Speising (1870–1888) und Wohltäter. Die Gasse hieß vorher Mayerhofgasse.
- Gamgasse (Auhof; Siedlung im ehemaligen Lainzer Tiergarten), 1933 benannt nach dem Winzer Michael Gam (1793–1870). Die Familie Gam war in Mauer alteingesessen und seit 1682 urkundlich nachweisbar.
- Gassmannstraße (Schönbrunn, bis 1999: Gaßmanngasse), 1906 benannt nach dem Komponisten Florian Leopold Gassmann (1729–1774); er wurde 1763 als Ballettkomponist an den Wiener Hof berufen, 1764 wurde er Kammerkomponist des Kaisers Joseph II. und 1772 Hofkapellmeister. Er wirkte am Übergang vom Barock zur Vorklassik und komponierte 22 Opern. Sein Nachfolger als Kammerkomponist und Hofkapellmeister war Antonio Salieri; siehe die Salierigasse im 18. Bezirk Währing. Die Straße hieß vorher Wiener Weg. In der Straßenmitte verläuft die Grenze zum östlich gelegenen 12. Bezirk; im südlichen Teil der Straße grenzt westlich die Maria-Theresien-Kaserne an.
- Gemeindeberggasse (Ober-St.-Veit), 1894 benannt nach dem 321 m hohen Gemeindeberg in Ober-St.-Veit, zu dem die Gasse führt. Die Gasse hieß ursprünglich Hausbergstraße und dann Friedhofstraße, weil sich hier am Berghang seit 1876 der Ober-St.-Veiter Friedhof befindet; hier ist Egon Schiele bestattet.
- Genéegasse (Lainz), 1951 benannt nach dem Librettisten, Bühnenautor und Komponisten Richard Genée (1823–1895); zusammen mit Franz Zell (Operettenfirma Zell und Genée[16]) verfasste er eine Vielzahl von Libretti für Operetten von Johann Strauss, Karl Millöcker, Carl Michael Ziehrer u. a. Zwei der bekanntesten Operetten, deren Texte er mitverfasste, sind Die Fledermaus von Johann Strauss und Der Bettelstudent von Karl Millöcker. Die Gasse befindet sich am Südhang des Küniglbergs.
- Geylinggasse (Ober-St.-Veit), 1907 benannt nach dem Maler Carl Geyling (1814–1880); er beschäftigte sich vor allem mit Glas- und Landschaftsmalerei. Er schuf Glasgemälde für die Pfarrkirche St. Laurenz am Schottenfeld und für den Stephansdom (1858–1879, 1945 zerstört). Geyling gründete 1841 die  Glasmalereifirma Carl Geyling’s Erben und war Hoflieferant (k.k. Hofglasmaler). Die Firma existiert noch und ist heute im Besitz des Stiftes Schlierbach.
- Ghelengasse (Ober-St.-Veit), 1894 benannt nach dem Buchdrucker Johann van Ghelen (1645–1721) und seinem Sohn Johann Peter van Ghelen (1673–1754), ebenfalls Buchdrucker. Johann van Ghelen besaß in Wien fünf Pressen und war damit der größte hier ansässige Drucker. 1703 gründete er das Wiennerische Diarium; dieses wurde zum Organ für amtliche Bekanntmachungen und Erlasse und war bis 2023 unter dem Namen Wiener Zeitung die älteste bis dahin bestehende Tageszeitung Österreichs und der ganzen Welt. Sein Sohn führte die Druckereien und das Wiennerische Diarium weiter. Das westliche, bergseitige Ende der Gasse befindet sich am Fuß der Dollwiese. Die Gasse hieß davor Parkgasse.
- Girzenberggasse (Ober-St.-Veit), 1894 benannt nach dem 285 m hohen Girzenberg, an dessen Westhang sie verläuft. Erstmals urkundlich belegt ist der Girzenberg 1819 in der Franziszeischen Steuerfassion. Walter Steinhauser[17] leitet den Namen vom altslowenischen gorica (Berglein) ab.
- Glasauergasse (Ober-St.-Veit), 1894 benannt nach Karl Glasauer (1819–1874), Bürgermeister von Ober-St.-Veit. Die Gasse hieß ursprünglich Bauernzeilgasse und dann Rudolfsgasse.
- Glawatschweg (Auhof; Siedlung Auhofer Trennstück), 1954 benannt nach dem Sänger und Schauspieler Franz Glawatsch (1871–1928); er spielte ab 1900 am Wiener Carltheater und gehörte 1903–1916 als Bariton zum Ensemble am Theater an der Wien. Ab 1907 war er Oberregisseur der Karczag-Bühnen Theater an der Wien und Raimundtheater; siehe auch Wilhelm-Karczag-Weg. Glawatsch war einer der beliebtesten Gesangskomiker seiner Zeit; er gilt neben Hans Moser als der Typ des gemütlichen „Urwieners“.
- Gloriettegasse (Hietzing), benannt (Datum unbekannt; 1859 in der ersten Ausgabe von Lehmanns Adressbuch als Glorietgasse verzeichnet) nach der Gloriette im Park von Schloss Schönbrunn, auf die sie, ostwärts gesehen, zielt; sie wurde im Jahr 1775 als letzte Baulichkeit des Gartens nach Plänen von Johann Ferdinand Hetzendorf von Hohenberg als „Ruhmestempel“, zugleich Hauptblickfang des Gartens und Aussichtspunkt erbaut. Sie diente später als Speise- und Festsaal, sowie als Frühstückszimmer für Kaiser Franz Joseph I. Auf Nr. 9 befindet sich die Schratt-Villa, in der Katharina Schratt, Burgschauspielerin und in die Literatur eingegangene Vertraute des Kaisers, wohnte, auf Nr. 14–16 steht die architektonisch bemerkenswerte Villa Primavesi. Die Gasse hatte ein gleichnamiges Pendant im 12. Bezirk, das westwärts auf die Gloriette zulief; es heißt seit 1894 Hohenbergstraße.
- Gnedgasse (Auhof; Siedlung im ehemaligen Lainzer Tiergarten), 1955 benannt nach der Schauspielerin und Soubrette Nina Gned (1811–1874); sie hatte Engagements in Frankfurt, Mailand, Barcelona, Zürich, Hannover und Prag und war in späteren Jahren als „komische Alte“ erfolgreich.[18] Die Gasse hieß vorher Billrothgasse (siehe Billrothstraße im 19. Bezirk).
- Gobergasse (Lainz, Ober-St.-Veit), 1895 benannt nach Franz Gober (1822–1883), Bürgermeister von Lainz ab 1873.
- Gogolgasse (Lainz, Ober-St.-Veit), 1932 benannt nach dem russischen Schriftsteller Nikolai Wassiljewitsch Gogol (1809–1852), Professor für Allgemeine Geschichte an der Universität Sankt Petersburg. Als Dichter schrieb er Werke von epischer Weite, aber auch zugespitzte Satiren und phantastisch-groteske Erzählungen; seine bekanntesten Werke sind Der Revisor (1836) und Die toten Seelen (1842). Die Gasse verläuft am Nordosthang des Roten Berges.
- Goldmarkplatz (Ober-St.-Veit), 1925 benannt nach dem Komponisten Karl Goldmark (1830–1915); er war zu Ende des 19. Jahrhunderts ein sehr populärer Komponist, der mit Superlativen überhäuft wurde. Neben Sinfonien, anderen Orchesterwerken, Kammermusik, Chorwerken und Liedern komponierte er eine Reihe von Opern. Sein bekanntestes Werk ist die 1875 an der Hofoper uraufgeführte Oper Die Königin von Saba, mit der er über Nacht berühmt wurde. Der Platz hieß 1938–1945 Walter-Flex-Platz nach dem deutschen Schriftsteller Walter Flex. An der Trazerberggasse befindet sich auf dem Platz ein Denkmal für Karl Münichreiter (siehe Münichreitergasse), gegenüber zweigt die Blebanngasse ab. Münichreiter und Blebann waren bei den Februarkämpfen 1934 aktiv.
- Granichstaedtengasse (Auhof; Siedlung im ehemaligen Lainzer Tiergarten), 1955 benannt nach dem Komponisten Bruno Granichstaedten (1879–1944); er schuf 16 Operetten und Singspiele, zu denen er teilweise auch das Libretto selbst verfasste. Weiters schuf er Musik zu drei Tonfilmen und einige Lieder und Chansons. Seine Musik war in den Anfangsjahren von typisch wienerischer Art, nach dem Ersten Weltkrieg ist jedoch deutlich der Einfluss der populären US-amerikanischen Musik zu hören. Die Gasse hieß vorher Resselgasse bzw. Conrad v. Hötzendorf-Gasse.
- Grenzgasse (Auhof; Siedlung Auhofer Trennstück), benannt (Datum unbekannt) nach dem früheren Verlauf der Grenze zwischen Wien und der 1938 eingemeindeten, südlich angrenzenden Marktgemeinde Mauer.
- Griepenkerlgasse (Speising), 1924 benannt nach dem Maler Christian Griepenkerl (1839–1916), Professor an der Akademie der bildenden Künste Wien (ab 1874), Leiter der dortigen Spezialschule für Historienmalerei (ab 1877). Er schuf zahlreiche monumentale Wand- und Deckengemälde, u. a. für die Hofoper, das k.u.k. Waffenmuseum und etliche Palais. Posthum berühmt wurde er auch dadurch, dass er 1907 und 1908 die Bewerbungen von Adolf Hitler zur Aufnahme in die Akademie der bildenden Künste ablehnte. Zwischen der Gasse, dem Russweg und der Riedelgasse wurde in den 1920er Jahren eine Künstlersiedlung errichtet (siehe Alfons Riedel).
- Grobeckergasse (Auhof; Siedlung Auhofer Trennstück), 1955 benannt nach der deutschen Operettensängerin Anna Grobecker (1827–1908); sie spielte 1846 in Magdeburg, 1848 in Leipzig und 1850–1858 in Berlin. 1858 kam sie nach Wien, wo sie zunächst am Theater am Franz-Josefs-Kai und dann 1862–1871 am Carltheater spielte. Anna Grobecker war zu ihren Lebzeiten eine sehr populäre Komödiantin und Operettensängerin, die vor allem für ihre Hosenrollen bekannt war. Die Gasse hieß davor Theodor-Körner-Gasse.
- Großer Ring (Auhof; Friedensstadt), 1921 (?) benannt nach der halb ringförmigen Anlage der Straße. Siehe auch das Gegenstück Kleiner Ring. Gasse in der Siedlung Friedensstadt, die nach 1918 auf dem östlichsten Teil des historischen Areals des Lainzer Tiergartens entstanden ist und 1938 eingemeindet wurde. Die Gasse war in der letzten Lehmann-Ausgabe, 1942, noch nicht enthalten, im Straßenverzeichnis 1956 bereits angeführt.
- Grünbergstraße (Schönbrunn), 1908 benannt nach dem Gerichtsadvokaten Josef Freiherr von Hagenmüller zu Grünberg (um 1745–1824); er erbaute um 1790 auf diesem Hügel mehrere Häuser und wollte eine eigene Gemeinde gründen, was ihm 1794 behördlich untersagt wurde. Die Bewohner nannten den Hügel und die Ansiedlung bald Grünberg. Die Straße hieß 1894–1908, wie bis heute eine Abzweigung im nördlichen Straßenteil, Zenogasse und hatte zuvor seit 1864 / 1869 den Namen Maria-Theresien-Straße. Meist in der Straßenmitte verläuft die Grenze zum östlich benachbarten 12. Bezirk. Auf Nr. 2 steht die Villa XAIPE neben dem Meidlinger Tor zum Schlosspark Schönbrunn; hat man die Anhöhe erreicht, öffnet sich westlich ein weiteres Tor zum Schlosspark, das direkt zur Gloriette führt.
- Gusindegasse (Ober-St.-Veit), 1975 benannt nach dem Priester, Ethnologen und Anthropologen Martin Gusinde (1886–1969); er arbeitete und forschte in Chile, Feuerland, im Kongo, in Neuguinea und Japan. In Puerto Williams, Chile, wurde ihm zu Ehren ein Museum errichtet.
- Gustav-Brünner-Gasse (Auhof; Siedlung Auhofer Trennstück), 1933 benannt nach dem Unternehmer Gustav Brünner (1824–1905), Inhaber einer Lampenfabrik, Gemeinderat (1872–1875) und Bürgermeister (1879–1882) von Mauer.
- Gustav-Seidel-Gasse (Hacking), 1906 benannt nach Gustav Seidel (1816–1887), Bürgermeister von Hacking (1878–1886).
- Gütenbachstraße (Auhof; Lainzer Tiergarten), benannt (Datum unbekannt) nach dem Gütenbach, dem größten Nebenfluss der Liesing, der den Süden des Naturschutzgebietes Lainzer Tiergarten entwässert. Die Straße folgt dem Bach in seinem Unterlauf und wird vom Gütenbachtor des Tiergartens geteilt. Außerhalb des Tiergartens befindet sie sich im 23. Bezirk.
- Gutzkowplatz (Ober-St.-Veit), 1932 benannt nach dem deutschen Schriftsteller, Dramatiker und Journalisten Karl Gutzkow (1811–1878); er war führender Vertreter der literarischen Bewegung Junges Deutschland. Gutzkow verschrieb sich in der Literatur liberaler Politik und geriet oft mit der Zensur in Konflikt. 1845 besuchte er Wien und schrieb seine kritischen Wiener Eindrücke, worauf alle seine Werke in Österreich verboten wurden.

## H

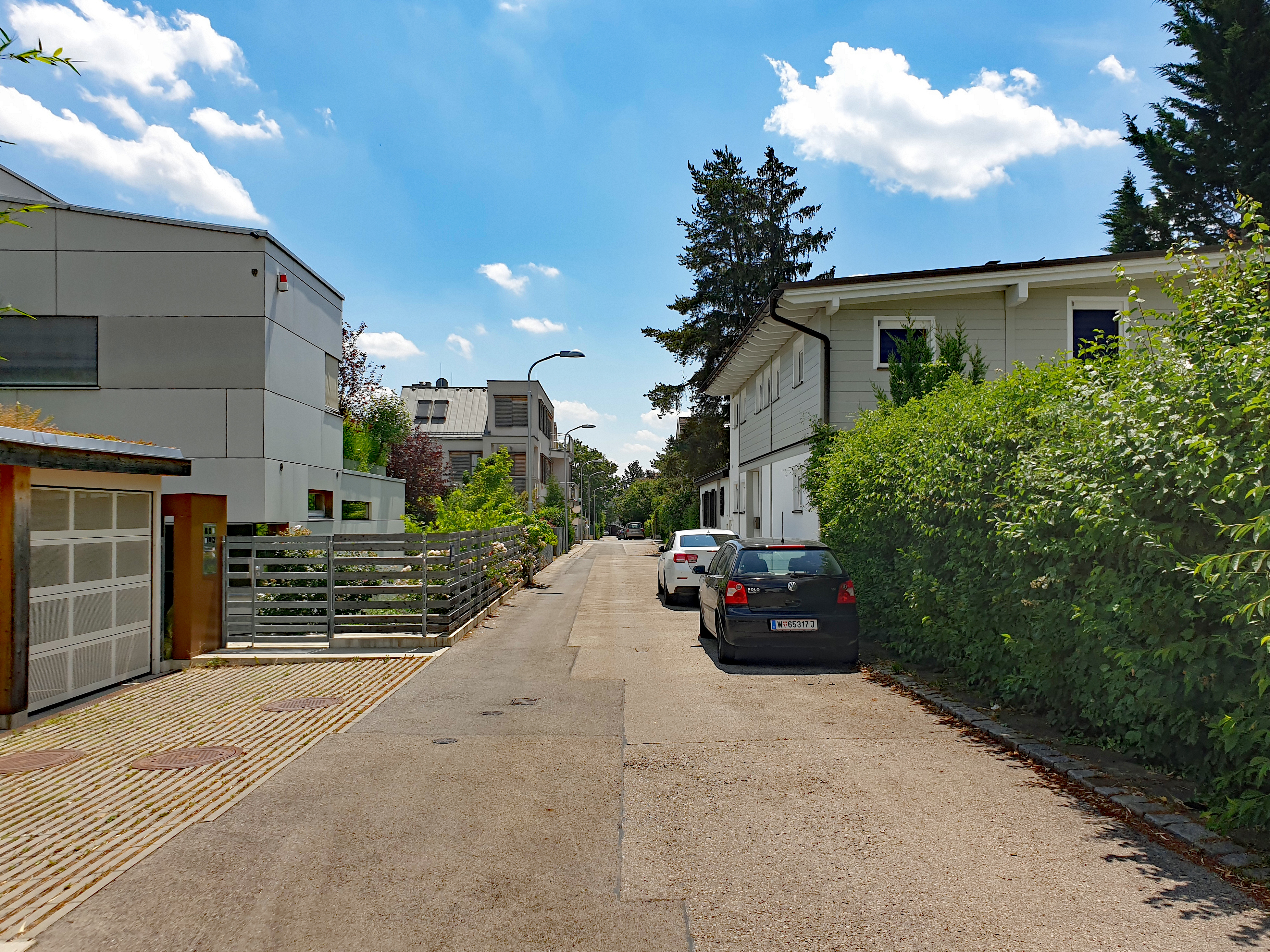
Heubergergasse

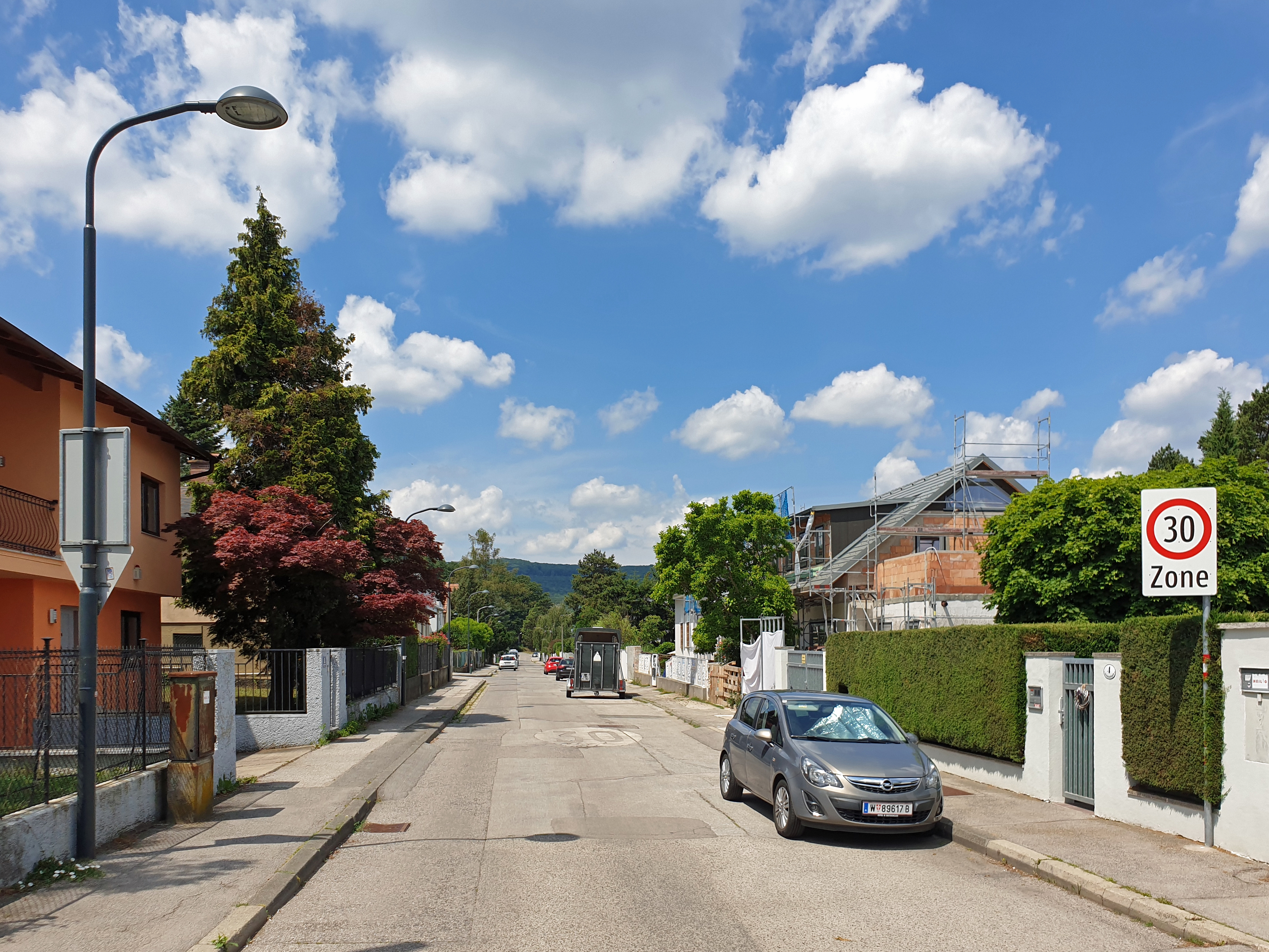
Heimschollegasse

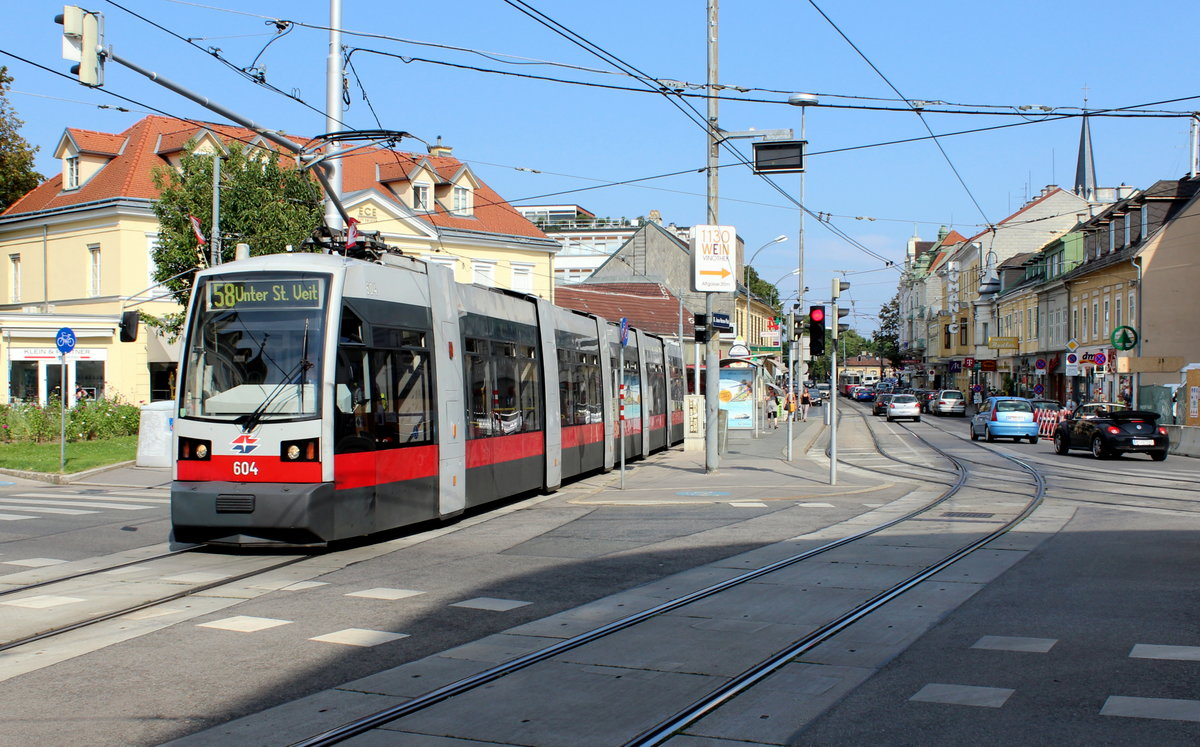
Hietzinger Hauptstraße

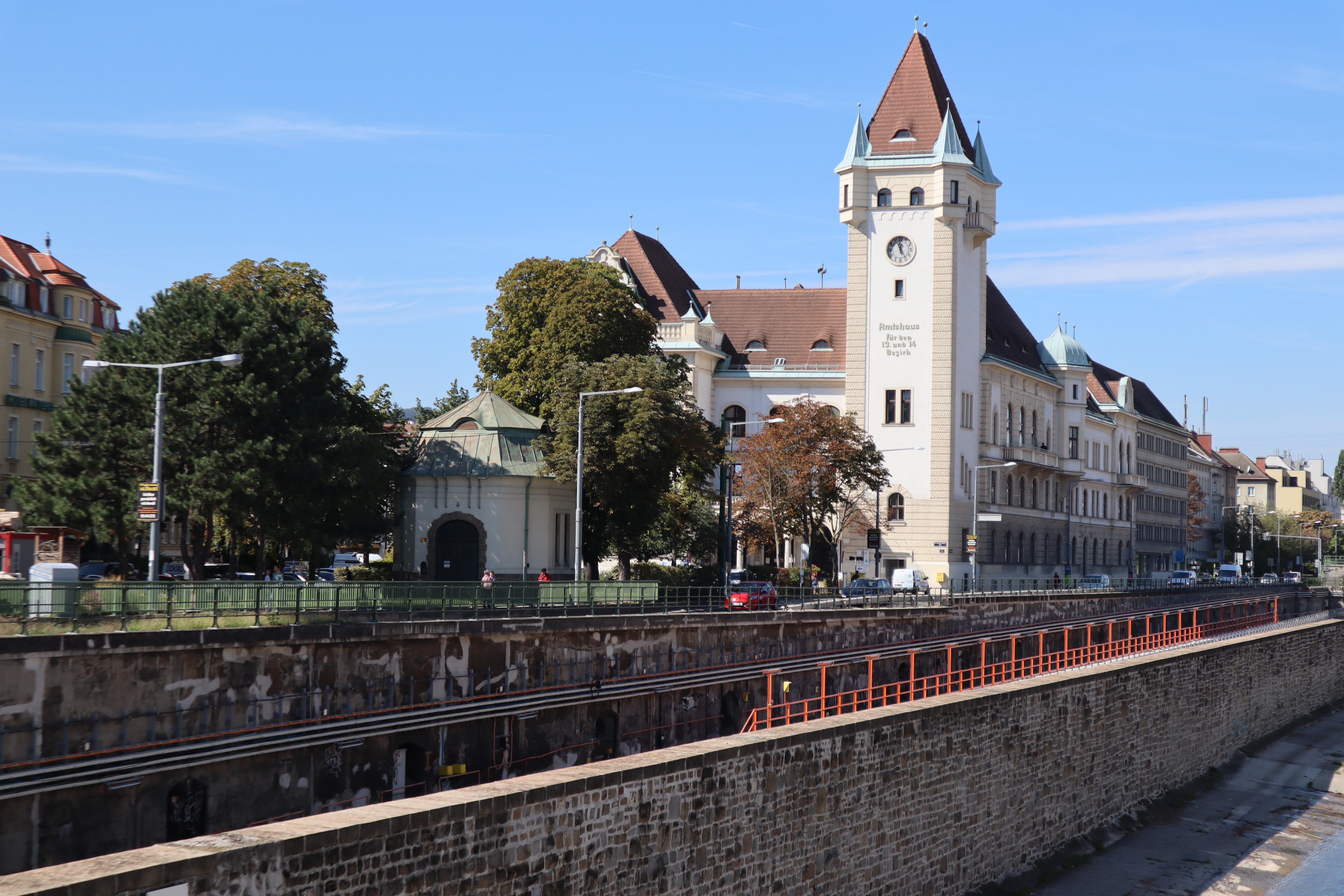
Hietzinger Kai

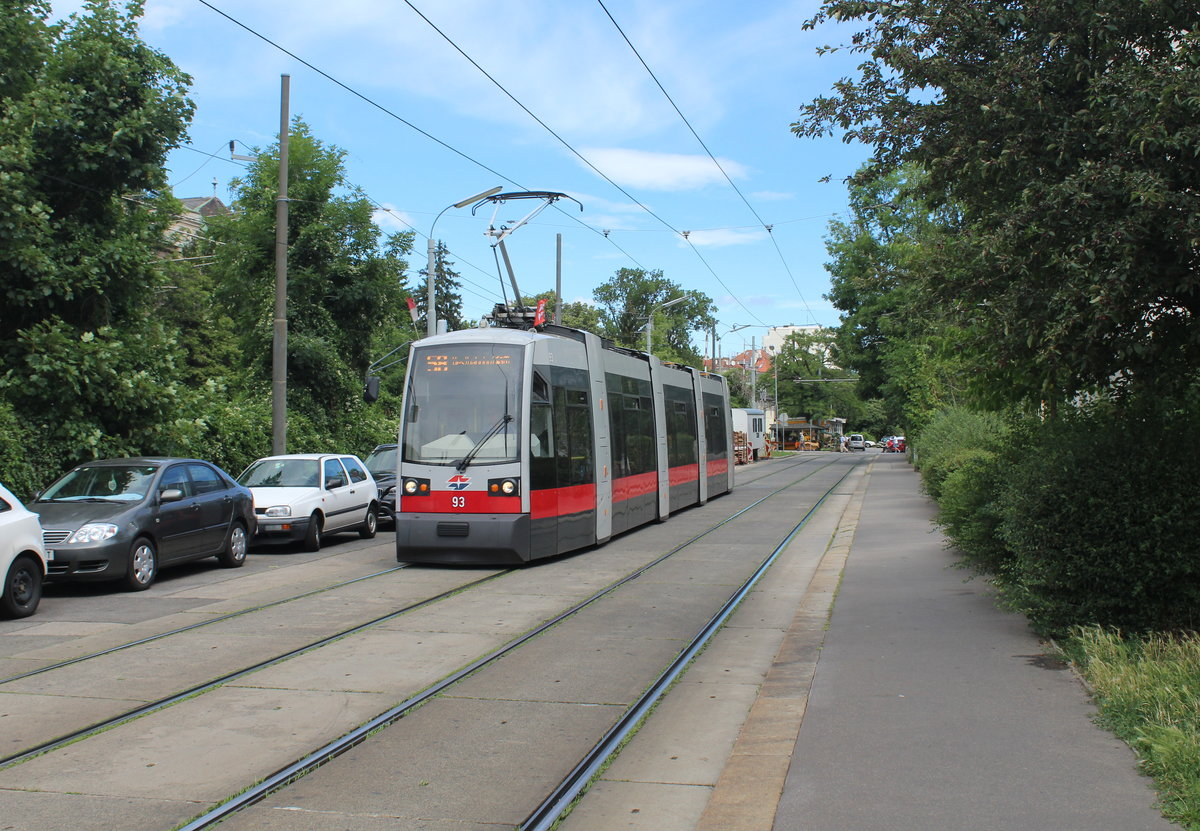
Hummelgasse

- Hackinger Hof (Hacking), 1908 benannt nach dem Hackinger Hof, einem historischen Gebäude im einstigen Wiener Vorort Hacking, heute Teil des 13. Bezirks.
- Hackinger Kai (Hacking), benannt 1906[19] nach seinem Verlauf neben dem befestigten Ufer (Kai) des Wienflusses in Hacking, vom Hackinger Steg beim Bahnhof Wien Hütteldorf bis zur Zufferbrücke; siehe auch den flussabwärts anschließenden Hietzinger Kai. Beide Verkehrsflächen entstanden im Zuge der 1895–1899 vorgenommenen Wienflussregulierung, waren ursprünglich nur von lokaler Bedeutung und wurden nach 1950 zu Teilen der B1, der ehem. Bundesstraße 1, der heutigen Westeinfahrt Wiens, ausgebaut.
- Hagenberggasse (Ober-St.-Veit, Hacking), 1907 benannt nach dem 406 m hohen Hagenberg, einem Teil des Lainzer Tiergartens. Erstmals urkundlich belegt ist der Hagenberg 1377 als Hekenperg. Vermutlich entstammt der Name nicht dem Wort Hag (Umzäunung), sondern hat seine Wurzel im nahegelegenen Dorf Hacking; er wurde auf Karten oft als Hackenberg bezeichnet. Die Gasse wurde 1907 ursprünglich Himmelhofgasse benannt, während die heutige Himmelhofgasse den Namen Hagenberggasse erhielt. Dies missfiel offensichtlich, und noch im gleichen Jahr wurden die Straßennamen getauscht.
- Hanschweg (Ober-St.-Veit), 1930 benannt nach dem Landschaftsmaler Anton Hansch (1813–1876); er war der bedeutendste Alpen- und Gebirgsmaler Österreichs in der zweiten Hälfte des 19. Jahrhunderts. Seine Bilder sind meist idealisierend und heroisch gestimmt. Der Weg führt von der Ghelengasse zum St. Veiter Tor des Lainzer Tiergartens. Siehe das Faniteum auf Nr. 1.
- Hanselmayergasse (Hietzing, Lainz), 1910 benannt nach dem Brunnenbauer Franz Hanselmayer (1815–1906), letzter Bürgermeister der Gemeinde Hietzing und erster Bezirksvorsteher des Bezirks Hietzing (1892–1897). Die Gasse verläuft am Nord- und Osthang des Küniglbergs, teils durch den Wald.
- Hansi-Niese-Weg (Lainz), 1955 benannt nach der Schauspielerin Hansi Niese (1875–1934); nicht nur an Bühnen Wiens, sondern auch auf Tournee in Berlin spielte Niese in zahlreichen Stücken. Sie trat in Possen und Operetten auf, häufig als Partnerin von Alexander Girardi. Die anfängliche Autodidaktin wurde eine der beliebtesten Schauspielerinnen der Monarchie. Die Hansi-Niese-Gasse im 19. Bezirk Döbling ist ebenfalls nach ihr benannt. Der Weg hieß zuvor 1926–1955 Serpentinenweg, weil er am Westhang des Küniglbergs in Serpentinen aufwärts führt.
- Hedy-Urach-Gasse (Auhof; Siedlung Auhofer Trennstück), 1949 benannt nach der Schneiderin Hedy Urach (1910–1943), Mitglied im Zentralkomitee der KPÖ; ab 1940 war sie Mitglied der dritten illegalen Parteileitung der KPÖ um Erwin Puschmann. 1941 wurde sie verhaftet und 1943 nach zweijähriger Folterhaft hingerichtet. Die Gasse hieß, damals in der Gemeinde Mauer, seit 1927 Tolstojgasse (siehe dort).
- Heimschollegasse (Auhof; Siedlung Auhofer Trennstück), 1932 benannt nach der ehemaligen gemeinnützigen Bau-, Wohnungs- und Siedlungsgenossenschaft „Heimscholle“ und der von ihr um die Gasse, auf einem ehemaligen Teil des Lainzer Tiergartens, errichteten Siedlung Heimscholle.
- Heinz-Nittel-Weg (Ober-St.-Veit, Lainz), 1991 benannt nach dem Politiker Heinz Nittel (1930–1981), Abgeordneter zum Nationalrat (1970–1976, SPÖ), ab 1976 amtsführender Stadtrat im Wiener Stadtsenat, ab 1979 für Straße, Verkehr und Energie, Präsident der Österreichisch-Israelischen Gesellschaft und Mitbegründer des Jewish Welcome Service Vienna. 1981 wurde er vor seinem Haus, wenige Meter vom heutigen Weg über den Roten Berg entfernt, von einem palästinensischen Täter ermordet. Der Heinz-Nittel-Hof in Floridsdorf ist ebenfalls nach ihm benannt.
- Hentschelgasse (Ober-St.-Veit), 1895 benannt nach Karl Hentschel (1827–1898), dem letzten Bürgermeister von Ober-St.-Veit (1873–1891). Die Gasse hieß vorher Schützengasse.
- Hermann-Lanske-Weg (Ober-St.-Veit, Siedlung Hochwiese), 2010 benannt nach dem Filmregisseur und Filmproduzenten Hermann Lanske (1927–1979); er drehte von 1960 bis 1979 zahlreiche Filme, vorwiegend Komödien, und schrieb für einige auch das Drehbuch. Bekanntheit erlangte er auch durch die Gestaltung zahlreicher Wiener Neujahrskonzerte für das Fernsehen.
- Hermesstraße (Speising, Auhof; Siedlung Auhofer Trennstück), 1894 benannt nach der Hermesvilla, einem Schlösschen im Lainzer Tiergarten; Kaiser Franz Joseph I. schenkte es Kaiserin Elisabeth als „Schloss der Träume“. Der Name der Villa bezieht sich auf eine Hermesstatue aus weißem Marmor, die im Garten steht. Die Straße hieß davor Tiergartenstraße und befand sich westlich der Linienamtsgasse bis 1918 im Lainzer Tiergarten; dann wurde westlich dieser Gasse und nördlich der Hermesstraße die Friedensstadt, ursprünglich eine wilde Nachkriegssiedlung, angelegt. Die Hermesstraße führte und führt von Speising zum Lainzer Tor des Tiergartens.
- Hetzendorfer Straße (Speising), 1894 benannt nach der ehemals selbstständigen Gemeinde Hetzendorf, die 1114 und 1156 urkundlich als Hercendorf erwähnt und 1892 in den 12. Bezirk, Meidling, eingemeindet wurde. Die Straße hieß ursprünglich Altmannsdorfer Weg und Hetzendorfer Weg, und dann bis 1894 Hauptstraße. Der Großteil der Straße verläuft im 12. Bezirk. Der Teil im 13. Bezirk wurde erst nach 1910 trassiert; nördlich des neu angelegten Straßenteils entstand bis 1914 der Betriebsbahnhof Speising der städtischen Straßenbahnen, 1915 wurde der durchgehende Straßenbahnverkehr in die Feldkellergasse eröffnet.
- Heubergergasse (Auhof; Siedlung Auhofer Trennstück), 1955 benannt nach dem Komponisten, Dirigenten, Musikpädagogen und Musikjournalisten Richard Heuberger (1850–1914); sein kompositorisches Schaffen umfasst Opern, Ballette, Operetten, Lieder, Chöre sowie weitere Instrumentalkompositionen. Als sein bekanntestes Werk gilt die Operette Der Opernball. Heuberger machte sich auch als Musikkritiker einen Namen, zunächst beim Neuen Wiener Tagblatt, danach bei der Allgemeinen Zeitung, der Neuen Freien Presse und der Neuen Musikalischen Presse. Die Gasse hieß vorher Adalbert-Stifter-Gasse (siehe auch die Adalbert-Stifter-Straße im 20. Bezirk Brigittenau) bzw. Robert Riedl-Gasse.
- Hevesigasse (Speising), 1964 benannt nach dem Schriftsteller und Journalisten Ludwig Hevesi (eigentlich Ludwig Hirsch, 1843–1910); Schwerpunkt seiner Arbeit waren Theaterkritiken (Rezensionen), z. B. über das Wiener Hofburgtheater, sowie Kunstkritiken zur Wiener Kunstszene und literarische Essays. Hevesi war einer der bedeutendsten Kunstkritiker der franzisko-josephinischen Zeit. Insbesondere unterstützte er die Wiener Secession publizistisch und trug dadurch zu deren Erfolg bei. Ein Teil der Gasse hieß von 1909 bis ca. 1955 Sarajewoplatz (nach Sarajevo, der Hauptstadt des 1908 von Österreich okkupierten Bosnien und Herzegowina).
- Hietzinger Hauptstraße (Hietzing, Unter-St.-Veit, Ober-St.-Veit), 1894 benannt nach der bis 1890 selbstständigen Gemeinde Hietzing, nach der 1892 der neue 13. Bezirk benannt wurde. Hietzing wurde erstmals 1130 urkundlich erwähnt und 1892 mit vielen anderen Vorortgemeinden nach Wien eingemeindet. Der Name Hietzing leitet sich von Hiezo oder Hezzo, einer Kurzform von „Heinrich“, ab. Die ältesten Anwesen lagen im Bereich der Altgasse; siehe diese. Die Straße hieß vorher in Alt-Hietzing Hauptstraße; vom heutigen Anna-Strauss-Platz stadtauswärts hieß sie St. Veiter Gasse und in Ober-St.-Veit Maria-Theresien-Straße bzw. Maria-Theresien-Gasse, da das Ober-St.-Veiter Schloss, auf das die Straße zuläuft, einige Zeit im Besitz der Herrscherin war. Die Straße beginnt bei der Kennedybrücke über den Wienfluss (U-Bahn-Station Hietzing), führt südwärts zum Hietzinger Tor des Schönbrunner Schlossparks und wendet sich bei Am Platz (Pfarrkirche Maria Hietzing) nach Westen. Beim Anna-Strauss-Platz zweigt südwestwärts die Lainzer Straße ab. Bei Nr. 40 stand einst in einem sehr großen Garten die Hügel-Villa des damals bekannten Gartenexperten; seit 1914 besteht hier die von Robert Oerley gebaute Villa Wustl. Südlich der Straße erstreckte sich hier in den 1860er und 1870er Jahren das große Vergnügungsetablissement „Neue Welt“. Auf Nr. 80, heute eine Postfiliale, wohnte bis um 1930 Kaiserenkelin Elisabeth Marie Auguste von Bayern. Auf Nr. 101 hatte Egon Schiele einige Zeit sein Atelier; gegenüber, auf Nr. 114, starb er 1918 in der Wohnung seiner Ehefrau Edith Harms. Die Straße endet im Westen beim Wolfrathplatz in Ober-St.-Veit (Verkehrsmittel einst und jetzt: siehe Unter-St.-Veit).
- Hietzinger Kai (Hietzing, Unterbaumgarten, Unter-St.-Veit, Ober-St.-Veit), 1894 benannt nach seinem Verlauf neben dem Ufer des Wienflusses in Hietzing; siehe auch Hackinger Kai. Die Straße hieß vorher Badgasse bzw. Wiengasse. Die Verkehrsfläche entstand im Zuge der 1895–1899 vorgenommenen Wienflussregulierung und war ursprünglich nur von lokaler Bedeutung, wurde aber nach 1950 zu einem Teil der B1, der ehem. Bundesstraße 1, der heutigen Westeinfahrt Wiens, ausgebaut. Siehe auch Amtshaus für den 13. und 14. Bezirk auf ONr. 1–3.
- Hildegard-Teuschl-Weg (Lainz), 2014 benannt nach der Ordensschwester Hildegard Teuschl (1937–2009), Mitglied der Caritas Socialis. Sie gründete 1966 die Caritas-Schule für Sozialberufe in Wien, die sie bis 1998 leitete. Schwester Hildegard beschäftigte sich vor allem mit praktischer und seelsorglicher Sterbebegleitung sowie Palliative Care und baute hierfür die österreichische Hospizbewegung auf.
- Hiltlweg (Auhof; Friedensstadt), 2011 benannt nach der Lehrerin und Politikerin Nora Hiltl (1905–1979), Musikprofessorin am Gymnasium Wenzgasse. Die engagierte Katholikin war Jugendführerin der Christlichsozialen Partei und der Vaterländischen Front.[20] 1946 gründete sie die Wochenschrift Frau von heute, war Leiterin der Abteilung „Allgemeine Frauenbildung“ im Unterrichtsministerium und Landesleiterin der Wiener ÖVP-Frauen. Sie war auch Landtagsabgeordnete, Gemeinderätin, Bundesratsabgeordnete, Präsidentin der Österreichischen Pfadfinder sowie Vizepräsidentin der Volkshochschule Wien-West.[21][22] Der Nora-Hiltl-Hof in Hietzing ist ebenfalls nach ihr benannt.
- Himmelbaurgasse (Speising), 1930 benannt nach dem Bibliothekar und Volksbildner Isidor Himmelbaur (1858–1919); er arbeitete ab 1884 an der Wiener Universitätsbibliothek und war ab 1910 deren Leiter. Von 1914 bis 1917 war er Obmann des Wiener Volksbildungsvereins.
- Himmelhofgasse (Ober-St.-Veit, Hacking), 1907 benannt nach der ehemaligen Gaststätte „Am Himmel“ auf dem Hagenberg. Der Hofgraveur Franz Jauner, Vater des Schauspielers und Theaterdirektors Franz von Jauner, erwarb hier 1848 eine Meierei, die er zu einer großen Gastwirtschaft umgestaltete und die wegen ihrer schönen Aussicht bekannt war. (Eine Meierei ist ein Gasthof, der primär Milchprodukte ausschenkt.) An das Gasthaus „Am Himmel“ erinnert heute auch die Aussichtswiese Himmelhof. Die Gasse wurde 1907 ursprünglich Hagenberggasse benannt, während die heutige Hagenberggasse den Namen Himmelhofgasse erhielt. Dies missfiel offensichtlich, und noch im gleichen Jahr wurden die beiden Straßennamen getauscht. Die Gasse verläuft teilweise direkt an der Mauer des Lainzer Tiergartens, in den Ecke Nikolaigasse das Nikolaitor führt.
- Hirschensteig (Auhof; Siedlung Auhofer Trennstück), 1932 benannt nach der Tierfamilie der Hirsche aus der Ordnung der Paarhufer; Hirsche gehören neben Damwild, Rehen, Mufflons und Wildschweinen zum Bestand des Lainzer Tiergartens.
- Hirschfeldweg (Speising), 1930 benannt nach dem Journalisten und Musikkritiker Robert Hirschfeld (1857–1914); er begründete im Wiener Volksbildungsverein die Volkskonzerte mit klassischem Programm, die er acht Jahre auch selbst leitete. 1900 zählte er zu den Mitbegründern des Wiener Concert-Vereins. Als Volksbildner trug er dazu bei, klassische Musik breiten Volksschichten nahezubringen. Der Weg hieß 1938–1947 Ambergerweg.
- Hochheimgasse (Lainz), 1909 benannt nach dem Gefecht bei Hochheim am Main, bei dem im Rahmen der napoleonischen Kriege am 9. November 1813 ein österreichisches Korps unter Feldmarschall Ignácz Gyulay (ca. 30.000 Mann) eine französische Einheit (ca. 5.000 Mann) zum Rückzug zwang.[23]
- Hochmaisgasse (Speising), 1924 benannt nach dem Flurnamen Hochmais, der sich auf einen höher gelegenen Jungwald („Mais“) bezieht. Westlich der Gasse befindet sich die im Roten Wien entstandene Reihenhaussiedlung Hermeswiese.
- Hochwiesenweg (Ober-St.-Veit), 2003 benannt nach der Siedlung Hochwiese nördlich vom Hörndlwald und nahe der Mauer des Lainzer Tiergartens. Der Weg zweigt von der Possannergasse ab.
- Hofjagdstraße (Hacking), benannt 1902[24] als westliche Fortsetzung der Auhofstraße nach den ehemaligen Jagden des kaiserlichen Hofes im Lainzer Tiergarten, an dessen nördlicher Mauer sie verläuft. Beim westlichen Ende der Straße liegt nahe dem Pulverstampftor des Tiergartens der historische Gutshof namens Auhof, nach dem die dortige Katastralgemeinde, das im 14. Bezirk nahe gelegene Einkaufszentrum Auhof Center und die dortige Autobahnstation benannt sind. Siehe auch Hofjägerstraße.
- Hofjägerstraße (Auhof), benannt nach 1941, Datum unbekannt; Weg zur und an der nördlichen Mauer des Lainzer Tiergartens, in dem bis 1918 k.k. Hofjäger tätig waren. Die Straße verläuft heute großteils an der Bezirksgrenze 13 / 14. Nördlich schließen der südlich des Wienflusses gelegene Bezirksteil Weidlingau des 14. Bezirks mit dem Auhof Center und die Autobahnstation Wien Auhof (Exit 9) der A1 an. Siehe auch Hofjagdstraße.
- Hofwiesengasse (Lainz, Speising), 1912 benannt nach dem historischen Flurnamen Hofwiesen. Die Gasse wurde mit 1912 in Betrieb genommenen Straßenbahngleisen zur Umfahrung der (bis heute bestehenden) Niveaukreuzung des Straßenzuges Lainzer Straße–Speisinger Straße mit der Verbindungsbahn und der Enge des nördlichsten Abschnitts der Speisinger Straße neu angelegt, ebenso die über sie führende Bahnbrücke.
- Holowatyjplatz (Lainz, Siedlung Lockerwiese), 2011 benannt nach dem Gewerkschafter Rudolf Holowatyj (1904–1951), Vorsitzender-Stellvertreter des Verbandes der Holzarbeiter (1932–1934), Stellvertretender Vorsitzender der Gewerkschaft der Bau- und Holzarbeiter (1945–1951).[25] Platz in der Siedlung Lockerwiese, bei der Einmündung von Seelosgasse und Camillianergasse in die Faistauergasse. Die den Platz umgebenden Siedlungshäuser tragen Adressen der Faistauergasse.
- Horeischygasse (Ober-St.-Veit), 1951 benannt nach dem Chemiker und Physiker Kurt Horeischy (1913–1945), Assistent am Ersten Chemischen Institut der Universität Wien. Er versuchte am 5. April 1945, das wertvolle Elektronenmikroskop des Instituts vor der sinnlosen Zerstörung zu retten, und wurde deswegen vom nationalsozialistischen Institutsleiter Jörn Lange erschossen. Jörn Lange wurde nach dem Krieg zum Tod verurteilt und beging 1946 Selbstmord.[26]
- Hörndlwaldgasse (Auhof; Friedensstadt), 1924 in der neu angelegten Siedlung Friedensstadt (auf ehemaligem Tiergartengrund) benannt. Die Gasse führt aus der Siedlung in den nördlich angrenzenden Hörndlwald, bis 1918 ebenfalls zum k.k. Tiergarten gehörig.
- Hügelgasse (Unter-St.-Veit), 1903 benannt nach dem Diplomaten, Reisenden, Naturforscher und Hortologen Carl von Hügel (1796–1870), dessen Hügel-Villa die heutige Adresse Hietzinger Hauptstraße 40 hatte. (Er besaß rund um seine Villa ein sehr großes Gartengelände zu beiden Seiten der Straße.) Seine Reisen führten ihn u. a. in den Himalaya, nach Kaschmir und nach Australien. Seine ethnografische Sammlung bildet seit 1928 einen wichtigen Bestandteil des Museums für Völkerkunde. Er war Begründer der Österreichischen Gartenbaugesellschaft und Mitglied der Österreichischen Akademie der Wissenschaften. Der Hügelpark südlich der Hietzinger Hauptstraße ist seit 1903 ebenfalls nach ihm benannt. Die Gasse hieß davor, da sie auf den Wienfluss zuläuft, Wienflussgasse. Auf Nr. 2, Ecke Auhofstraße 76–78, steht die ehemalige Moser-Villa, die der beliebte Volksschauspieler Hans Moser Jahrzehnte lang bewohnte. Ursprünglich hieß eine andere Gasse ab 1894 Hügelgasse; diese wurde 1902 in die heutige Braunschweiggasse einbezogen.
- Hugo-Portisch-Gasse (Lainz), 2022 benannt nach dem Fernsehjournalisten, Buchautor und Initiator des Rundfunkvolksbegehrens Hugo Portisch (1927–2021). Die Straße liegt beim ORF-Zentrum Küniglberg und war vorher ein Teil der Würzburggasse.
- Hummelgasse (Unter-St.-Veit, Ober-St.-Veit), 1898 benannt nach dem Komponisten und Pianisten Johann Nepomuk Hummel (1778–1837); er galt als bedeutendster Pianist seiner Zeit und in dieser Eigenschaft neben Joseph Woelfl als schärfster Konkurrent Beethovens, dem er in krisenanfälliger Freundschaft verbunden war. Als Komponist repräsentiert er den Übergang von der klassischen zur romantischen Ära.[27] Sein Spätwerk ist hochromantisch in virtuoser Prägung. Die Gasse verläuft östlich direkt neben der Verbindungsbahn und weist daher keine ungeraden Hausnummern auf.

## I
- Ignaz-Born-Weg (Ober-St.-Veit), 1975 benannt nach dem Mineralogen und Geologen Ignaz von Born (1742–1791); als Beamter der Hofkammer führte er Verbesserungen im Bergbau durch und entwickelte eine neue Amalgamierungsmethode zur Trennung von Silber und Gold aus Erzen. Born war Freimaurer und führendes Mitglied der Wiener Illuminaten; er ist Vorbild für die Figur des Sarastro in Mozarts Oper „Die Zauberflöte“. Das Mineral Bornit ist ebenfalls nach ihm benannt.
- In der Hagenau (Lainz), 1947 benannt nach einem Flurnamen. Die einstigen Rieden Sommerhagenau und Mitterhagenau sind heute Teile des Roten Berges unmittelbar nördlich der Gasse. Ein Hag ist ein von einer Hecke eingehegtes bzw. eingefriedetes Gelände. Hag leitet sich von germ. *haga/*hagaz/*hagjô/*hagjôn: „Umzäunung, Gehege“ ab und umfasst auch den Begriff „Schutz“ wie in hegen und behaglich. Die Gasse hieß vorher Lainzer Cottage.
- Innocentiagasse (Ober-St.-Veit), 1907 benannt nach der Ordensschwester Innocentia Pögel (1824–1907); sie war 40 Jahre lang Oberin des Elisabethinums in Ober-St.-Veit sowie Leiterin der Ober-St.-Veiter Kinderbewahranstalt. Die Benennung erfolgte zunächst in falscher Schreibweise als Innozentiagasse, dies wurde aber noch 1907 korrigiert.
- Irene-Jerusalem-Weg (Auhof; Siedlung Auhofer Trennstück), benannt 2006 nach der Lehrerin Irene Jerusalem (1882–1942?), Professorin für Deutsch und Französisch am Gymnasium Wenzgasse. 1941 wurde sie in das Ghetto Litzmannstadt (Łódź, Polen) deportiert und kurz darauf ermordet.[28] Ihr Vater war der Pädagoge, Philosoph und Soziologe Wilhelm Jerusalem; nach ihm ist die Jerusalemgasse im 21. Bezirk, Floridsdorf, benannt.

## J

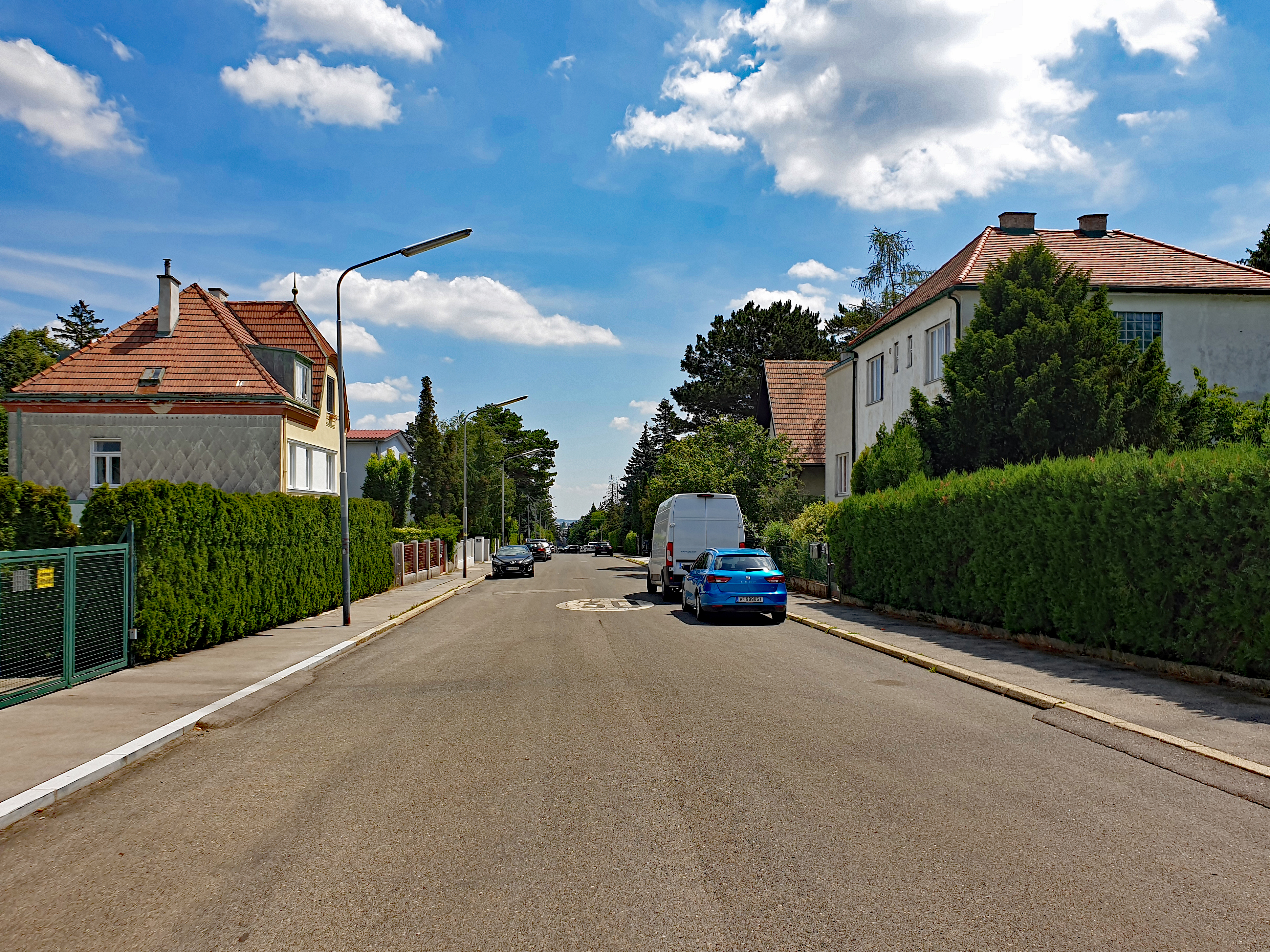
Jaunerstraße

- Jagdschlossgasse (Lainz, Ober-St.-Veit) (bis 1999 amtlich: Jagdschloßgasse), 1894 benannt nach einem kaiserlichen Jagdschloss in Lainz. Unklar ist, ob mit diesem Jagdschloss die Hermesvilla im Lainzer Tiergarten gemeint war (zu der die Gasse keine topografische Verbindung hat) oder das „Lainzer Schlössl“, Vorgängerbau des Kardinal-König-Hauses auf Nr. 2.[29][30] Auf Nr. 2, Ecke Lainzer Straße, bzw. am Kardinal-König-Platz 1 befinden sich die Konzilsgedächtniskirche Lainz-Speising und das dahinter gelegene Kardinal-König-Haus. Der westlichste Teil der Gasse begrenzt die 1932 als internationale Architekturausstellung eröffnete Werkbundsiedlung. Die Gasse hieß vorher Einsiedeleigasse (siehe dort).
- Jagićgasse (Lainz, Werkbundsiedlung Wien), 1936 benannt nach dem kroatischen Sprachwissenschaftler Vatroslav Jagić (1838–1923), Professor der slawischen Philologie an der Universität Wien (1886–1908). Er gilt als einer der bedeutendsten Slawisten der zweiten Hälfte des 19. Jahrhunderts und als einer der letzten, der das Fach noch in seiner ganzen Breite überschauen konnte.
- Jakob-Stainer-Gasse (Speising), 1942 benannt nach dem Tiroler Geigenbauer Jakob Stainer (1621–1683); bis um 1800 hatten seine Instrumente nördlich der Alpen einen besseren Ruf als die italienischen. Er nahm nie einen Lehrling auf, so dass seine Kunst des Geigenbauens nicht weitervererbt wurde.
- Janneckgasse (Lainz, Siedlung „Lockerwiese“), 1932 benannt nach dem Barockmaler Franz Christoph Janneck (1703–1761); er schuf vor allem Kabinett-, Miniatur- und Genrebilder, religiöse Darstellungen, Landschaften und Porträts und gilt als Meister der Feinmalerei des Barock. Er unterrichtete an der Akademie der bildenden Künste und war 1752–1754 deren Rektor. Sein Nachfolger als Rektor war Paul Troger; siehe die Trogergasse im 14. Bezirk Penzing.
- Jaunerstraße (Auhof; Siedlung im ehemaligen Lainzer Tiergarten), 1955 benannt nach dem Schauspieler, Regisseur und Theaterleiter Franz Jauner (1831–1900); Schauspieler und Direktor am Carltheater (1871–1875), Direktor der Hofoper (1875–1880), Leiter des Ringtheaters (1880–1881). Als Folge des Ringtheaterbrandes 1881 trat er zurück und wurde zu drei Monaten Gefängnis verurteilt. 1895 übernahm er die Leitung des Carltheaters, ging mit diesem in Konkurs und beging Selbstmord. Die Straße hieß davor Maria-Theresien-Straße.
- Jenbachgasse (Auhof; Friedensstadt), 1955 benannt nach dem Schauspieler und Librettisten Bela Jenbach (eigentlich Béla Jacobowicz, 1871–1943); er kam 1889 von Ungarn nach Wien und arbeitete zunächst als Schauspieler am Burgtheater, später als Autor von Libretti für Operetten. Seine bekanntesten Arbeiten sind Die Csárdásfürstin (1915) und Der Zarewitsch (1927). Die Gasse hieß vorher Berggasse.
- Jennerplatz (Ober-St.-Veit), 1931 benannt nach dem englischen Mediziner Edward Jenner (1749–1823); er erfand die Schutzimpfung gegen Pocken, bei der er durch eine künstlich herbeigeführte Infektion mit den harmlosen Kuhpocken eine Immunisierung gegen alle Pockenarten herbeiführte. Jenner bezeichnete sein Verfahren als „vaccination“ (dt. Vakzination, von lateinisch vacca = „die Kuh“). Dieser Begriff steht im Englischen bis heute für die Schutzimpfung einer gesunden Person mit abgeschwächten Krankheitserregern. Ein Teil der Verkehrsfläche wurde 1977 Teil der Kögelngasse.
- Jodlgasse (Hietzing), 1919 benannt nach dem deutschen Philosophen und Psychologen Friedrich Jodl (1849–1914). Er kam 1896 nach Wien und wurde Ordinarius für Philosophie an der Universität Wien; weiters lehrte er Ästhetik an der Technischen Hochschule. Er galt als der prominenteste liberale Professor, der in zahllosen Vorträgen und Zeitungsartikeln gegen den herrschenden Ultramontanismus und den klerikalen Einfluss in Schulen und Universitäten auftrat. Jodl wirkte außerdem durch Lehrtätigkeiten beim Wiener Volksbildungsverein und als gefragter Vortragsredner. Die Wohnanlage Professor-Jodl-Hof im 19. Bezirk, Döbling, ist nach ihm benannt. Die kurze, von der Dommayergasse ausgehende Sackgasse hieß nach einem an der Dommayergasse gelegenen Bad bis 1894 Badgasse und dann 1894–1919 Stephaniebadgasse.
- Johann-Peter-Au-Gasse (Auhof; Siedlung Auhofer Trennstück), benannt (Datum unbekannt) nach dem Weinhauer Johann Peter Au (1720–1792), Ortsrichter von Mauer (1754–1779), bis 2020 Augasse. Eine andere Augasse befindet sich im 9. Bezirk.
- Johannes-Bischko-Platz (Unter-St.-Veit), 2019 benannt nach dem Mediziner Johannes Bischko (1922–2004). Bekannt wurde er durch seine Bestrebungen, die chinesische Medizin – vor allem die Akupunktur – in Europa innerhalb der medizinischen Wissenschaft zu etablieren. Neben seiner Lehr- und Forschungstätigkeit gründete er 1954 die Österreichische Gesellschaft für Akupunktur und führte ab 1958 eine Akupunkturambulanz. Der Platz bezeichnet die zuvor unbenannte Grünfläche gegenüber dem Haus Hietzinger Hauptstraße 44, Ecke Fichtnergasse, an der zwickelartigen Abzweigung der Neue-Welt-Gasse.
- Jörsgasse (Speising), 1936 benannt nach dem Rechtshistoriker Paul Jörs (1856–1925); in seinen Studien nahm die Rechtsgeschichte des Römischen Reiches einen bedeutenden Teil ein. Neben dem römischen Ehe- und Privatrecht befasste er sich mit der Geschichte der römischen Jurisprudenz und der römischen Rechtsquellen. Als Papyrologe untersuchte er das Recht im Ägypten der römischen Kaiserzeit.
- Josef-Gangl-Gasse (Ober-St.-Veit), 1932 benannt nach dem Schauspieler und Schriftsteller Josef Gangl (1868–1916); er lebte in großer Armut in Wien. Seine Erzählungen und Romane behandeln Themen aus dem Böhmerwald. Als wichtigstes Werk gilt der Roman Der letzte Baum, der den Niedergang eines Bauerngeschlechts beschreibt. Die Gasse wird etwa in der Mitte durch eine große Wiese am Südhang des Girzenbergs unterbrochen; der einst vorgesehene Bau des Mittelstücks (die passenden Hausnummern wurden freigehalten) hat heute politisch keine Chance mehr.
- Josef-Heinzl-Gasse (Ober-St.-Veit), 1928 benannt nach dem Gewerkschafter und Politiker Josef Heinzl; er engagierte sich in der Gewerkschaftsbewegung und wurde Funktionär des Metallarbeiterverbandes. Nach dem Ersten Weltkrieg war er Werkmeister der Konsumgenossenschaft Wien und Umgebung und von 1919 bis 1921 Mitglied des Niederösterreichischen Landtages.
- Josef-Kraft-Weg (Ober-St.-Veit), 1987 benannt nach dem Archivar und Heimatforscher Josef Kraft (1879–1945); zunächst am Tiroler Landesarchiv in Innsbruck beschäftigt, wechselte er 1921 nach Wien, wo er zum Landesarchivdirektor von Niederösterreich bestellt wurde. Bedeutung erlangten seine Forschungen zur Geschichte Wiens, hier vor allem zur Geschichte von Ober-St.-Veit.
- Josef-Kyrle-Gasse (Speising), 1932 benannt nach dem Dermatologen Josef Kyrle (1880–1926); seine bedeutendste wissenschaftliche Leistung liegt in seiner Zusammenarbeit mit Julius Wagner-Jauregg. Dieser hatte die Idee zur therapeutischen Erzeugung von Fieber bei Syphilispatienten durch Malariaerreger. Kyrle konnte wegen seines frühen Todes nicht miterleben, dass Wagner-Jauregg für diese gemeinsamen Forschungsarbeiten 1927 den Nobelpreis für Medizin erhielt. Siehe auch den Wagner-Jauregg-Weg im 14. Bezirk.
- Josef-Pommer-Gasse (Ober-St.-Veit), 1934 benannt nach dem Lehrer Josef Pommer (1845–1918); er widmete sich der Sammlung von Volksliedern. Einen Namen in der Musikszene machte er sich ab 1899 als Herausgeber der Zeitschrift Das Deutsche Volkslied. Er war 1899 an der Gründung des Phonogrammarchiv der Österreichischen Akademie der Wissenschaften und 1904 an der Gründung des Österreichischen Volksliedwerkes wesentlich beteiligt und leitete dieses bis zu seinem Tod. Im Historikerbericht Straßennamen Wiens seit 1860 als „Politische Erinnerungsorte“ aus dem Jahr 2013 ist die Straße Gruppe A (intensiver Diskussionsbedarf) zugeordnet.[3]
- Josef-Schuster-Gasse (Lainz), 1932 benannt nach dem Blumenmaler Josef Schuster (1812–1890); er entdeckte auf Anregung von Erzherzog Johann die Welt der Alpenblumen als künstlerisches Thema für sich. Damit errang er großen Erfolg beim adeligen und großbürgerlichen Publikum, seine Blumenbilder wurden in alle Welt verkauft.
- Joseph-Lister-Gasse (Ober-St.-Veit), 1931 benannt nach dem britischen Mediziner Joseph Lister (1827–1912), Professor für Chirurgie an der Universität Glasgow. Mit der von ihm eingeführten Desinfektion von Instrumenten und Verbänden verloren unfallbedingte bzw. mit chirurgischen Eingriffen verbundene Krankenhausaufenthalte ihren Schrecken. Die Patientensterblichkeit sank rapide. Nach den Erkenntnissen von Ignaz Semmelweis führten die Lister’schen Forschungsergebnisse zu den bahnbrechenden Grundsätzen von Asepsis und Antisepsis im Gesundheitswesen. Siehe auch die Semmelweisgasse im 21. Bezirk.

## K

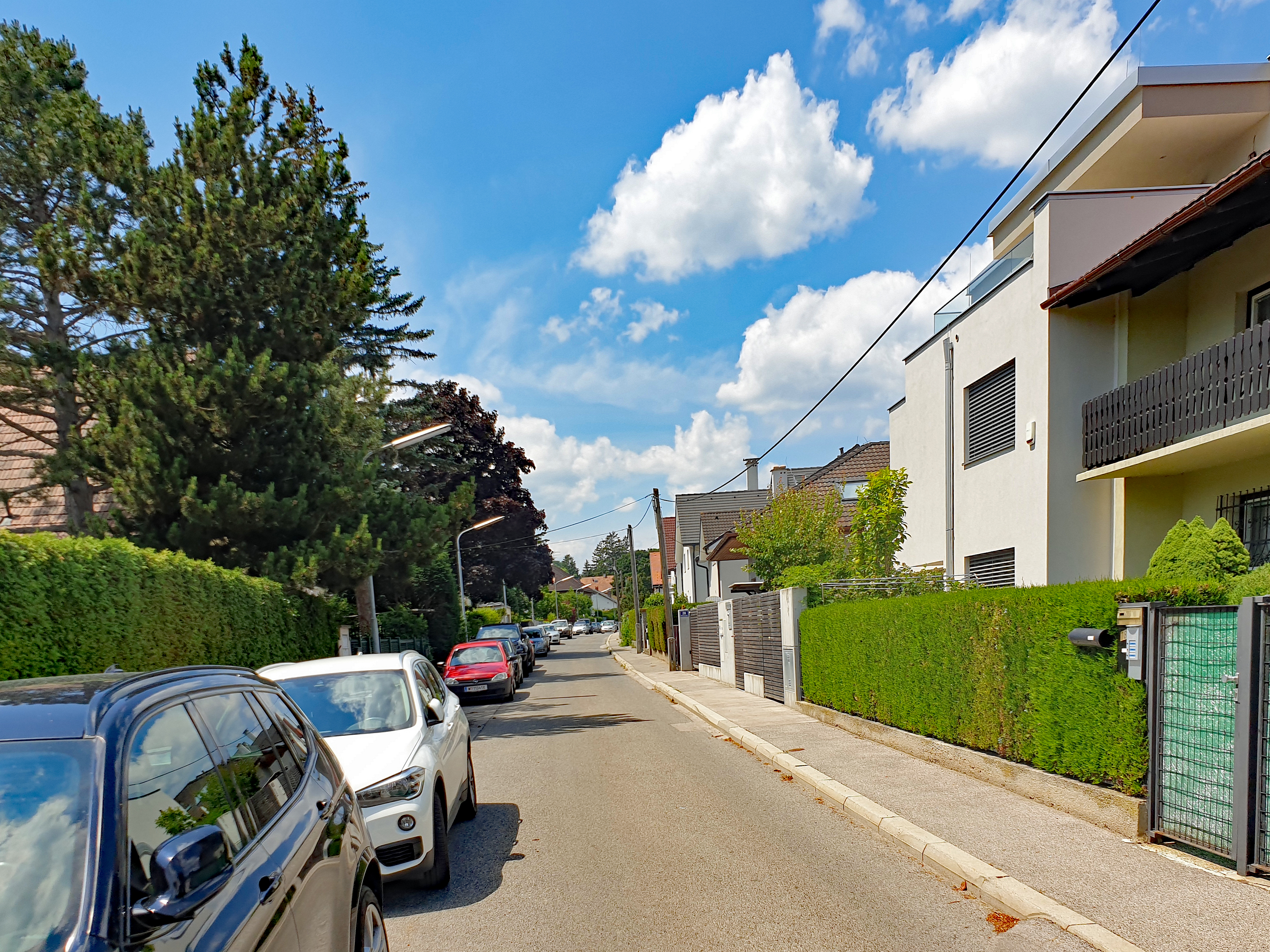
Kalmanstraße

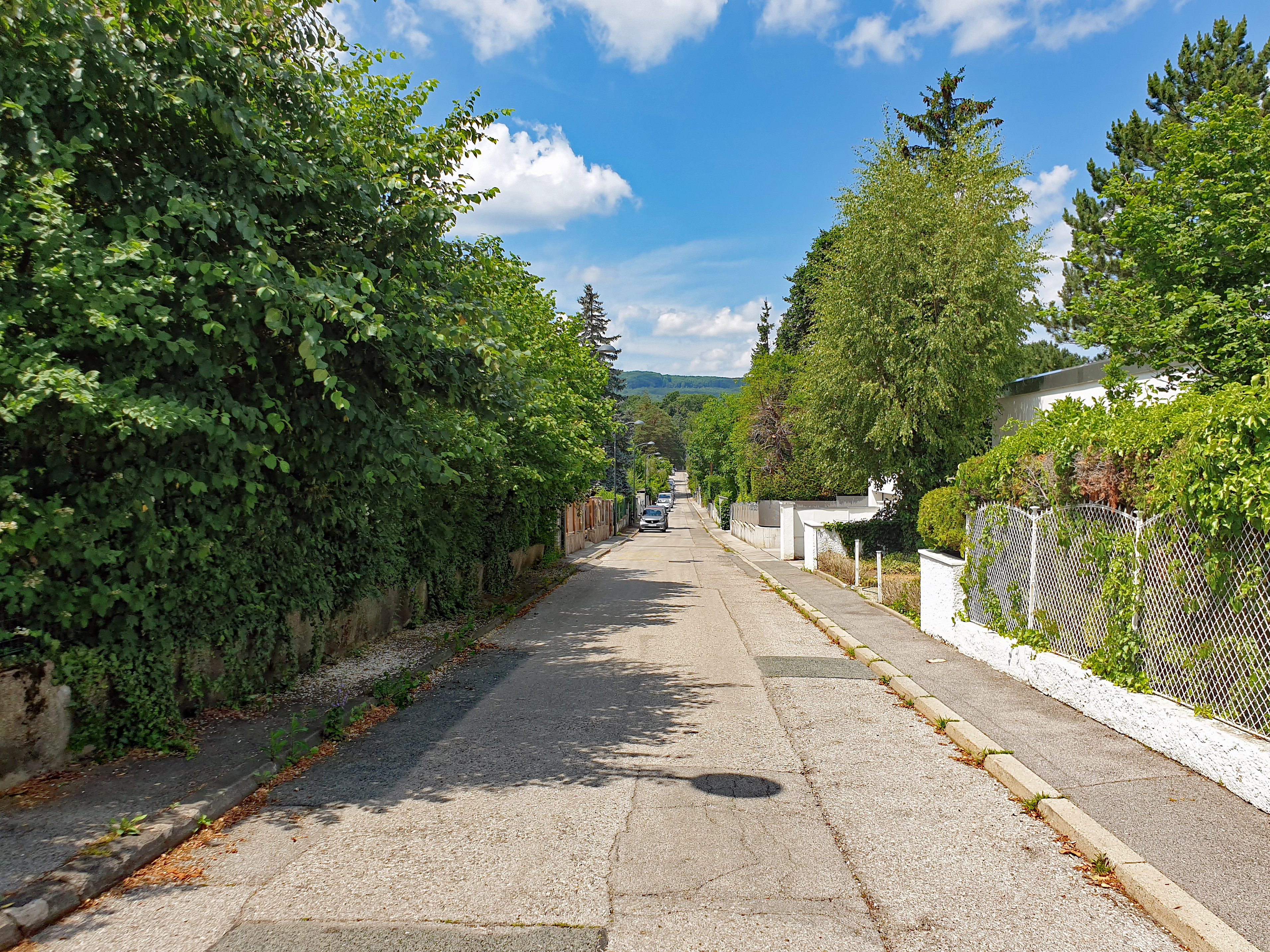
Kardinal-Piffl-Gasse

- Kalmanstraße (Auhof; Siedlung im ehemaligen Lainzer Tiergarten), 1955 benannt nach dem Komponisten Emmerich Kálmán (eigentlich: Imre Koppstein, 1882–1953); er kam 1908 von Budapest nach Wien. Mit seinen Werken Die Csárdásfürstin (1915), Gräfin Mariza (1924) und Die Zirkusprinzessin (1926) wurde er einer der bekanntesten Operettenkomponisten dies- und jenseits des Atlantiks. Die Straße hieß vorher Burgenlandstraße.
- Kardinal-König-Platz (Lainz), 2005 benannt nach Kardinal Franz König (1905–2004), Erzbischof von Wien 1956–1986, Kardinalpriester ab 1958, Militärvikar 1959–1969. Weil er in Österreich auch maßgeblich zur Aussöhnung zwischen Sozialdemokratie und Kirche beitrug, wurde er zuweilen „der rote Kardinal“ genannt. Sein Vorgänger als Erzbischof war Theodor Innitzer (siehe den Kardinal-Innitzer-Platz im 19. Bezirk); sein Nachfolger war Hans Hermann Groër (keine Straßenbenennung). Der Platz (früher Lainzer Straße 136–140) befindet sich an der Abzweigung der Jagdschlossgasse von der Lainzer Straße; Nr. 1: Konzilsgedächtniskirche Lainz-Speising, Nr. 3: Kardinal-König-Haus.
- Kardinal-Piffl-Gasse (Auhof; Siedlung im ehemaligen Lainzer Tiergarten), 1946 benannt nach Kardinal Friedrich Gustav Piffl (1864 bis 1932), Erzbischof von Wien 1913–1932, Kardinalpriester ab 1914. Er bemühte sich nach dem Ersten Weltkrieg um die Neuordnung der Seelsorge und förderte das Kolpingwerk sowie die Caritas. Sein Vorgänger als Erzbischof war Franz Xaver Nagl (siehe den Kardinal-Nagl-Platz im 3. Bezirk); sein Nachfolger war Theodor Innitzer (siehe den Kardinal-Innitzer-Platz im 19. Bezirk). Die Gasse hieß 1938–1946 nach dem antisemitischen Politiker Georg-Ritter-von-Schönerer-Gasse.
- Karl-Schallhas-Gasse (Ober-St.-Veit), 1934 benannt nach dem Maler und Radierer Karl Schallhas (1767–1797); seine Ölbilder sind nostalgische Wiedergaben der Natur, häufig pastorale Szenen mit Hirten und Vieh. Als Radierer stellte er hauptsächlich Landschaften dar, schuf aber auch Stadtansichten und Kleinbildnisse. Er gilt als Vertreter einer Übergangskunst zwischen Spätbarock und Biedermeier.
- Karl-Wilhelm-Diefenbach-Gasse (Auhof; Siedlung Auhofer Trennstück), 1927 benannt nach dem Maler und Sozialreformer Karl Wilhelm Diefenbach (1851–1913); er gilt als Vorkämpfer der Lebensreform und als Pionier der Freikörperkultur und der Friedensbewegung. Seine Landkommune bei Wien (1897–1899) war eines der Vorbilder für die Reformsiedlung Monte Verità bei Ascona. Als Maler war er eigenständiger Vertreter von Jugendstil und Symbolismus.
- Käthe-Leichter-Gasse (Ober-St.-Veit), 1949 benannt nach der sozialistischen Gewerkschafterin und Politikerin Käthe Leichter (1895–1942); sie war Autorin zahlreicher sozialwissenschaftlicher Werke, Gründerin und Leiterin des Frauenreferats der Wiener Arbeiterkammer (ab 1925) und kam im KZ um. Der Käthe-Leichter-Hof in Hietzing ist ebenfalls nach ihr benannt. Die Gasse hieß vorher 1943–1949 Horngasse.
- Keplingergasse (Auhof; Siedlung Auhofer Trennstück), 1955 benannt nach der Soubrette und Theaterdirektorin Dora Keplinger-Eibenschütz (1876–1949); als Sängerin am Theater an der Wien (ab 1900) trat sie vorwiegend in Operetten auf. Sie war 1924–1929 als Nachfolgerin ihres Mannes Siegmund Eibenschütz die letzte Direktorin des Carltheaters.[31] Die Gasse hieß davor 1927–1955 Franz-Schubert-Gasse.
- Kernhausgasse (Auhof; Friedensstadt), benannt (nach 1941, Datum unbekannt) nach dem Begriff Kernhaus, einem zuerst errichteten Bauobjekt, das dann etappenweise ausgebaut wird.
- Kirchmeyergasse (Hietzing), 1893 benannt nach Josef Kirchmeyer (1837–1912), Gemeinderat in Hietzing (1891–1895).
- Kleiner Ring (Auhof; Friedensstadt), benannt (nach 1942, vor 1956) nach der ringförmigen Anlage der Straße. Siehe auch den Großen Ring. Weg in der Siedlung Friedensstadt, die nach 1918 auf dem historischen Areal des Lainzer Tiergartens entstanden ist und 1938 eingemeindet wurde.
- Klimtgasse (Lainz), 1924 benannt nach dem Maler Gustav Klimt (1862–1918); er war einer der umstrittensten, aber auch beliebtesten Künstler der Jahrhundertwende. Von der Wiener Gesellschaft wurde er wegen der erotischen Ausstrahlung seiner weiblichen Porträts gesucht. Er ist zweifellos der bedeutendste Künstler des Jugendstils in Österreich, nimmt aber auch im internationalen Maßstab eine Spitzenstellung ein. Die Straßenmitte bildet die Bezirksgrenze 13 / 12. Siehe auch Egon-Schiele-Gasse.
- Klippenweg (Ober-St.-Veit), 1975 benannt nach Klippen in Ober Sankt Veit, eine geologische Formation aus der Zeit des Juras.
- Klitschgasse (Speising), 1955 benannt nach dem Schauspieler Wilhelm Klitsch (1882–1941); er trat in erster Linie als Theaterschauspieler in Erscheinung, wirkte aber auch in einigen frühen österreichischen Filmproduktionen als Stummfilmdarsteller mit. Er gehörte dem Ensemble des Deutschen Volkstheaters an und war auch als Regisseur tätig. Die Gasse war 1898 auf dem Stadtplan als Feldgasse zu finden, 1912 wie die 1933 in Mauer im späteren 23. Bezirk benannte Schillingergasse.
- Köchelgasse (Ober-St.-Veit), 1912 benannt nach Ludwig von Köchel (1800–1877); seine Bücher zur Wiener Musikgeschichte (eine Geschichte der Hofmusikkapelle und die Biographie von Johann Joseph Fux von 1872) gehören zu den bedeutendsten Studien der zweiten Hälfte des 19. Jahrhunderts. 1862 erschien sein Chronologisch-thematisches Verzeichnis sämtlicher Tonwerke Wolfgang Amadé Mozarts, das nach ihm Köchelverzeichnis (KV) genannt wird.
- Kögelngasse (Ober-St.-Veit), 1950 benannt nach dem historischen Flurnamen Kögeln. Die Gasse wurde 1977 um einen Teil des Jennerplatzes erweitert.
- Königgasse (Speising), 1924 benannt nach dem Bildhauer Otto König (1838–1920); er wirkte an der figuralen Ausgestaltung von Prachtbauten an der Wiener Ringstraße mit, vor allem der Wiener Staatsoper, des Burgtheaters und des Kunsthistorischen Museums. Am Wiener Rathaus schuf er die Reliefköpfe bekannter Komponisten. Auch mehrere Grabdenkmäler auf Wiener Friedhöfen und Porträtbüsten von Angehörigen des Hofes stammen von ihm. Gasse am westlichen Rand der Siedlung Hermeswiese.
- Konrad-Duden-Gasse (Lainz), 1930 benannt nach dem deutschen Gymnasiallehrer und Sprachforscher Konrad Duden (1829–1911); er trat vor allem als Philologe und Lexikograf hervor. Er setzte sich sein Leben lang für die Vereinheitlichung der deutschen Rechtschreibung ein. Das 1880 erschienene Werk „Vollständiges Orthographisches Wörterbuch der deutschen Sprache“ gilt als der „Urduden“; es enthielt auf 187 Seiten 28.000 Stichwörter. Gasse auf dem Südwesthang des Küniglbergs.
- Kopfgasse (Hietzing), 1893 benannt nach dem Baumeister Josef Kopf (1829–1895), Gemeinderat in Hietzing.
- Kraelitzgasse (Speising), 1936 benannt nach dem Orientalisten und Turkologen Friedrich Kraelitz (1876–1932); er lehrte als erster Professor für Turkologie seit 1918 am Institut für Orientalistik der Universität Wien. Mit seiner Bearbeitung von 24 Originalurkunden aus der zweiten Hälfte des 15. Jahrhunderts hat er 1924 die Lehre von der Osmanischen Diplomatik begründet.
- Kramer-Glöckner-Straße (Auhof; Friedensstadt), 1955 benannt nach der Volksschauspielerin und Soubrette Josefine Kramer-Glöckner (1874–1954); ihr erstes Engagement war am Deutschen Theater in Budapest, danach folgten Jahre in Berlin und schließlich ab 1892 am Deutschen Volkstheater in Wien, an dem sie bis zu ihrem Tod blieb. Ab 1917 spielte sie neben dem Theater auch in Stummfilmen. Nach ihrem Vater Josef Matras ist die Matrasgasse benannt. Die Straße hieß vorher Eichenstraße.
- Kremsergasse (Unter-St.-Veit), 1894 benannt nach dem Gastwirt Anton Kremser (1811–1879), Bürgermeister von Hietzing. Die Gasse hieß davor Bognergasse.
- Kugygasse (Speising), 1964 benannt nach dem Alpinisten Julius Kugy (1858–1944). In Görz geboren, wurde er 1882 in Wien zum Dr. jur. promoviert. Ab 1883 leitete er das Unternehmen seines Vaters in Triest. Dank seiner soliden finanziellen Mittel konnte er sich mit hervorragenden Bergführern umgeben und bewältigte so zahlreiche Erstbesteigungen. Dabei widmete er sich vor allem der Erforschung der Julischen Alpen.
- Küniglberggasse (Lainz), 1926 benannt nach dem Küniglberg, einer 261 m hohen Anhöhe am Lainzer Sattel, einem Ausläufer des Wienerwaldes. Benannt ist der Küniglberg nach dem kaiserlichen Prokurator Wolfgang Künigl, der im 16. Jahrhundert die Güter der Pfarre Hütteldorf verwaltete. Der Ausdruck Küniglberg wird häufig als Synonym für den Österreichischen Rundfunk verwendet, da sich dort das ORF-Zentrum Küniglberg befindet. Gasse am Südwesthang des Berges.
- Kupelwiesergasse (Unter-St.-Veit), 1894 benannt nach dem Maler Leopold Kupelwieser (1796–1862); er ist heute vor allem bekannt durch seine Bilder, die er von Franz Schubert und dessen Freundeskreis anfertigte. Kupelwieser gehörte der Schule der Nazarener an und ist zusammen mit Joseph von Führich der Hauptvertreter der religiösen romantischen Malerei in Wien. Nr. 28: Haus Strasser von Adolf Loos; gegenüber grenzt der Hügelpark mit seiner Nordseite an die Gasse.

## L

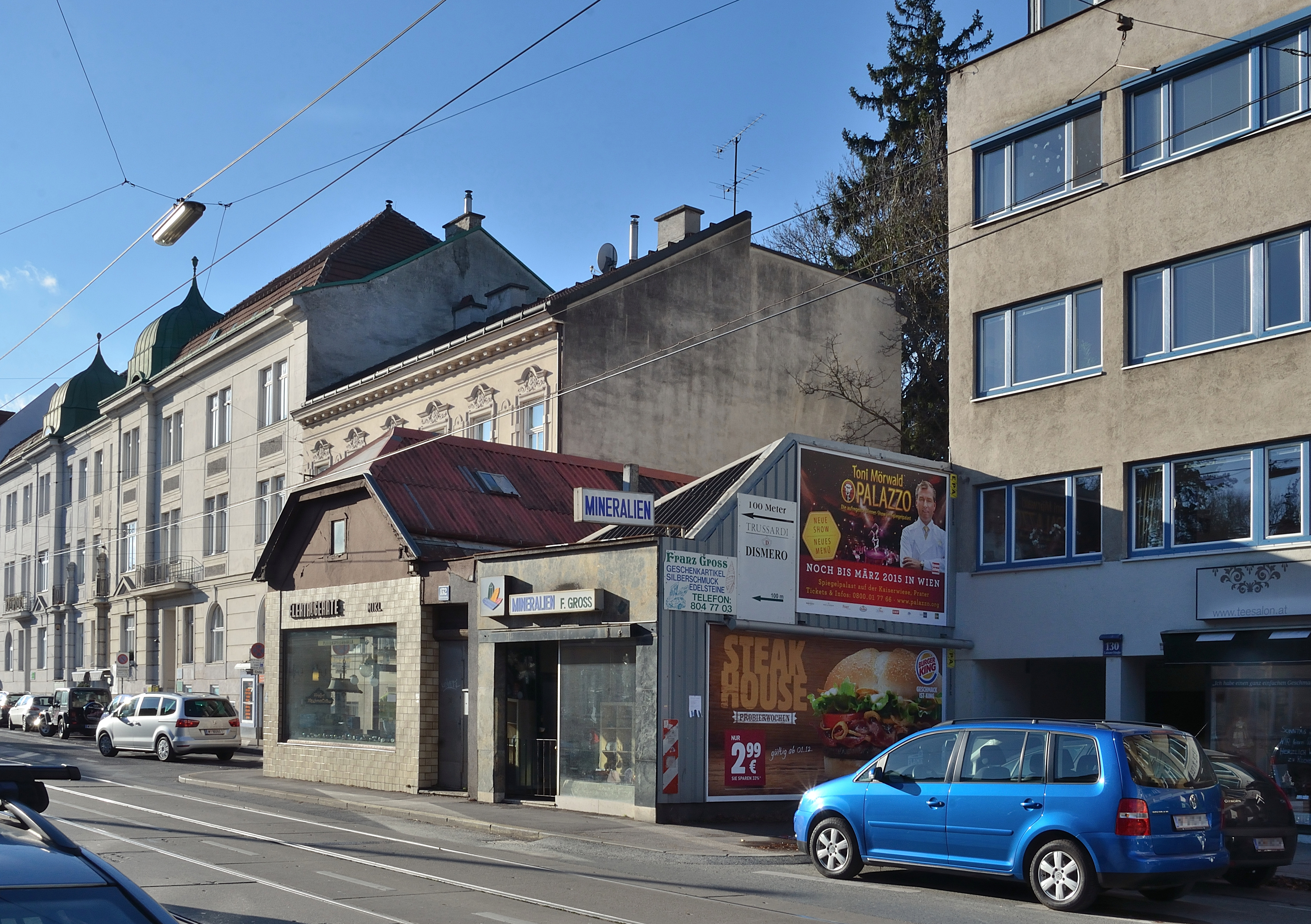
Lainzer Straße

- Lafitegasse (Ober-St.-Veit), 1952 benannt nach dem Komponisten, Organisten, Chorleiter, Dirigenten, Programmgestalter, Organisator, Musikpädagogen, Musikkritiker und Klavierbegleiter Carl Lafite (1872–1944); er galt als einer der bedeutendsten Klavierbegleiter seiner Zeit. Als Komponist schuf er unter anderem ein Oratorium, Opern, Chöre und Lieder, die dem Stil von Franz Schubert nahestehen, sowie Melodramen.
- Lainzer Straße (Hietzing, Unter-St.-Veit, Lainz, Speising), 1894 benannt nach der ehemals selbstständigen Gemeinde Lainz, die erstmals 1313 urkundlich erwähnt und 1892 mit anderen Vororten nach Wien eingemeindet und Teil des neuen 13. Bezirks, Hietzing, wurde. Der Name „Lainz“ geht vermutlich auf Lventz zurück, was von slawisch loka („auf der Wiese“) abgeleitet wird. Die den Küniglberg im Norden und Westen umgebende Straße hieß zuvor in Lainz und Speising Hauptstraße. Der im Zentrum Alt-Hietzing von der Hietzinger Hauptstraße abzweigende Verkehrsweg endet am Südrand von Lainz an der Verbindungsbahn und setzt sich jenseits der Bahnschranken in der Speisinger Straße fort. Das Ortszentrum von Lainz lag mit der heute syrisch-orthodoxen früheren Lainzer Pfarrkirche (vor Nr. 148) direkt an der Straße. Siehe den benachbarten Kardinal-König-Platz neben der Straße.
- Lainzer-Bach-Straße (Auhof; zwischen Friedensstadt und Siedlung Auhofer Trennstück), 1955 benannt nach dem Lainzer Bach; er entspringt im Lainzer Tiergarten, mündet in den Wienfluss und verläuft seit 1891–1903 teilweise in einem Bachkanal. Die Straße hieß vorher Elisabethstraße. Auf dem elektronischen Stadtplan der Stadtverwaltung und auf Straßentafeln wird 2013 die vereinfachte Schreibung Lainzerbachstraße verwendet.
- Larochegasse (Unter-St.-Veit), 1894 benannt nach dem deutschen Schauspieler Carl von La Roche (1794–1884); er kam 1833 nach Wien und erhielt ein lebenslanges Engagement am Burgtheater, dem er daher bis zu seinem Tod angehörte. 1873 wurde er unter Verleihung des Ordens der Eisernen Krone in den Ritterstand erhoben. Die Gasse wurde ursprünglich La-Roche-Gasse geschrieben. Nr. 2: Haupteingang zum Gymnasium Wenzgasse. Nr. 3: Haus Scheu von Adolf Loos. Nr. 14: Wohnung des langjährigen Polizeipräsidenten Josef Holaubek. Zwischen Nr. 16 und 18 grenzt der Hügelpark mit seiner Südseite an die Gasse. Nr. 35: Wohnhaus der Sozialpolitikerin Hildegard Burjan.
- Laverangasse (Speising), 1932 benannt nach dem französischen Mediziner Alphonse Laveran (1845–1922); er beschäftigte sich vor allem mit der Tropenkrankheit Malaria und ihren Auslösern. Später arbeitete er mit Kollegen an der Erforschung weiterer Krankheitserreger, vor allem an Trypanosomen. Laveran erhielt 1907 den Nobelpreis für Medizin.
- Leitenwaldplatz (Speising), 1924 benannt nach dem nahen Leitenwald, der noch um 1920 zum ehemaligen k.k. Tiergarten gehörte und auf dem späteren Siedlungsareal auf ehemaligem Tiergartengrund stand; er schloss südlich direkt an den Lainzer Bach an. Etwa bei der heutigen Dostalgasse führte das Leitentürl von der Wittgensteinstraße in den Wald, als dessen Relikte der Napoleonwald zwischen den Siedlungen sowie der höchstgelegene Teil (371 m ü. A.) innerhalb des Lainzer Tiergartens verblieben. Platz zwischen Speisinger Straße und Hochmaisgasse (Siedlung Hermeswiese).
- Leodolterpromenade (Speising), 2015 benannt nach der Ärztin und Politikerin Ingrid Leodolter (1919–1986); sie war 1961–1971 ärztliche Leiterin des Sophienspitals. Von 1971 bis 1979 war sie die erste Bundesministerin für Gesundheit und Umwelt. Leodolter führte 1974 den Mutter-Kind-Pass ein, der eine deutliche Senkung der Kindersterblichkeit bewirkte. Die Promenade verläuft als Gehweg vom Haupteingang der Klinik Hietzing, des früheren Lainzer Spitals, zum benachbarten Haupteingang des ehemaligen Geriatriezentrums Am Wienerwald, des früheren Altersheims Lainz. Sie begleitet den eigenen Gleiskörper der Straßenbahnlinie 62 in der Wolkersbergenstraße.
- Leo-Fall-Weg (Lainz), 2000 benannt nach dem Komponisten und Kapellmeister Leo Fall (1873–1925); er zählt neben Franz Lehár und Oscar Straus zu den bedeutendsten Komponisten der sogenannten „Silbernen Operettenära“. Fall schaffte 1907–1908 mit drei Operetten (darunter Die Dollarprinzessin) den Durchbruch und wurde schließlich mit späteren Werken wie Die Rose von Stambul (1916) weltweit bekannt. Der Weg führt, von Westen ansteigend, auf den Küniglberg.
- Leon-Kellner-Weg (Ober-St.-Veit), 1932 benannt nach dem Anglisten Leon Kellner (1859–1928); er engagierte sich in Wien für die Volksbildung und gründete 1900 die „Jüdische Toynbeehalle“. Weiters betätigte er sich für den Zionismus und war engster Mitarbeiter Theodor Herzls. Der Weg hieß 1938–1947 Wilhelm-Riehl-Weg.
- Leopold-Schwarz-Platz (Ober-St.-Veit), 2018 benannt nach dem Bäcker Leopold Schwarz (1873–1941); er gründete in Ober-St.-Veit, Auhofstraße 136, eine Bäckerei, die zur größten des Bezirks wurde.[32]
- Leopold-Zechner-Platz (Speising), 2002 benannt nach dem Lehrer Leopold Zechner (1884–1968), Bezirksschulinspektor in Floridsdorf (1930–1934), Präsident des Wiener Stadtschulrats (1945–1960), Abgeordneter zum Nationalrat (1945–1956, SPÖ). Zechner erwarb sich Verdienste um den Wiederaufbau der Volksbildung und des Schulwesens nach dem Krieg. Adressenloser Platz an der Einmündung der Hofwiesengasse (Nr. 48, Eckhaus: Volkshochschule Hietzing) in die Feldkellergasse.
- Lilienberggasse (Hacking), 1894 benannt nach dem Rechtsgelehrten und Hofbeamten Christoph Ignaz Abele (1627–1685); er war im höheren Staatsdienst tätig, wo er kaiserlicher Hofsekretär und inner-österreichischer Referendarius wurde. Er war Besitzer der Herrschaft Hacking. 1665 wurde er von Kaiser Leopold I. mit dem Prädikat von und zu Lilienberg, Erbherr aus Hacking versehen. Die Gasse hieß vorher Wiengasse; ein Teil der Gasse hieß bis 1961 Aichbühelgasse (nicht ident mit der heutigen Aichbühelgasse).
- Linienamtsgasse (Auhof; Siedlung Auhofer Trennstück), 1929 benannt nach dem ehemaligen Linienamtsgebäude, das 1892–1921 an der Speisinger Straße Nr. 104 in Betrieb war und heute noch besteht. Hier verlief 1892–1938 die Stadtgrenze zur südlichen Nachbargemeinde Mauer bei Wien, seit 1920 auch die Landesgrenze zu Niederösterreich.
- Linkweg (Auhof; Siedlung im ehemaligen Lainzer Tiergarten), 1955 benannt nach der Schauspielerin und Sängerin Antonie Link-Dessauer (1853–1931); sie spielte ab 1870 am Burgtheater, wo sie zuvor schon in Kinderrollen aufgetreten war. Ab 1872 sang sie als Operettensängerin am Carltheater und wurde zu einem Star des Ensembles. 1879 heiratete sie den Bankier Adolf Dessauer und zog sich aus dem Arbeitsleben zurück.[33] Der Weg hieß vorher 1932–1955 Försterweg.
- Linzackergasse (Ober-St.-Veit), 1913 benannt nach dem schon 1407 urkundlich erwähnten Weingartennamen Linzacker.
- Löfflergasse (Ober-St.-Veit), 1931 benannt nach dem deutschen Hygieniker und Bakteriologen Friedrich Loeffler (1852–1915); als Mitarbeiter von Robert Koch entdeckte er die Erreger verschiedener Infektionskrankheiten, beispielsweise Rotz, Diphtherie und Rotlauf. Er beschrieb mit Paul Frosch den Erreger der Maul- und Klauenseuche und wurde damit zum Mitbegründer der Virologie.
- Lynkeusgasse (Speising) 1924 benannt nach dem Ingenieur und Sozialphilosophen Josef Popper-Lynkeus (1838–1921). Als Ingenieur meldete er eine Reihe von Patenten an und veröffentlichte allgemeine naturwissenschaftliche Arbeiten. Bekannt wurde er jedoch wegen seiner Arbeiten über sozialreformistische Fragen, die in seiner allgemeinen Nährpflicht mündeten, also einer Art von bedingungslosem Grundeinkommen. Die Gasse hieß 1938–1947 Vernalekengasse.

## M

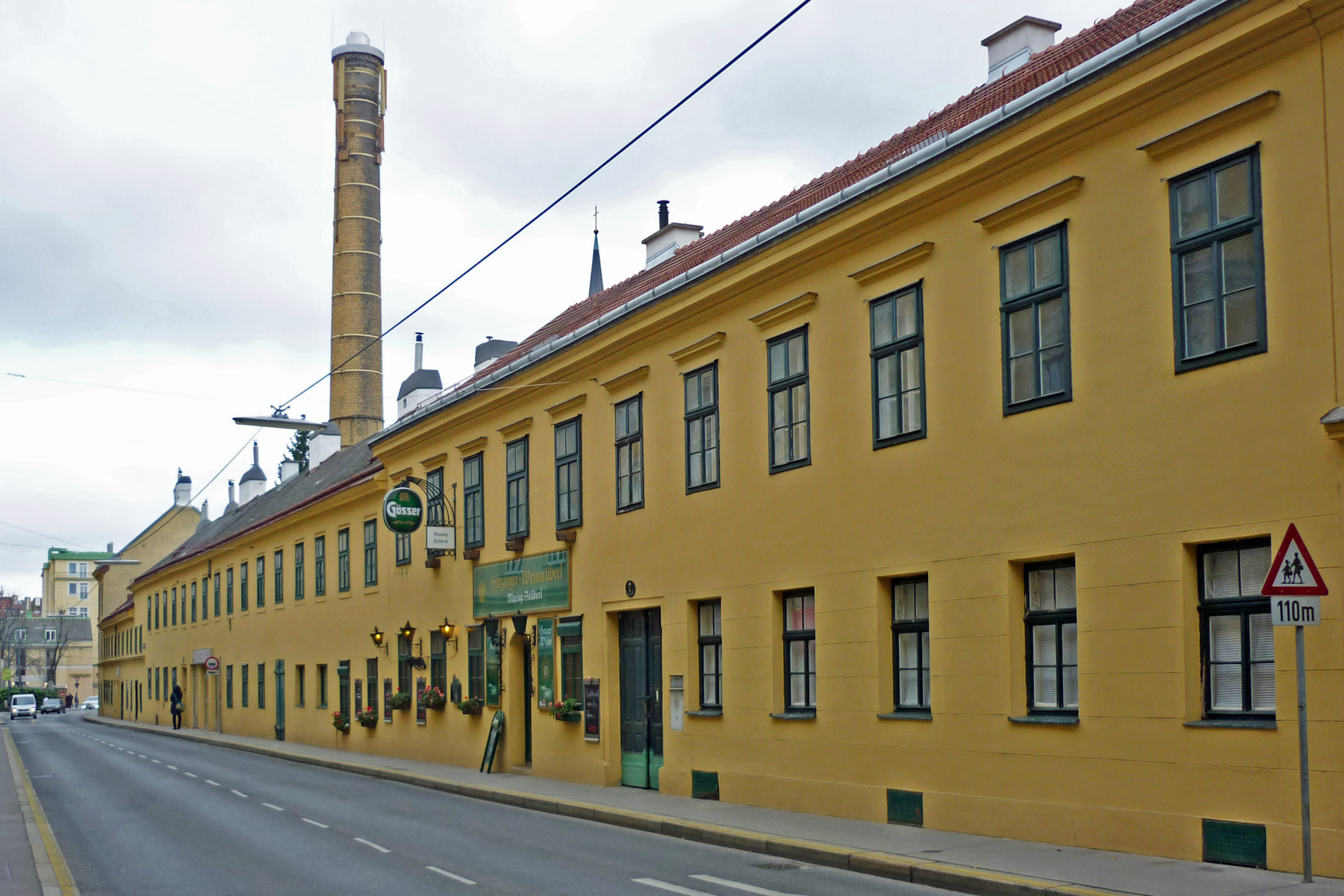
Maxingstraße

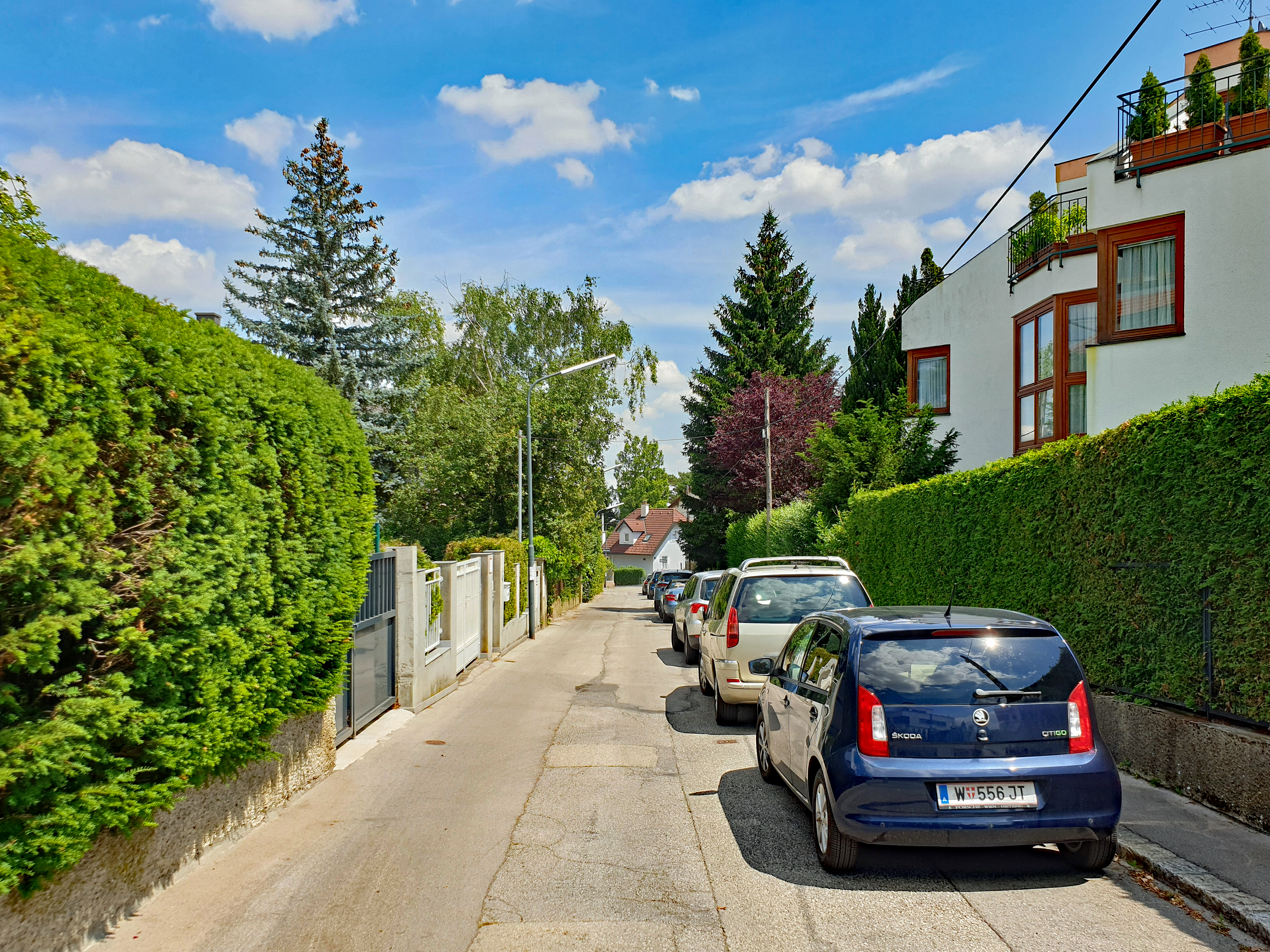
Mögelegasse

- Madjeragasse (Ober-St.-Veit), 1936 benannt nach dem Beamten und Schriftsteller Wolfgang Madjera (1868–1926); neben seinem Beruf als Jurist im Wiener Magistrat betätigte er sich als Schriftsteller und verfasste Gedichte, Theaterstücke, Märchen, sowie Essays in patriotischem Geist.
- Malfattisteig (Lainz), nicht amtlich benannt nach dem Mediziner Johann Malfatti (1775–1859); er kam 1795 von Italien nach Wien und machte sich 1804 mit einer eigenen Praxis selbstständig. Während des Wiener Kongresses genoss er einen hervorragenden Ruf und avancierte zum Leibarzt Erzherzog Karls und der Erzherzogin Maria Beatrice von Modena-Este. Der Steig ist ein steiler Weg auf den Küniglberg, auf dessen Nordwesthang Malfatti ein Malfattivilla bzw. Malfattischlössl genanntes Haus bewohnte, das aber nicht mehr besteht (siehe Franz-Schalk-Platz). Die Malfattigasse im 12. Bezirk ist ebenfalls nach ihm benannt.
- Mantlergasse (Ober-St.-Veit), 1898 benannt nach dem Lehrer Josef Mantler (1845–1902), Oberlehrer in Unter-St.-Veit. Zum nördlichen Ende der Gasse beim Hietzinger Kai führt vom 14. Bezirk die Guldenbrücke über den Wienfluss.
- Mariensteig (Ober-St.-Veit), 1919 benannt nach dem Marienbach, der im Lainzer Tiergarten entspringt und in den Wienfluss mündet. Der Bach verursachte in vielen Jahren Überschwemmungen in Ober-St.-Veit, bis sein Unterlauf 1915 eingewölbt wurde.[34]
- Markwardstiege (Ober-St.-Veit), 1973 benannt nach Markwardus de Hacingen (Lebensdaten unbekannt, 12. Jhd.), einem Gefolgsmann des Markgrafen Heinrich II. von Babenberg und Besitzer der Burg Hacking im 12. Jahrhundert. Er ist wahrscheinlich der Namensgeber der Ortschaft Hacking, die erstmals 1156 als Hacingen erwähnt wurde und heute ein Bezirksteil von Hietzing ist.
- Martha-Rohs-Weg (Ober-St.-Veit, Siedlung „Hochwiese“), 2009 benannt nach der Sängerin Martha Rohs (1909–1963); die Kammersängerin (Mezzosopran) wirkte 1937–1949 an der Wiener Staatsoper und bei den Salzburger Festspielen. Sie war Ehefrau des Schauspielers und Sängers Fred Liewehr;[35] siehe die Fred-Liewehr-Gasse.
- Matrasgasse (Ober-St.-Veit), 1912 benannt nach dem Schauspieler und Volkssänger Josef Matras (1832–1887); er gründete 1858 zusammen mit Johann Fürst eine Volkssängergesellschaft. 1862 nahm er ein Engagement als Komiker am Fürst-Theater im Prater an. Im darauf folgenden Jahr wechselte er bis 1879 ans Carltheater und spielte hauptsächlich in Stücken von Johann Nestroy. Am Carltheater trat Matras auch zusammen mit Karl Blasel und Wilhelm Knaack als sehr erfolgreiches Komiker-Trio auf; siehe die Blaselgasse im 18. Bezirk und Knaackgasse im 21. Bezirk. Matras war Vater der Schauspielerin Josefine Kramer-Glöckner; siehe die Kramer-Glöckner-Straße.
- Maxingstraße (Hietzing), 1894 benannt nach der Maxingvilla, erbaut für den (1867 in Mexiko erschossenen) Erzherzog Ferdinand Maximilian, Bruder von Kaiser Franz Joseph I., im Maxingpark zwischen dem Hietzinger Friedhof und einem Hintereingang zum Schönbrunner Schlosspark. Die im Stil eines hölzernen Schweizer Landhauses errichtete Villa wurde 1850 zum 18. Geburtstag des Erzherzogs feierlich eröffnet. Johann Strauss übernahm die musikalische Leitung und komponierte für das Ereignis die Maxing-Tänze op. 79. Das Gebäude wurde 1955 wegen Baufälligkeit abgerissen. Die Straße hieß vorher mit dem von der Maxingstraße südostwärts führenden Teil der heutigen Elisabethallee Hetzendorfer Straße, weil sie, von Hietzing aus gesehen, nach Hetzendorf führt. Im Haus Nr. 18 komponierte 1873 Johann Strauss (Sohn) die Operette „Die Fledermaus“. Auf Nr. 24 wohnte ab 1929 der Verleger Paul Zsolnay, auf Nr. 46 seit 1884 Anna Nahowski, eine Geliebte von Franz Joseph I. Der Name Maxing für die Gegend beim südlichen, bergseitigen Ende der Straße dürfte ebenfalls auf dem Namen Max(imilian) beruhen.
- Maygasse (Speising), 1911 benannt nach dem Taubstummenlehrer Josef May (1755–1820); er studierte in Frankreich bei Charles-Michel de l’Epée die Technik der Gebärdensprachen und entwickelte in der Folge die „Wiener Schule“ des Taubstummenunterrichts. Er gründete 1779 die Taubstummenanstalt gemeinsam mit – und zeitweise in heftiger Feindschaft zu – Friedrich Stork;[36] siehe die Storkgasse im 5. Bezirk. Die Gasse führt von der Speisinger Straße ostwärts zum Bundesinstitut für Gehörlosenbildung.
- Meillergasse (Speising), 1911 benannt nach dem Historiker und Archivar Andreas von Meiller (1812–1871), Beamter im k.k. Staatsarchiv (ab 1841), Leiter der Reichshofratsregistratur (ab 1851). Er betrieb den Ausbau des Archivwesens in Wien und publizierte mehrere wissenschaftliche Werke.[37] Meiller stand dabei in der Nachfolge von Joseph Chmel; siehe die Chmelgasse im 19. Bezirk.
- Melchartgasse (Lainz, Speising), 1913 benannt nach dem Schulrat Matthäus Melchart (1790–1866), dem ersten Bürgermeister von Speising (1848–1859).
- Meytensgasse (Ober-St.-Veit), 1898 benannt nach dem Maler Martin van Meytens (1695–1770); er kam 1731 nach Wien und wurde ein Jahr später kaiserlicher Kammermaler. Unter der Regentschaft Maria Theresias ab 1740 erreichte er als bevorzugter Maler des Kaiserhauses den Höhepunkt seines Ruhms. 1759 wurde er zum Direktor der Wiener Kunstakademie ernannt. Zwischen den Gebäuden Nr. 19 und 21 erstreckt sich die Nordseite des Goldmarkplatzes.
- Mittermayergasse (Hietzing), 1894 benannt nach dem Beamten Matthias Mittermayer von Waffenberg (auch Mittermayr, 1651–1708), kaiserlichem Münzmeister (1679–1708); die Münzstätte in der Wollzeile in der Altstadt erlebte unter ihm einen großen Aufschwung, da er das Prägeverfahren reformierte. Er war Gönner der Dreifaltigkeitskirche, der damaligen Lainzer Pfarrkirche. Die Gasse hieß vorher Mühlgasse.
- Modl-Toman-Gasse (Auhof; Siedlung im ehemaligen Lainzer Tiergarten), 1955 benannt nach der Operettensängerin Gabriele Modl-Tomann (* 28. Februar 1872, † 8. März 1948, nicht 1848!), 6., Linke Wienzeile 84; über sie sind keine weiteren biografischen Informationen verfügbar.[38] Die Gasse hieß davor Siedlergasse; sie führt direkt parallel zur nach 1918 neu errichteten Mauer des Lainzer Tiergartens südlich des heutigen Lainzer Tors.
- Mögelegasse (Auhof; Siedlung Auhofer Trennstück), 1955 benannt nach dem Kapellmeister und Komponisten Franz Mögele (1834–1907); er war ab 1850 Geiger am Theater an der Wien und später an mehreren Vorstadtbühnen. Später wirkte er als Kapellmeister am Thalia-Theater und fungierte längere Zeit als Chormeister der „Währinger Liedertafel“. Ab 1858 trat er mit eigenen Kompositionen hervor, vor allem Operetten und Opernparodien, wie etwa Friedrich, der Heizbare und Leonardo und Blandine.[39] Die Gasse hieß vorher Defreggergasse.
- Montecuccoliplatz (Lainz, Hietzing), 1909, 300 Jahre nach dessen Geburt, benannt nach dem Feldherrn, Diplomaten und Staatsmann Raimondo Montecuccoli (1609–1680); er war Schöpfer des ersten stehenden Heeres in Österreich und einer der bedeutendsten Militärtheoretiker des 17. Jahrhunderts. Berühmt wurde er durch seinen Sieg gegen ein gewaltiges Türkenheer, das er 1664 während des Türkenkrieges von 1663 / 1664 in der Schlacht bei Mogersdorf vernichtend schlug. Er zählt mit Prinz Eugen von Savoyen und Erzherzog Karl zu den bedeutendsten Feldherren Österreichs. Siehe auch die St.-Gotthard-Straße im 14. Bezirk. Das von Franz Joseph I. gewidmete Denkmal des Feldherrn steht seit 1869 im Heeresgeschichtlichen Museum.
- Montevideogasse (Lainz), 1931 benannt nach der Stadt Montevideo, Hauptstadt von Uruguay, die nach dem Ersten Weltkrieg Spenden für das hungernde Wien schickte.
- Mühlbachergasse (Lainz), 1930 benannt nach dem Historiker und Diplomatiker Engelbert Mühlbacher (1843–1903), Professor für mittelalterliche Geschichte an der Universität Wien (1881–1903), Direktor des Instituts für österreichische Geschichtsforschung (1896–1903). Als Mitglied der Zentraldirektion der Monumenta Germaniae Historica schuf er eine umfangreiche Edition karolingischer Urkunden. Die Gasse wurde in den 1920er Jahren neu angelegt.
- Münichreiterstraße (Unter-St.-Veit, Ober-St.-Veit), 1946 benannt nach dem Schuhmacher Karl Münichreiter; als Sozialdemokrat und Mitglied des Schutzbundes war er im Bürgerkrieg 1934 aktiv an den Kämpfen beteiligt. Er wurde von Polizisten durch Schüsse schwer verletzt und verhaftet. Zwei Tage später wurde er standrechtlich zum Tode verurteilt und von der Tragbahre weg gehenkt. Sein Denkmal steht auf dem Goldmarkplatz, einen Häuserblock neben seiner letzten Wohnadresse Meytensgasse 18 in Ober-St.-Veit. Die Straße hieß ursprünglich bis 1894 (von Lainz aus gesehen) St. Veiter Allee bzw. Unter Sankt Veiter Allee, danach 1894–1938 (nach dem eigentlichen Familiennamen von Carl Carl) Bernbrunngasse und 1938–1946 Stuttgarter Straße.

## N

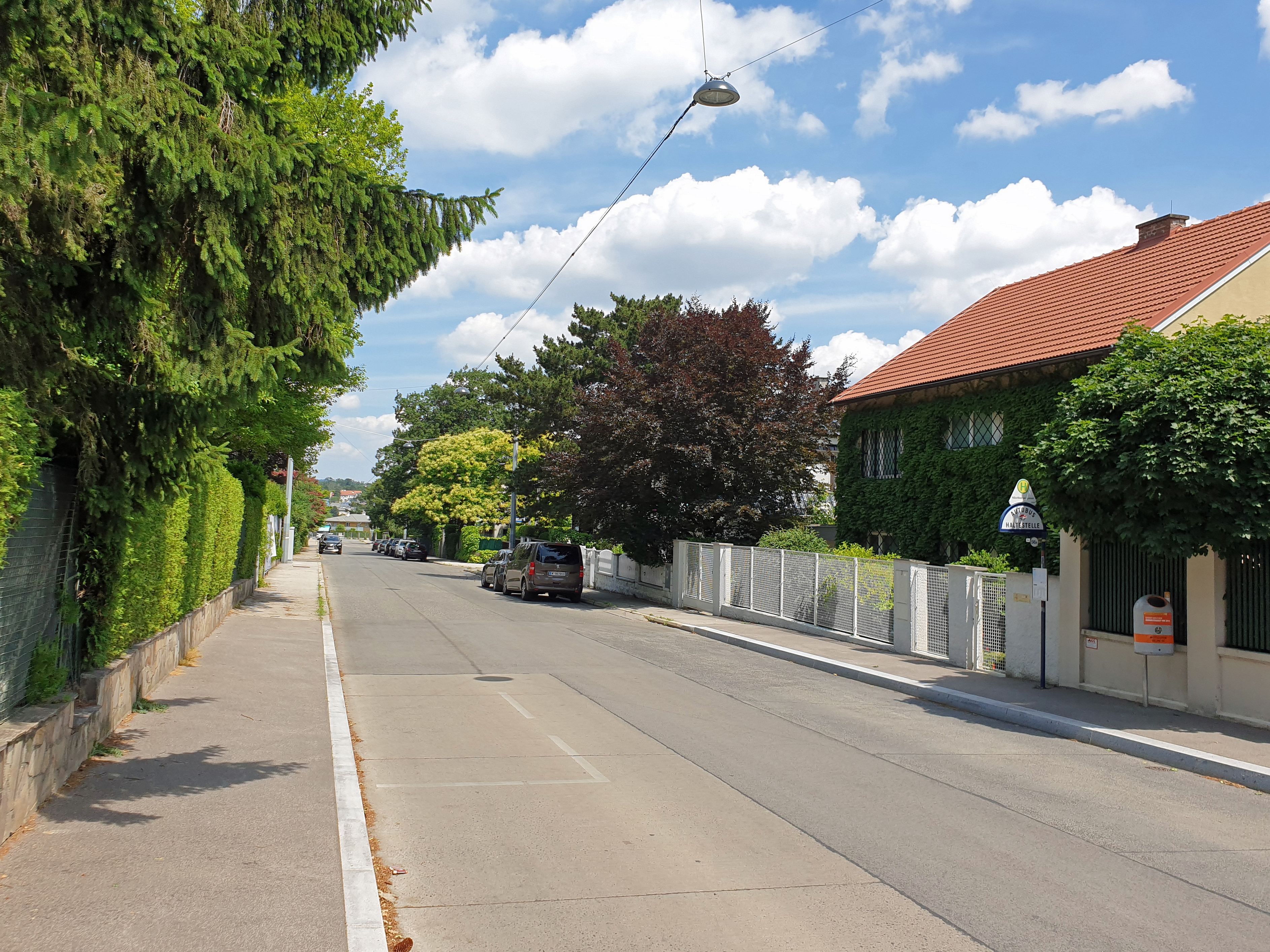
Nästlbergergasse

- Napoleonwaldgasse (Auhof; Siedlung im ehemaligen Lainzer Tiergarten), 1955 benannt nach dem Napoleonwald, einem Rest des hier um 1920 noch stockenden Leitenwaldes im Lainzer Tiergarten in seinen früheren Grenzen. Der Name stammt aus der Zeit der napoleonischen Kriege, als der damals hier befindliche Wald abgeholzt wurde: Das Holz diente als Heizmaterial für Napoleon Bonaparte, als er 1809 fünf Monate lang im Schloss Schönbrunn residierte. Später wurde wieder aufgeforstet. Die Gasse hieß vorher Arbeitergasse.
- Nästlbergergasse (Auhof; Siedlung im ehemaligen Lainzer Tiergarten), 1955 benannt nach dem Sänger und Librettisten Robert Nästlberger (1886–1942); er sang als Tenor am Wiener Bürgertheater,[40] wirkte in zwei Filmen als Schauspieler mit[41] und verfasste das Libretto zur Operette Der Reiter der Kaiserin (1941). Die Gasse hieß davor Hauergasse.
- Neblingergasse (Unter-St.-Veit), 1913 benannt nach Jakob Neblinger (1817–1884); er errichtete eine Stiftung für Arme in Unter-St.-Veit.
- Neue-Welt-Gasse (Unter-St.-Veit), 1894 benannt nach dem ehemaligen Vergnügungsetablissement „Neue Welt“, das von 1861 bis 1882 zwischen Lainzer Straße und Hietzinger Hauptstraße hier bestand. Es wurde vom Unternehmer Carl Schwender (1809–1866) gegründet; siehe die Schwendergasse im 15. Bezirk, wo er „Schwenders Colosseum“ führte. Nach der Stilllegung des Etablissements wurde das große Areal parzelliert; dabei entstanden sukzessive alle Gassen in diesem Grätzl.
- Neukommweg (Speising, Siedlung „Hermeswiese“), 1930 benannt nach dem Komponisten, Pianisten und Diplomaten Sigismund von Neukomm (1778–1858); sein musikalisches Œuvre umfasst über 1300 Werke, darunter zehn Opern, drei Oratorien, geistliche Musik und Lieder in verschiedenen Sprachen. Sein großes Vorbild Mozart lernte er nie kennen, er war aber Cembalolehrer dessen Sohns Carl Thomas Mozart.
- Neukräftengasse (Ober-St.-Veit), 1926 benannt nach dem historischen Flurnamen Neukräften. Die Gasse entstand bei der Erweiterung des Siedlungsgebiets östlich des Gemeindebergs.
- Nikolausgasse (Hacking), 1892 benannt nach dem Namenspatron der nahen Nikolaikapelle im Lainzer Tiergarten, zu der man beim westlichen Gassenende durch das Nikolaitor gelangt. Die Kapelle wurde Ende des 12. Jahrhunderts erbaut. Der Name Nikolaus (Nikolai bedeutet im Lateinischen des Nikolaus) geht kirchlich auf den hl. Nikolaus zurück. Weitere den Namen des Heiligen nutzende topografische Begriffe in der Gegend sind hier angeführt.
- Nothartgasse (Lainz, Ober-St.-Veit), 1911 benannt nach dem Wirtschaftsbesitzer Franz Nothart (1808–1897), Bürgermeister von Lainz (1861–1864). Gasse auf dem Nordosthang des Roten Berges. Nr. 7: Haus Horner von Adolf Loos.
- Novalisgasse (Ober-St.-Veit), 1935 benannt nach dem deutschen Schriftsteller Novalis (eigentlich Georg Philipp Friedrich von Hardenberg, 1772–1801); er gilt als einer der bedeutendsten Vertreter der deutschen Frühromantik. Trotz seines frühen Todes hinterließ er zahlreiche Dichtungen, Fragmente und Essays, sowie eine erstaunliche Fülle von Aufzeichnungen zu Geschichte und Politik, Philosophie, Religion, Ästhetik und Naturwissenschaftsgeschichte.

## O

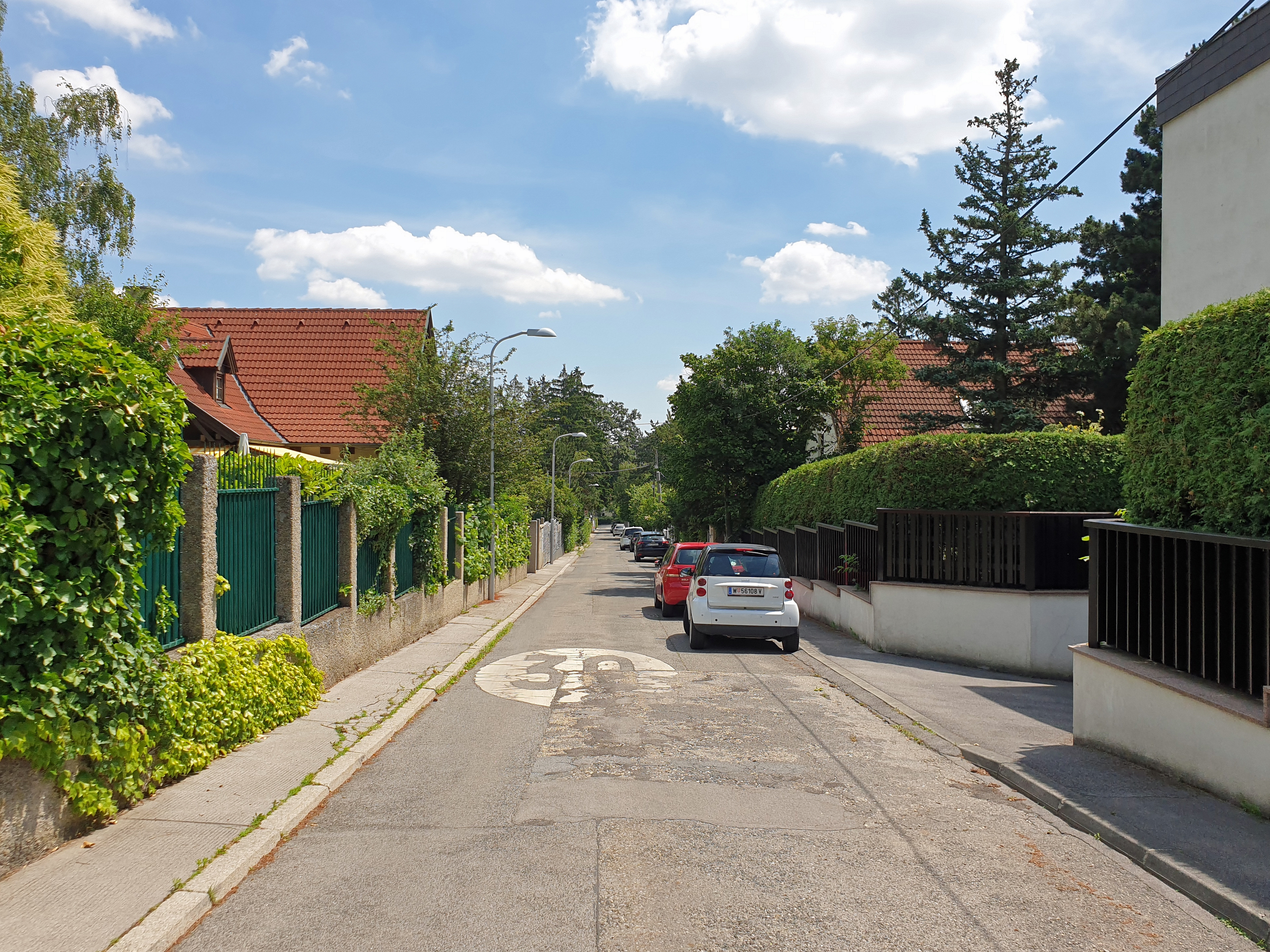
Oskar-Jascha-Gasse

- Olmagasse (Auhof; Siedlung im ehemaligen Lainzer Tiergarten), benannt 1955 nach der Sängerin und Schauspielerin Bertha Olma (1851–1902; nicht † 1848); sie sang vorwiegend in Operetten, hat aber nur wenige biografische Spuren hinterlassen.[42][43] Die Gasse hieß vorher 1929–1955 Gärtnergasse.
- Opitzgasse (Lainz), 1903 benannt nach dem Theologen, Politiker, Volksbildner, Publizist und Verleger Ambros Opitz (1846–1907); er gründete und leitete zahlreiche Zeitungen, u. a. die Wiener „Reichspost“ (1894, seit 1907 als Tageszeitung), die als bedeutendstes katholisches Medium der Monarchie galt. 1895–1901 war Opitz christlich-sozialer Abgeordneter im böhmischen Landtag. Opitz zählte zu den wichtigsten Vertretern des politischen Katholizismus in Österreich; seine klerikalen Anhänger wurden „Opitzianer“ genannt.
- Oskar-Jascha-Gasse (Auhof; Siedlung im ehemaligen Lainzer Tiergarten), 1955 benannt nach dem Komponisten und Kapellmeister Oskar Jascha (1881–1948), Kapellmeister am Theater an der Wien und am Wiener Stadttheater. Er komponierte zahlreiche Operetten und Singspiele; insgesamt umfasst sein Œuvre rund 200 Werke. Die Gasse hieß davor Invalidengasse.
- Oskar-Pilzer-Platz (Auhof; Siedlung Auhofer Trennstück), 2014 benannt nach dem Rechtsanwalt und Filmindustriellen Oskar Pilzer (1882–1939); er war 1932–1936 Präsident der letzten großen österreichischen Filmproduktionsgesellschaft vor dem Zweiten Weltkrieg, der Sascha Filmindustrie, sowie Präsident der Wiener Filmproduzentenvereinigung. Pilzer emigrierte 1938 nach Paris, wo er im folgenden Jahr starb.
- Otto-Weininger-Gasse (Ober-St.-Veit), 1957 benannt nach dem Philosophen Otto Weininger (1880–1903); er wurde durch sein Werk „Geschlecht und Charakter“ bekannt. Weininger war trotz jüdischer Herkunft extrem judenfeindlich eingestellt und Verfechter einer frauenfeindlichen und körperfeindlichen Geisteshaltung. Er entwickelte eine philosophisch-psychologische Theorie der Geschlechter, in deren Zentrum die Theorie der menschlichen Bisexualität steht. Durch seinen Suizid in Ludwig van Beethovens Sterbehaus wurde er zum Mythos und sein Buch zum Bestseller.
- Overbeckgasse (Auhof; Siedlung Auhofer Trennstück), 1938 benannt nach dem deutschen Maler Friedrich Overbeck (1789–1869). Er gilt als einer der bedeutendsten Protagonisten der Nazarenischen Kunst, sein Werk ist von Religiosität und konservativen Werten geprägt. 1806–1810 lebte er in Wien und studierte an der Akademie der bildenden Künste. Die Gasse hieß vorher Dr. Julius-Ofner-Gasse; siehe die Ofnergasse im 2. Bezirk.

## P

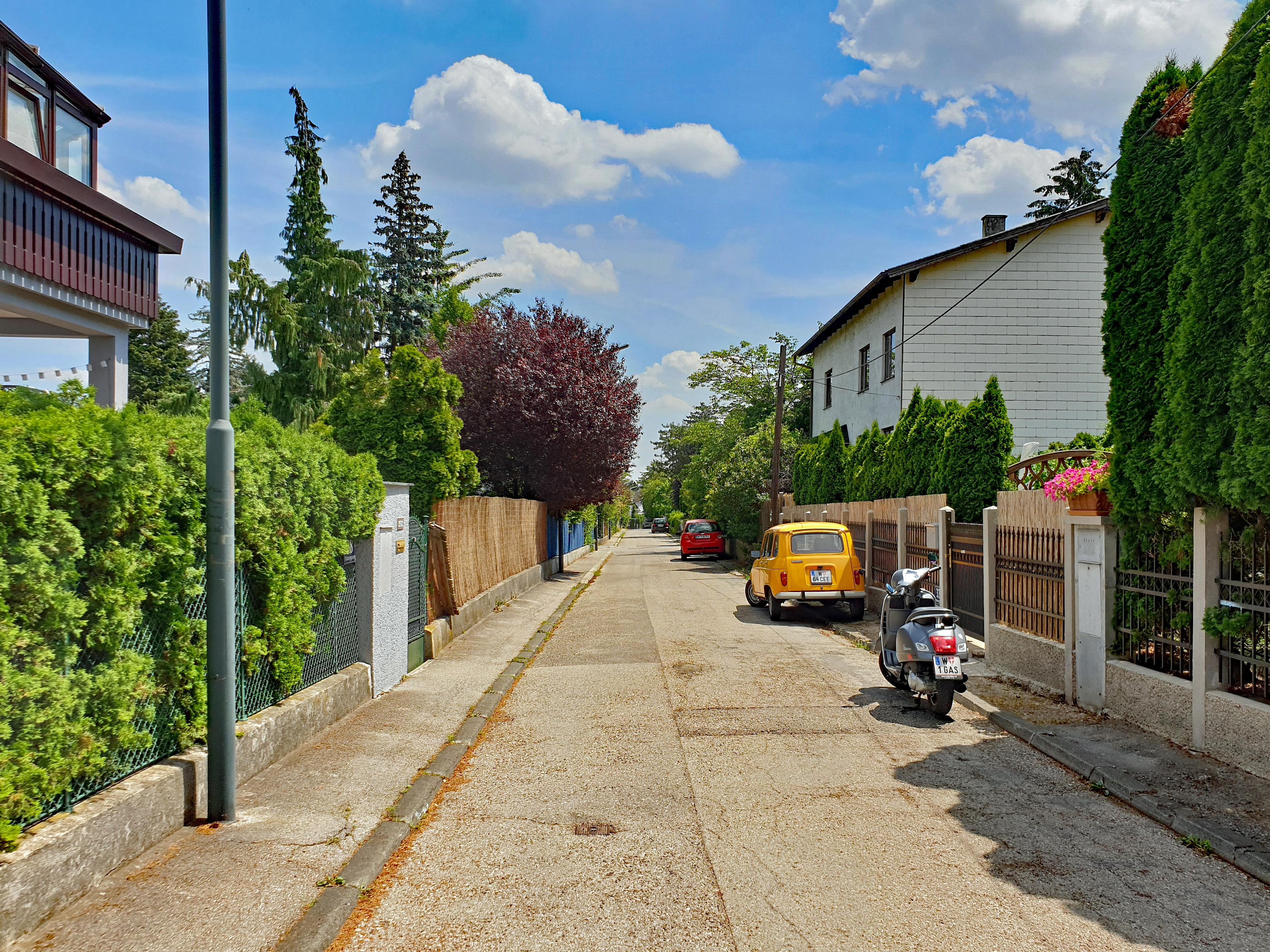
Palmaygasse

- Pacassistraße (Lainz, Speising), 1922 benannt nach dem Architekten Nikolaus Pacassi (1716–1790), Leiter des Hofbauamtes (ab 1753). Unter seiner Leitung erfolgten u. a. der Generalumbau von Schloss Schönbrunn (1743–1749), der Umbau der Favorita zum Theresianum (1753), die Neugestaltung des Redoutensaales der Hofburg und die Instandsetzung der Hofbibliothek (1760). Gasse auf dem West- und Südwesthang des Küniglbergs.
- Pallenbergstraße (Auhof; Siedlung Friedensstadt), 1955 benannt nach dem Schauspieler Max Pallenberg (1877–1934); er war einer der bedeutendsten Charakterkomiker seiner Zeit[44] und trat häufig unter der Regie von Max Reinhardt auf. Er spielte u. a. am Theater in der Josefstadt (ab 1904), am Theater an der Wien (ab 1908), am Deutschen Theater in Berlin (ab 1914) und bei den Salzburger Festspielen. Die Straße hieß davor Alleestraße.
- Palmaygasse (Auhof; Siedlung Auhofer Trennstück), 1955 benannt nach der ungarischen Schauspielerin und Sängerin Ilka Pálmay (eigentlich Ilona Petráss, 1859–1945);[45] sie war eine sehr populäre Soubrette und wirkte vor allem in Budapest, sie sang aber auch mit großem Erfolg am Theater an der Wien. Die Gasse hieß 1927–1955 Schillergasse.
- Paoliweg (Speising), 1930 benannt nach der Lyrikerin, Novellistin, Journalistin und Übersetzerin Betty Paoli (eigentlich Barbara Elise Glück, 1814–1894); sie arbeitete als Journalistin für die Tageszeitungen Pester Lloyd (Budapest) und Die Presse (Wien), verfasste Theater-, Buch- und Ausstellungskritiken und war als Übersetzerin französischer Salonstücke für das Burgtheater tätig. Weiters wurde sie mit einfühlsamen Gedichten und kritischen Aufsätzen zu einer wichtigen Figur der frühen Frauenbewegung. Paoli veröffentlichte auch mehrere Novellen und war eine begabte Essayistin. Der Weg in der Siedlung Hermeswiese hieß 1938–1945 Justus-Möser-Weg.
- Paul-Hörbiger-Weg (Ober-St.-Veit), 2009 benannt nach Paul Hörbiger (1894–1981); in den 1930er Jahren wurde er mit Tonfilmen zu einem der populärsten deutschsprachigen Schauspieler. In seinen Rollen verkörperte er den Typus des herzensgütigen Menschen mit viel Lebenslust, in Hans Moser fand er einen kongenialen Partner. Nach seinem Vater, dem Ingenieur Hanns Hörbiger, ist die Johann-Hörbiger-Gasse im 23. Bezirk benannt. Weg in der Siedlung „Hochwiese“ nördlich des Hörndlwaldes.
- Peschkaweg (Speising), 1993 benannt nach dem Maler Anton Peschka (1885–1940); er schuf vor allem Akte und Landschaften. Sein Werk ist stark von Egon Schiele geprägt, mit dessen Schwester Gertrude er verheiratet war. Peschka stellte 1910 und 1919 im Wiener Künstlerhaus aus und war von 1922 bis 1935 Mitglied des Hagenbundes. Der Weg verläuft neben und hinter der Liegeweise des Hietzinger Bades an der Atzgersdorfer Straße.
- Pfeiffenbergergasse (Hacking), 1894 benannt nach Michael Pfeiffenberger (1831–1892), dem letzten Bürgermeister von Hacking vor dessen Eingemeindung nach Wien 1892. Die Gasse hieß davor Bäckergasse.
- Pflieglergasse (Ober-St.-Veit), 1975 benannt nach dem Theologen Michael Pfliegler (1891–1972), Professor für Moral- und Pastoraltheologie an der Universität Wien. Gemeinsam mit Karl Rudolf war er Gründer und geistiger Führer der katholischen Jugendbewegung „Neuland“. Pfliegler bemühte sich auch um die Annäherung von Kirche und Sozialismus.
- Pia-Maria-Plechl-Weg (Ober-St.-Veit), 2002 benannt nach der Journalistin und Schriftstellerin Pia Maria Plechl (1933–1995), Redakteurin der Tageszeitung „Die Presse“ (ab 1961), von 1982 bis zu ihrem Tod stellvertretende Chefredakteurin. Sie schrieb zahlreiche Bücher, die oft kirchliche Themen zum Inhalt hatten. Der Weg befindet sich nahe dem St. Veiter Tor des Lainzer Tiergartens.
- Possannergasse (Ober-St.-Veit), 1960 benannt nach der Ärztin Gabriele Possanner (1860–1940); nach langen Kämpfen war sie die erste Frau, die an einer österreichischen Universität promovieren durfte (1897). Im gleichen Jahr eröffnete sie eine Praxis als praktische Ärztin. Ab 1902 arbeitete sie am Kronprinzessin Stephanie-Spital in Ottakring; zu der Zeit war sie die einzige Ärztin an einer k.k. Krankenanstalt. Der Gabriele-Possanner-Park im 9. Bezirk, Alsergrund, wo sie Jahrzehnte lang ihre Ordination hatte, ist ebenfalls nach ihr benannt.
- Prehausergasse (Ober-St.-Veit), 1912 benannt nach dem Volksschauspieler Gottfried Prehauser (1699–1769). Er war zunächst als fahrender Komödiant unterwegs. 1725 kam er ans Kärntnertortheater in Wien, wo er als „Neuer Wienerischer Hanswurst“ Josef Anton Stranitzky ablöste und nach dessen Tod die Führung der Teutschen Comödianten übernahm. Siehe auch die Stranitzkygasse im 12. Bezirk. Prehauser schrieb auch Lokalstücke und Lokalpossen in der Art des Alt-Wiener Volkstheaters. Die Gasse besteht aus drei nicht zusammenhängenden Teilen; sie ist bei der Matrasgasse sowie zwischen Ghelengasse und Veitingergasse unterbrochen.
- Preindlgasse (Ober-St.-Veit), 1894 benannt nach dem Organisten und Komponisten Joseph Preindl (1756–1823), Organist in den Kirchen Maria am Gestade (1775), Peterskirche (1793), Michaelerkirche (1797) und Domkapellmeister am Stephansdom (1809). Als Komponist schuf er vor allem qualitätvolle Kirchenmusik wie Messen, Requien, Motetten und Kirchenarien. Die Gasse hieß vorher Mühlbachgasse, weil hier ein vom Wienfluss gespeister Mühlbach floss.
- Preleuthnersteig (Speising), 1928 benannt nach dem Bildhauer Johann Preleuthner (1807–1897); er stattete zahlreiche Gebäude der Ringstraßen-Ära mit Plastiken und Reliefs aus. Zu seinen Werken gehören auch die lebensgroßen Porträtstatuen von Andreas Hofer und Feldmarschall Johann Graf Pálffy für die Feldherrenhalle des k.u.k. Waffenmuseums (1869 und 1873). Der Steig verläuft auf dem Südhang des Küniglbergs.
- Premreinergasse (Ober-St.-Veit), 1895 benannt nach Michael Premreiner († 1879), dem letzten Ortsrichter der bis 1848 / 1849 aktiven Grundherrschaft und ersten Bürgermeister der 1850 gegründeten Gemeinde St. Veit an der Wien, die bis 1867 / 1870 bestand und sich dann in Ober-St.-Veit und Unter-St.-Veit spaltete.
- Preyergasse (Speising), 1912 benannt nach dem Komponisten und Dirigenten Gottfried von Preyer (1807–1901), Direktor des Konservatoriums der Gesellschaft der Musikfreunde in Wien und Domkapellmeister von St. Stephan. Er verfasste über 600 Kompositionen von geistlichen und weltlichen Musikstücken: vier Requien, fünf Te Deums, etwa 25 Messen, sowie Hymnen und Responsorien, Orgelwerke, Symphonien, Streichquartette und Lieder. Die Gasse wurde bis 1912 mit der Hofwiesengasse (siehe dort) für die Straßenbahn angelegt, um dieser die Niveaukreuzung mit der Verbindungsbahn zu ersparen. Westlich neben der Gasse befindet sich die S-Bahn-Station Speising.
- Pröllgasse (Hacking), 1894 benannt nach Martin Pröll (1792–1863), Ortsrichter von Hacking (um 1840). Die Gasse hieß vorher – Bezug nehmend auf die Aulandschaft am unregulierten Wienfluss – Augasse.
- Promenade (Hacking), benannt (vor 1898, Datum unbekannt) nach ihrer Lage als Weg am rechten Wien-Ufer. Eine „Promenade“ (von franz. promener ~ spazieren) ist der Begriff für einen Spaziergang, oder einen für Spaziergänger ausgebauten Weg. Die Promenade verläuft als Fußweg parallel zur Wientalstraße bzw. zum Hackinger Kai. Sie ist vermutlich in Zusammenhang mit der 1895–1899 vorgenommenen Wienflussregulierung entstanden.
- Promenadeweg (Ober-St.-Veit), Benennungsdatum unbekannt. Der Weg verläuft direkt außerhalb der Mauer des Lainzer Tiergartens am Rand der Siedlung um die Wlassakstraße (maximale Ausdehnung: vom Hanschweg (St. Veiter Tor des Tiergartens) bis zur Joseph-Lister-Gasse, Zufahrt zum Hörndlwald). Offiziell benannte Promenadewege bestehen im 17. und im 23. Bezirk.
- Puntigamgasse (Speising), 1936 benannt nach dem Jesuiten, Jugendseelsorger und Schriftsteller Anton Puntigam (1859–1926); er gründete den Eucharistischen Völkerbund und gab die gleichnamige Zeitschrift heraus. 1914 war er Jugendseelsorger in Sarajevo; nach dem Attentat auf den Thronfolger Franz Ferdinand spendete er diesem im Rathaus von Sarajevo die letzte Ölung. Er nahm die Tatwaffe an sich und plante, ein Franz-Ferdinand-Museum zu gründen, zu dem es aber nicht kam.
- Püttlingengasse (Lainz), 1912 benannt nach dem Komponisten Freiherr Johann Vesque von Püttlingen (1803–1883); er gilt als der bedeutendste österreichische Liedschöpfer zwischen Schubert und Brahms. Sein Hauptwerk ist die 1851 erschienene „Heimkehr“ – der wohl umfangreichste Liederzyklus der Musikgeschichte –, bei dem es sich um eine vollständige Vertonung der 88 Nummern umfassenden gleichnamigen Gedichtsammlung von Heinrich Heine handelt.

## R

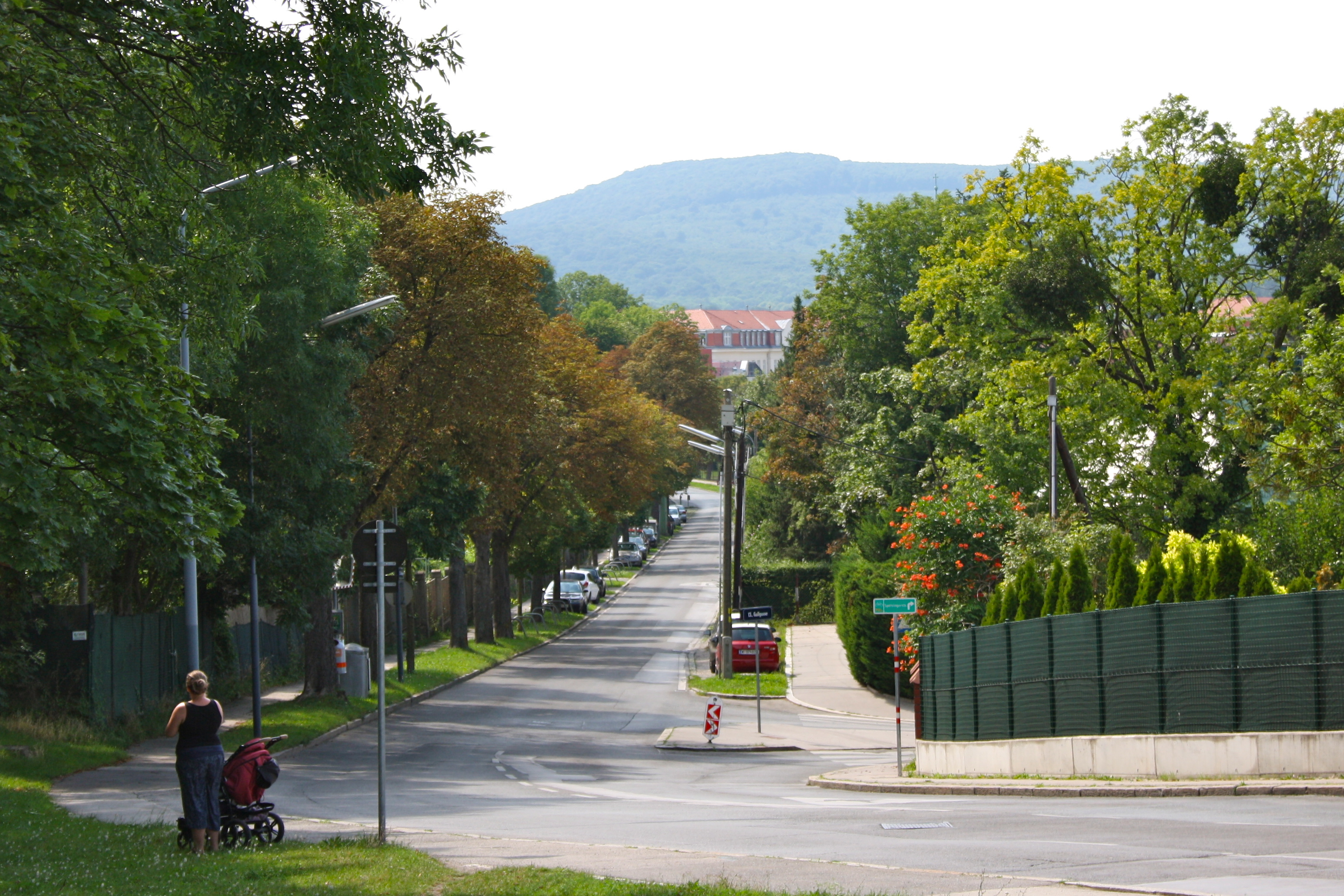
Riedelgasse

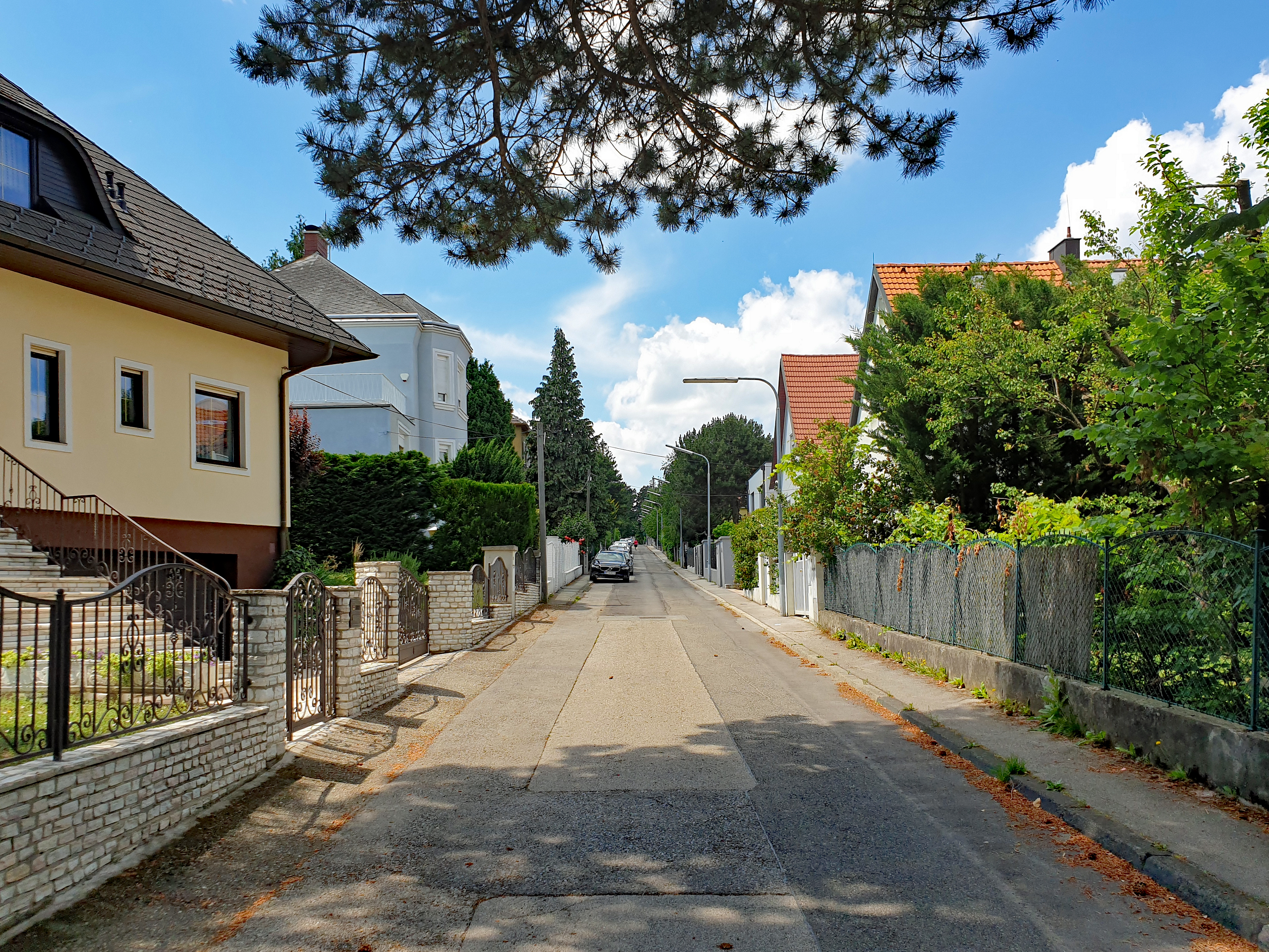
Rohrergasse

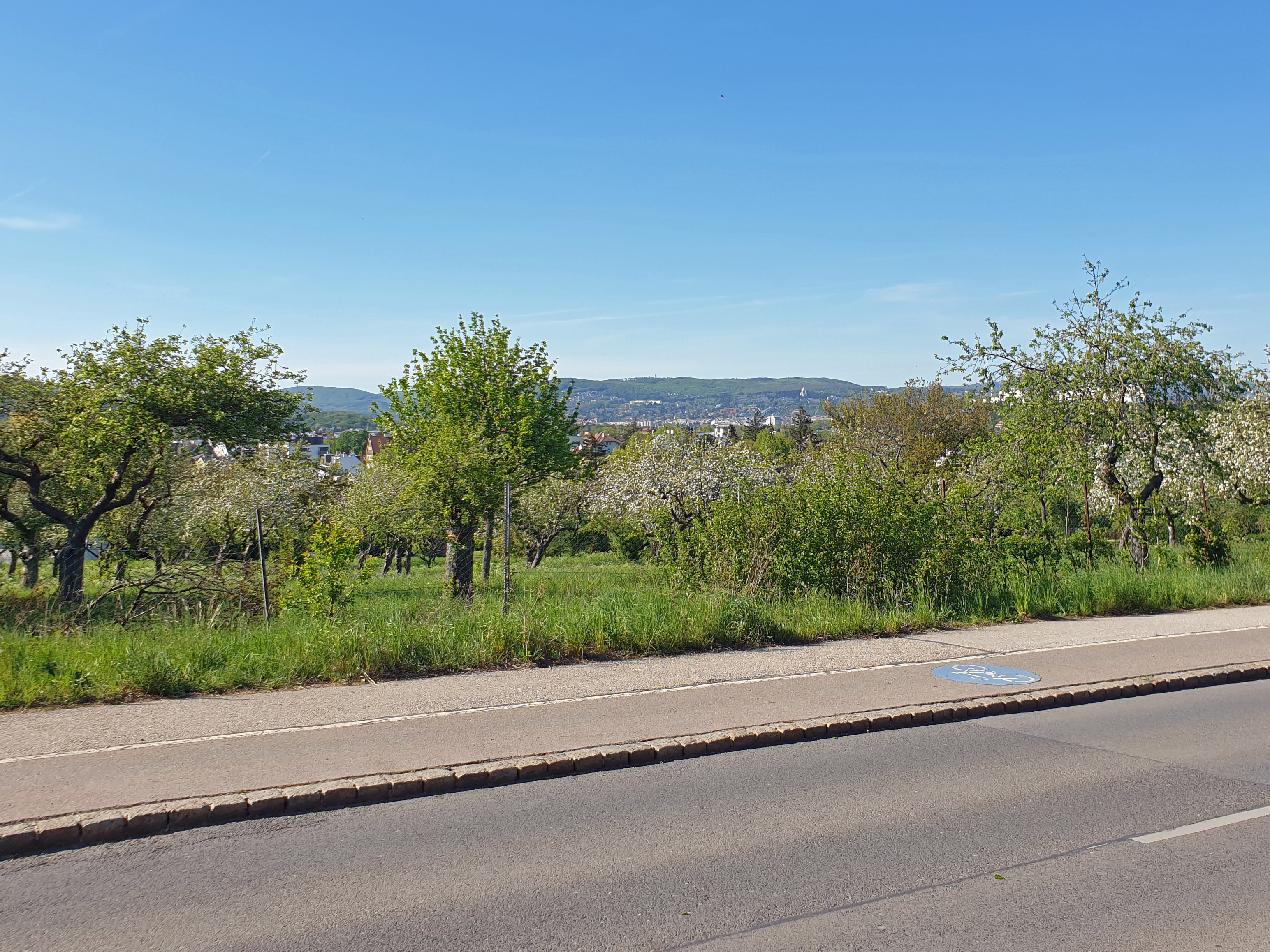
Rosenhügelstraße

- Ranzenhofergasse (Lainz), 1931 benannt nach dem Maler und Grafiker Emil Ranzenhofer (1864–1930); er war ein beliebter Künstler am Ende des 19. Jahrhunderts und wurde vor allem durch Buchillustrationen und Plakate bekannt. Während des Ersten Weltkriegs arbeitete er im k.u.k. Kriegspressequartier und schuf propagandistische Darstellungen des Militärs und des Kriegsgeschehens.[46] Die Gasse in der Siedlung Lockerwiese hieß 1938–1947 Hüsinggasse.
- Raschgasse (Hacking), 1894 benannt nach dem Kleriker, Schriftsteller, Organist, Mathematiker und Buchhändler Johann Rasch (um 1540–1615); er verfasste viele kulturgeschichtliche, historische und genealogische Werke. Als herausragendes Werk kann das erste deutschsprachige Fachbuch über Wein gelten: Von Baw, Pfleg und Brauch des Weins (1580–1582). Es entwickelte sich zu einem Klassiker der Weinliteratur. Die Gasse am Fuß von Nikolaiberg und Hagenberg hieß davor Bergstraße.
- Ratmannsdorfgasse (Lainz), 1901 benannt nach der Familie Ratmannsdorf (Lebensdaten unbekannt); 1527 erhielt Ladislaus von Ratmannsdorf die Herrschaft Lainz als Lehen. In den folgenden Jahren sind die Brüder Otto und Alban von Ratmannsdorf als Besitzer bezeugt.[47][48] Die Ratmannsdorf sind in Weiz, Steiermark, seit dem 12. Jahrhundert nachgewiesen.[49] 1622 ging Lainz in den Besitz der Gräfin Anna Maria von Ratmannsdorf über; sie heiratete in die Familie Saurau ein, die damit die Herrschaft Lainz übernahm; siehe die Sauraugasse.
- Reischergasse (Ober-St.-Veit), 1960 benannt nach dem Schuldirektor Anton Reischer (1860–1950), Fürsorgerat (1899–1920) und Bezirksrat (1909–1920) in Unter-St.-Veit und Ober-St.-Veit. Er kümmerte sich vor allem um das Feuerwehr- und Rettungswesen. Die Gasse befindet sich am Nordhang des Hörndlwalds.
- Riedelgasse (Speising), 1911 benannt nach dem Psychiater Josef Gottfried von Riedel (1803–1870), Direktor der Wiener Irrenanstalt (ab 1851); er war ein bedeutender Erneuerer der Psychiatrie im Österreich. Riedel bekämpfte die zu seiner Zeit üblichen Zwangsmaßnahmen am Patienten und trat für gezielte Förderung und Beschäftigung der Geisteskranken ein. Südlich der Gasse erstreckt sich das Areal der Rothschild’schen Stiftung für Nervenkranke, die ihren Betrieb in neu errichteten Gebäuden 1912 aufnahm. Das Areal war der Gemeinde Mauer bei Wien 1908 abgekauft und nach Wien eingemeindet worden; zuvor verlief die Stadtgrenze seit 1892 an der Gasse.
- Rohrbacherstraße (Ober-St.-Veit), 1894 benannt nach dem Unternehmer Josef Rohrbacher (1817–1883), Wagenfabrikant. Er baute Postwagen und Wagen für die Wiener Pferdetramway sowie Trainfahrzeuge, Sanitätsfahrzeuge und Festungsfeldbahnen für das Militär. Die Rohrbachersche Wagenfabrik befand sich bei der Kreuzung Rohrbacherstraße / Hietzinger Hauptstraße / Schrutkagasse an deren südwestlicher Ecke und hatte Gleisanschluss an die 1887 eröffnete Strecke der Dampftramway-Gesellschaft vormals Krauss & Comp. in der Hietzinger Hauptstraße, ab 1908 an die Straßenbahnlinie (1)58. Die Straße hieß früher Kreuzstraße. Bei ihrem nördlichen Ende an der Auhofstraße befinden sich Streckerplatz und -park.
- Rohrergasse (Auhof; Siedlung im ehemaligen Lainzer Tiergarten), 1933 benannt nach dem Weinhauer Johann Rohrer (1649–1727), Ortsrichter und Bergmeister in Mauer; die Familie Rohrer ist die älteste in Mauer nachgewiesene.
- Rosenhügelstraße (Speising), 1905 benannt nach dem 258 m hohen Rosenhügel, auf den sie führt; er gehört zum nordöstlichen Hügelland des Wienerwalds und ist damit Teil der Nördlichen Kalkalpen. Der Rosenhügel hat seinen Namen von ausgedehnten Rosenkulturen, die sich früher an dieser Stelle befanden. Siehe auch Am Rosenhügel (Bezirksgrenze 12 / 13). In Hetzendorf im östlich angrenzenden 12. Bezirk, wo sich die nordöstliche Hälfte der Straße befindet, war sie schon 1898 auf dem Stadtplan zu finden. In ihrem Abschnitt im 13. Bezirk führt die Straße am Wiener Endpunkt der I. Wiener Hochquellenwasserleitung, dem Reservoir Rosenhügel, entlang. Der südwestlichste Teil der Straße gehört zum 23. Bezirk.
- Rossinigasse (Ober-St.-Veit), 1942 benannt nach dem italienischen Komponisten Gioachino Rossini (1792–1868); er gilt als einer der bedeutendsten Opernkomponisten des Belcanto. Seine Opern Der Barbier von Sevilla und La Cenerentola (Aschenputtel) gehören zum weltweiten Standardrepertoire der Opernhäuser.
- Rotenberggasse (Lainz), 1894 benannt nach dem 262 m hohen Hügel Roter Berg, zu dem sie führt. Der Rote Berg wurde urkundlich erstmals 1819 genannt. Seinen Namen erhielt der Berg durch die rote Erde, die einen hohen Anteil an Eisenoxid aufweist. Der Name des Roten Bergs ist relativ jung und umfasst großteils die alten Rieden Sommerhagenau und Mitterhagenau. Die Gasse hieß davor Gärtnergasse.
- Rußpekgasse (Hacking), 1894 benannt nach den Herren von Rußpek (auch Rußbach, Lebensdaten unbekannt), die von ca. 1260 bis 1360 Besitzer der Herrschaft Hacking waren. Die Gasse hieß davor, Bezug nehmend auf eine Brücke über den Wienfluss zum Bahnhof Hütteldorf-Hacking, Brückengasse.
- Russweg (Speising), 1927 benannt nach dem Maler Karl Russ (1779–1843) und seinem Sohn Leander Russ (1809 bis 1864), ebenfalls Maler. Karl Russ war ab 1810 Kammermaler Erzherzog Johanns und begleitete ihn bei seinen Wanderungen durch die Steiermark. Johann beauftragte ihn, die Kleidung der einfachen Menschen auf dem Land in einer Aquarellserie festzuhalten. Ab 1818 war er Kustos der k.k. Gemäldegalerie im Schloss Belvedere. Leander Russ war ein Maler des Wiener Vormärzes und schuf vor allem Porträts, Genre- und Historienbilder. Seine bevorzugte Technik war das Aquarell. Sehr beliebt waren seine Guckkastenbilder, die Darstellungen aus dem Volksleben Wiens der damaligen Zeit, aber auch Szenen aus dem Orient darstellten.

## S
- Sankt …: siehe St.

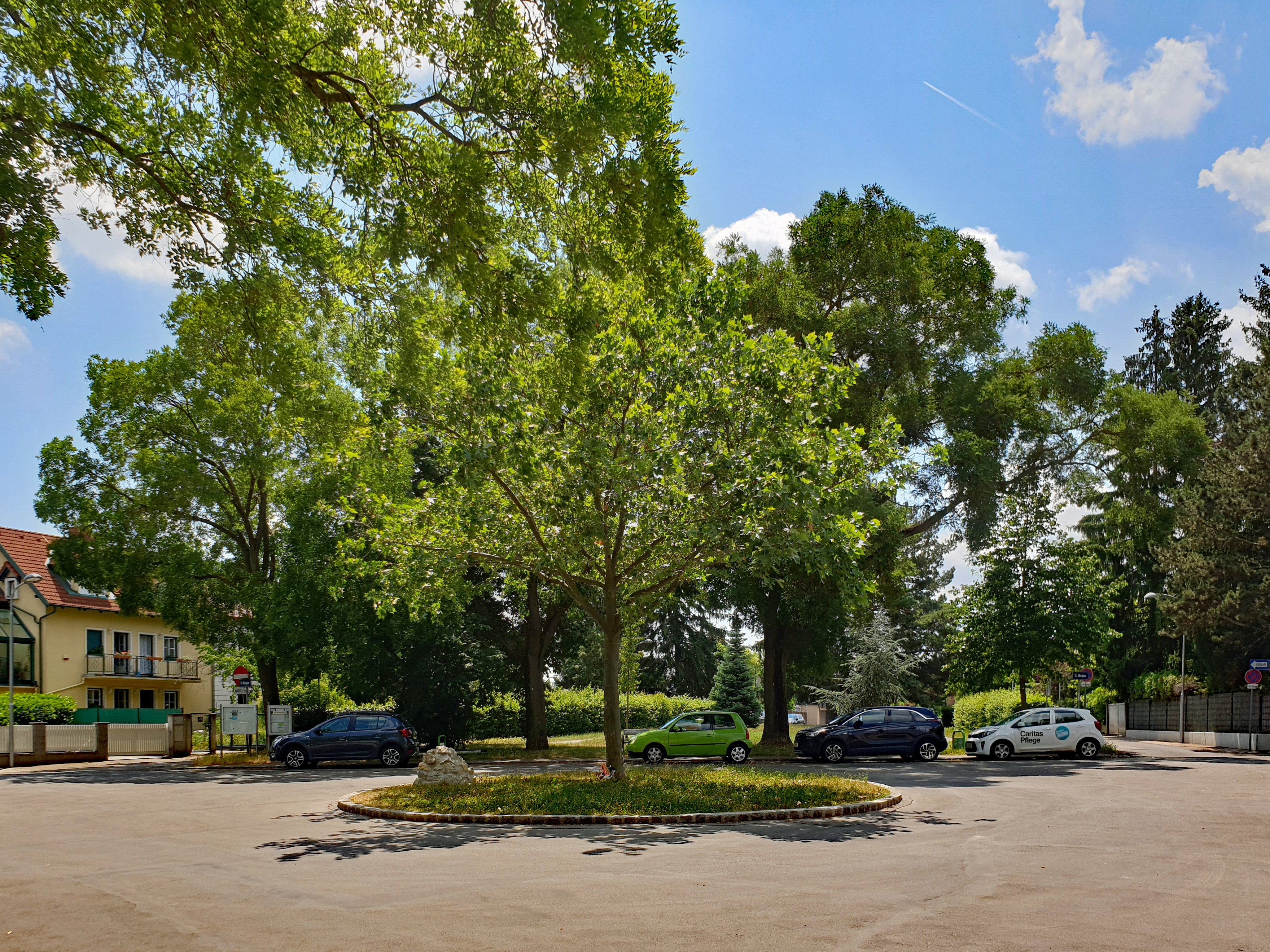
Sillerplatz

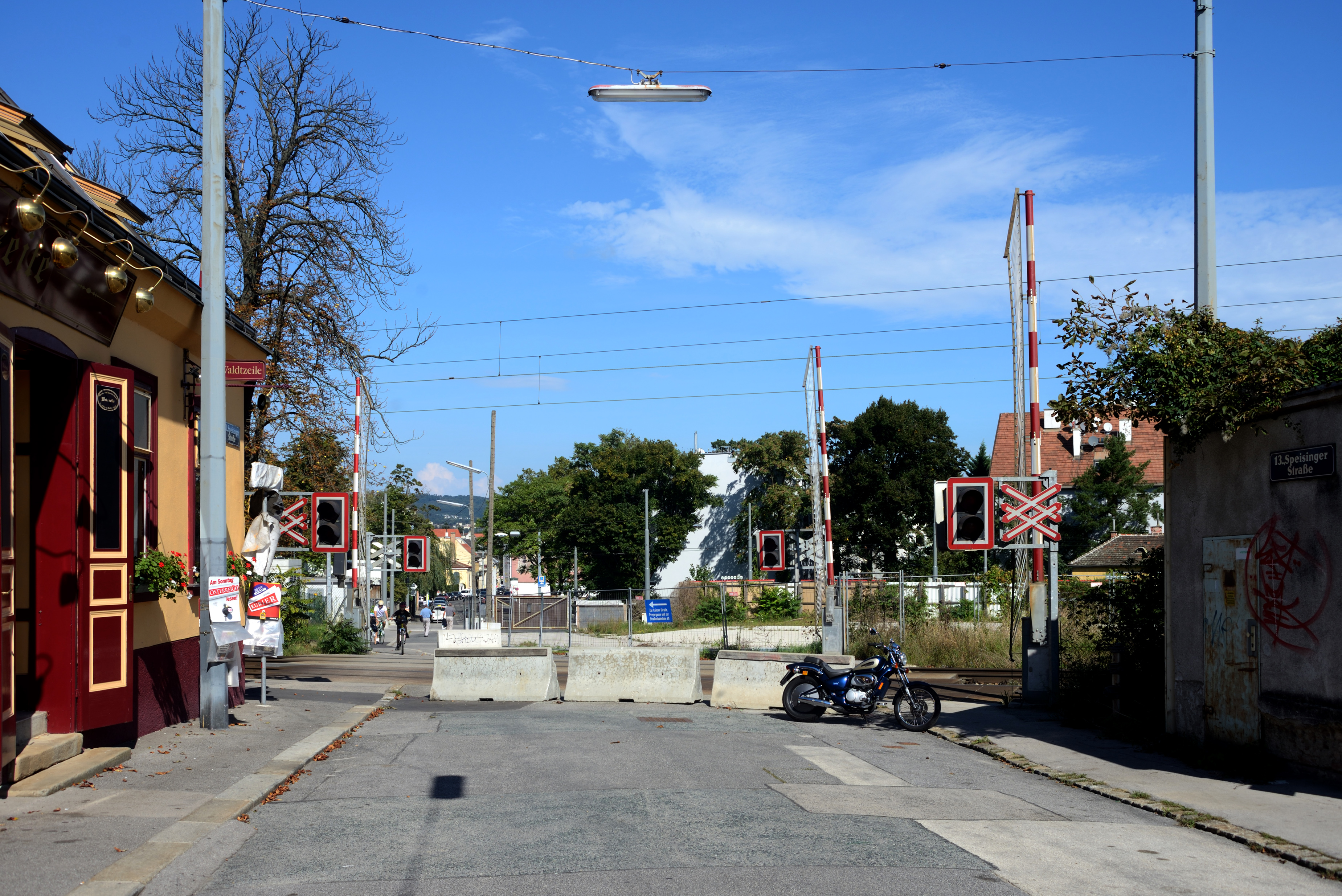
Speisinger Straße

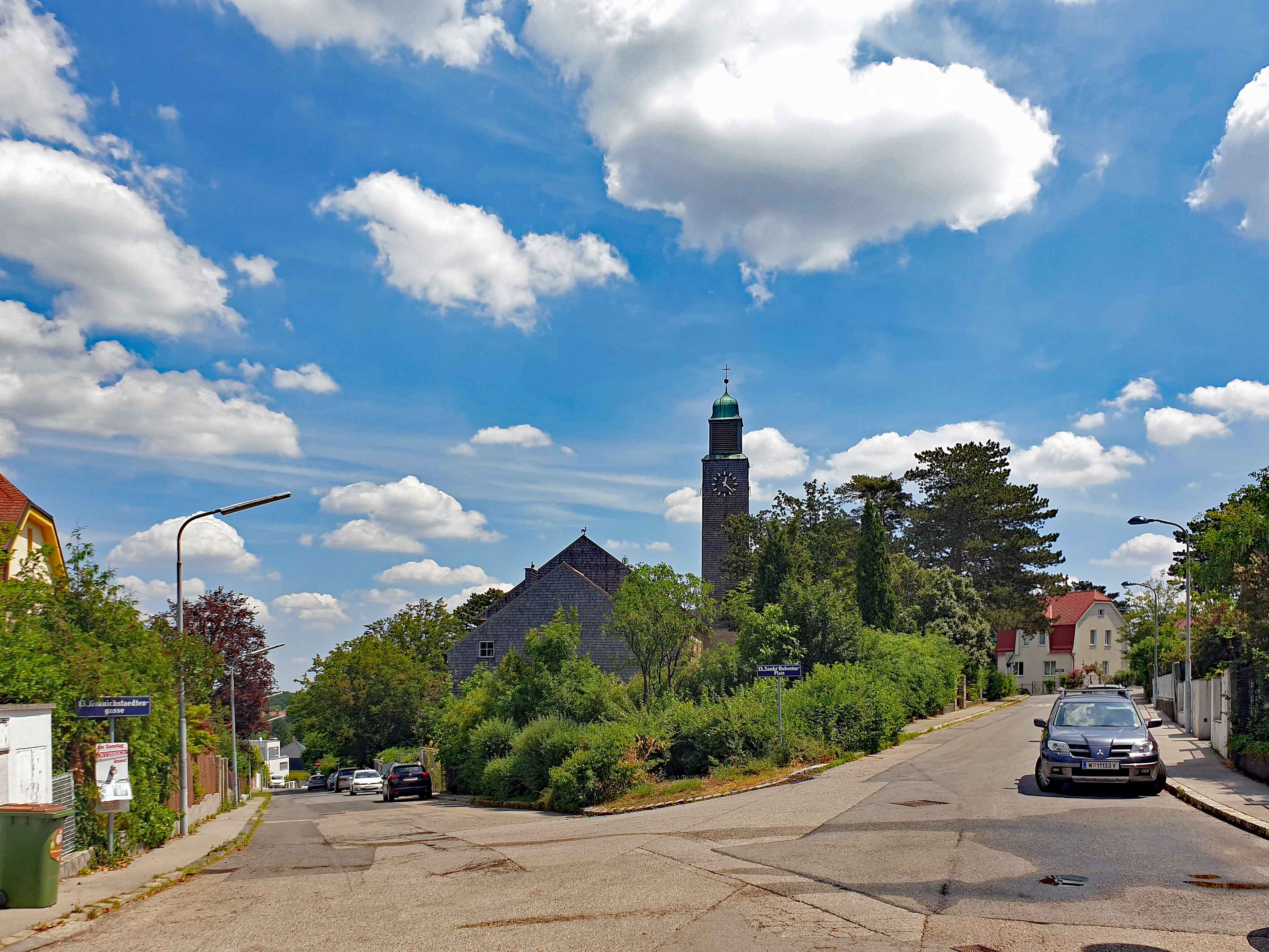
St.-Hubertus-Platz

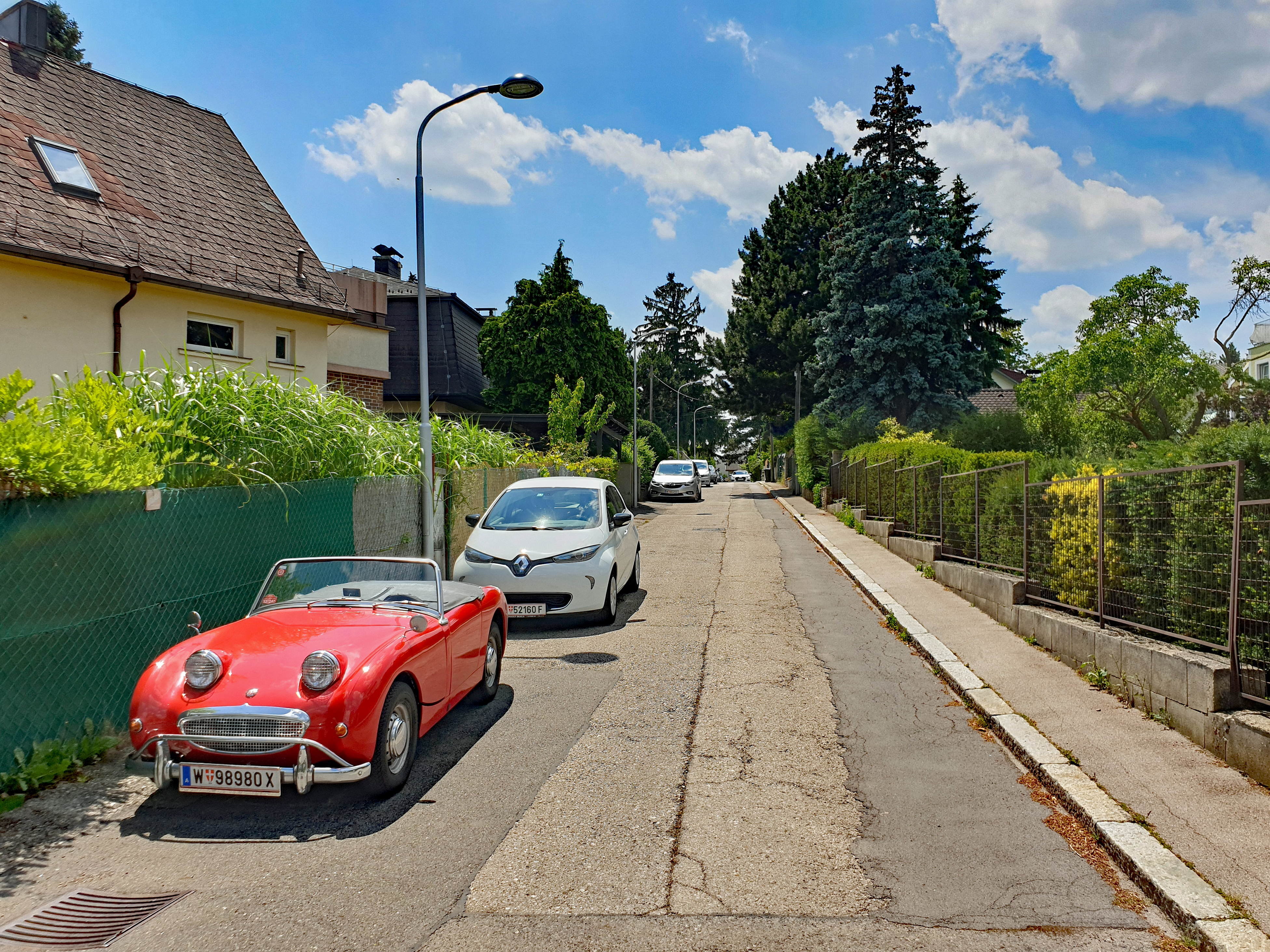
Streitmanngasse

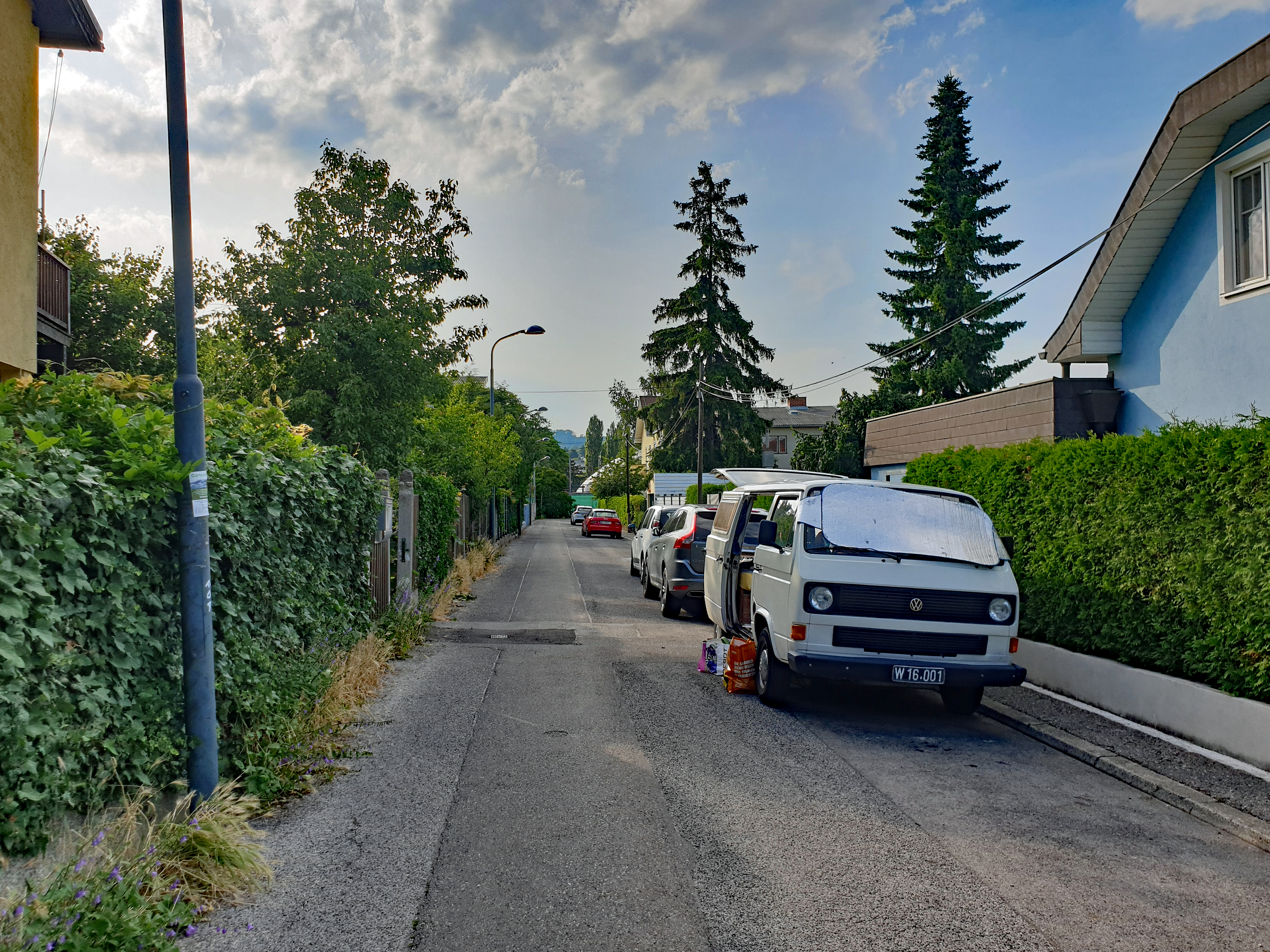
Swobodagasse

- Satgasse (Auhof), 1929 benannt nach der Siedlung Auhofer Trennstück (SAT); sie befindet sich auf einem 38 ha großen Gebiet der Katastralgemeinde Auhof, das früher Teil des Lainzer Tiergartens war. 1921 entstand aus der Kolonie Siller die Siedlergenossenschaft Auhofer Trennstück (SAT). Die Selbstversorger-Siedler errichteten viele Häuser ohne Baubewilligung; 1928 wurden die illegal errichteten Häuser de facto legalisiert. 1938 wurde die SAT (gemeinsam mit Mauer) zu Groß-Wien eingemeindet, wobei sie zum 13. Bezirk gelangte.
- Saulackenweg (Auhof; Friedensstadt), benannt (nach 1942, vor 1956) nach den Saulacken, sumpfigen Stellen im Lainzer Tiergarten. Mit „Sau“ sind die im Tiergarten reichlich vorhandenen Wildschweine gemeint.
- Sauraugasse (Lainz), 1893 benannt nach Familie Saurau, im 17. Jh. Besitzerin der Herrschaft Lainz. Gräfin (seit 1638) Anna Maria von Saurau († nach 1650[50]) entstammte der Familie Ratmannsdorf (siehe die Ratmannsdorfgasse), die die Herrschaft zuvor als Lehen des Landesherrn besaß, und war selbst seit 1622 Lehensinhaberin. Sie übergab 1637 an ihren Sohn Christoph Alban von Saurau, Erblandmarschall der Steiermark, der das Lehen spätestens 1647 einbüßte, weil er die Rekatholisierung des Landes durch Ferdinand III. nicht mitmachte. 1652 verkaufte der Kaiser die Herrschaft als nunmehr freies Eigentum an Johann Mathias Prückelmayer Freiherrn von Goldegg;[51] siehe auch die Prückelmayrgasse im 23. Bezirk. Laut Czeike,[52] der keine Quellen anführt, bezieht sich die Benennung auf Franz Josef Graf Saurau, einen der wichtigsten Berater von Kaiser Franz I./II., angeblich Auftraggeber Joseph Haydns für die Komposition der österreichischen Kaiserhymne.
- Schirnböckgasse (Lainz), 1930 benannt nach dem Maler und Kupferstecher Ferdinand Schirnböck (1859–1930); er arbeitete ab 1892 für die Österreichisch-Ungarische Bank und die k.k. Hof- und Staatsdruckerei. Nach Entwürfen von Koloman Moser fertigte er die Stiche für mehrere Briefmarkenserien an, die ihn unter Experten international bekannt machten. Die Briefmarkenserie zum 60-Jahre-Thronjubiläum von Kaiser Franz Joseph I. (1908), die dem Jugendstil nahesteht, beeinflusste die Porträtdarstellung auf Briefmarken. Die neue Gasse in der 1928–1932 erbauten Siedlung Lockerwiese wurde noch zu Lebzeiten Schirnböcks am 2. April 1930 benannt, gleichzeitig mit den ebenfalls neuen Siedlungswegen Egon-Schiele-Gasse, Seelosgasse und Zewygasse (seit 1938 Spitzweggasse); alle befinden sich im Alt-Lainz nächstgelegenen Teil der Siedlung.
- Schlägergasse (Auhof; Siedlung im ehemaligen Lainzer Tiergarten), 1933 benannt nach der Opernsängerin Antonie Schläger (eigentlich Antonie Lautenschläger, verh. Freiin Theumer, 1859–1910); sie war von 1883 bis 1896 Mitglied der k.k. Hofoper und sang dort in zahlreichen Hauptrollen; ihr Schwerpunkt lag auf Werken Meyerbeers, Giuseppe Verdis und Richard Wagners. Insgesamt wirkte sie in rund 40 Opern mit. Die Lautenschlägergasse im 11. Bezirk ist seit 1954 ebenfalls nach ihr benannt.
- Schlehenweg (Ober-St.-Veit), 1967 benannt nach der Strauchart Schlehdorn aus der Gattung Prunus, der zur Tribus der Steinobstgewächse (Amygdaleae) innerhalb der Familie der Rosengewächse (Rosaceae) gehört. Kurze Sackgasse am Südhang des Roten Berges.
- Schließmanngasse (Hietzing), 1923 benannt nach dem Zeichner Hans Schließmann (1852–1920); er war beliebter Zeichner und Karikaturist des Wiener Volkslebens. Seine bevorzugten Typen waren Musiker, Sportler und Soldaten. Neben seinen Arbeiten für Zeitschriften stellte er im  Wien und Niederösterreich betreffenden Band 1 des so genannten Kronprinzenwerks Die österreichisch-ungarische Monarchie in Wort und Bild (Wien 1886) das Wiener Volksleben dar.
- Schlossberggasse (Hacking, bis 1999 amtlich: Schloßberggasse), 1887 benannt; Weg zu dem auf einer Anhöhe liegenden Hackinger Schlösschen, das Anfang des 18. Jahrhunderts errichtet und 1955 demoliert wurde. Die Gasse hieß davor Schloßgasse
- Schluckergasse (Rosenberg), 1971 benannt nach dem Baumeister Philipp Schlucker (1748–1820); er baute 1782–1787 die etwa 22 Kilometer lange Mauer um den Lainzer Tiergarten zu einem Sechstel des Preises der Konkurrenz aus der Stadt Wien. Einer volkstümlichen Legende zufolge soll er dabei verarmt sein, was Anlass zur Redewendung „Armer Schlucker“ gegeben haben soll. Dies trifft jedoch nicht zu; Schlucker war weiterhin erfolgreich als Baumeister tätig.
- Schmardagasse (Speising), 1936 benannt nach dem Zoologen und Forschungsreisenden Ludwig Karl Schmarda (1819–1908); er machte 1853–1857 eine ausgedehnte Forschungsweltreise nach Afrika, Asien, Australien und Amerika und war dann als Universitätsprofessor in Wien tätig (1861–1883). Mehrere weitere Reisen dienten vor allem der Prüfung wirtschaftlicher Aspekte der Austernzucht und Seefischerei und führten ihn an die Küsten der Adria, Frankreichs, Spaniens, Afrikas und bis Ceylon im Indischen Ozean.
- Schönbachstraße (Speising), 1932 benannt nach dem Germanisten und Literaturwissenschaftler Anton Emanuel Schönbach (1848–1911), Professor an der Universität Graz (1873–1921). Er baute das erste Seminar für deutsche Philologie in der österreichisch-ungarischen Monarchie auf und erwarb mit diesem international hohe Anerkennung. Schönbach widmete sich vor allem der mittelalterlichen Literatur und der christlichen Kulturgeschichte. Die Gasse verläuft parallel zur Verbindungsbahn und unterquert die Stranzenbergbrücke, die über den Frachtenbahnhof Maxing führt.
- Schönbrunner Schlossstraße (Schönbrunn, bis 1999 amtlich: Schönbrunner Schloßstraße), 1885 benannt nach dem Schloss Schönbrunn. Sein Name geht auf einen Kaiser Matthias zugeschriebenen Ausspruch zurück, der hier auf der Jagd einen artesischen Brunnen „entdeckt“ und ausgerufen haben soll: Welch' schöner Brunn. Das Schloss wurde 1696–1701 errichtet und 1743–1749 von Nikolaus Pacassi umgestaltet; siehe Pacassistraße. Die Straße hieß vorher Schönbrunner Straße. Sie führt nord- bzw. wienflussseitig, von der Kennedybrücke bzw. der Hietzinger Hauptstraße ausgehend, am gesamten Schlossareal entlang und setzt sich ostwärts jenseits der Grünbergstraße im 12. Bezirk fort. Die Straße ist Teil der Westeinfahrt Wiens (B1). Bei der Schlossbrücke befindet sich der Haupteingang zu Schloss und Park.
- Schrefelplatz (Auhof, Siedlung im ehemaligen Lainzer Tiergarten), 2011 benannt nach dem Geistlichen Anton Schrefel (1882–1945); er war 1929–1945 Pfarrer der Lainzer Pfarrkirche (heute Syrisch-orthodoxe Kirche St. Ephrem) und initiierte einen Kirchenbau in den durch die Abtrennung vom Lainzer Tiergarten entstandenen neuen Siedlungen, da diese weit von der Lainzer Kirche entfernt waren. 1935 wurde die Pfarrkirche St. Hubertus und Christophorus (siehe St.-Hubertus-Platz) geweiht.[53] Der adressenlose Platz befindet sich beim Zusammentreffen von Heimschollegasse und Modl-Toman-Gasse in unmittelbarer Nähe der Tiergartenmauer.
- Schrutkagasse (Ober-St.-Veit), 1925 benannt nach dem Juristen Emil Schrutka von Rechtenstamm (1852–1918), Professor für Zivilrecht an der Universität Wien (1885–1918), Rektor (1900 / 1901), Mitglied des Niederösterreichischen Landtages (1899 / 1900). Von seinen zahlreichen wissenschaftlichen Publikationen wurde vor allem der Grundriss des Civilprocessrechts (1909) populär.[54] Die Gasse hieß davor Windmühlgasse wie eine im 6. Bezirk bis heute benannte Gasse.
- Schweizertalstraße (Ober-St.-Veit), 1894 benannt nach einigen Villen, die hier in Schweizer Stil erbaut wurden. Die Gasse, die vom Ober-St.-Veiter Ortskern südwestwärts bergauf Richtung Lainzer Tiergarten führt, hieß vorher 1873–1894 Schweizertal, ein Teil hieß Neustiftgasse.
- Sebastian-Brunner-Gasse (Lainz, Ober-St.-Veit), 1888 benannt nach dem Theologen und Schriftsteller Sebastian Brunner (1814–1893); er gründete 1848 die „Wiener Kirchenzeitung“, die er bis 1865 herausgab. Als Schriftsteller erinnerte Brunner durch seinen geistvollen bis derben Humor und Witz an Abraham a Sancta Clara; nicht nur in seinem volkstümlich theologisierenden Stil, sondern auch durch seinen scharfen kirchlich-katholischen Antijudaismus. Im Historikerbericht Straßennamen Wiens seit 1860 als „Politische Erinnerungsorte“ aus dem Jahr 2013 ist die Straße Gruppe A (intensiver Diskussionsbedarf) zugeordnet.[3]
- Seckendorff-Gudent-Weg (Hietzing, Schönbrun), 1988 benannt nach dem Forstfachmann Arthur von Seckendorff-Gudent (1845–1886), Professor an der Forstakademie Mariabrunn (1870–1875), Leiter der Forstlichen Bundesversuchsanstalt (1874–1886), Professor an der Hochschule für Bodenkultur (ab 1875). Er machte erste Versuche zur Überlappung von Jahresringen unterschiedlicher Bäume und kann somit als ein Vorläufer der Dendrochronologie gelten. Siehe auch die Forstschulstraße im 14. Bezirk Penzing. Der Weg, der die östliche Begrenzung des Hietzinger Friedhofs bildet, führt zum Bundesforschungs- und Ausbildungszentrum für Wald, Naturgefahren und Landschaft, dem dort gelegenen Maxinger Eingang zum Schönbrunner Schlosspark und zum benachbarten Maxingpark.
- Seelosgasse (Lainz), 1930 benannt nach dem Maler Gottfried Seelos (1829–1900); er schuf mehrere Landschaftsserien, die als Lithografien Verbreitung fanden, unter anderem Ansichten von Tirol und Vorarlberg (1856) und Das Salzkammergut und Berchtesgaden mit Umgebung (1865). Seelos malte auch Landschaftsdarstellungen für das Naturhistorische Museum. Die Gasse war vorher projektierter Teil der 1911 benannten Camillianergasse und wurde beim 1928–1932 erfolgten Bau der Siedlung Lockerwiese tatsächlich angelegt.
- Seifertstraße (Ober-St.-Veit), benannt 1894 nach dem Land- und Gastwirt Andreas Seifert (1748–1832); er errichtete auf der Liegenschaft einer ehemaligen Einsiedelei (siehe Einsiedeleigasse) 1823 die Gaststätte „Zur Einsiedelei“, die sich großer Beliebtheit erfreute, aber 1908 abbrannte.[8] Die Straße hieß davor Kaiser-Franz-Joseph-Straße.
- Seuttergasse (Hacking), 1894 benannt nach dem Fabrikanten Carl Friedrich Seutter von Loetzen (1820–1892); er errichtete 1880 die nach ihm benannte Villa in der benachbarten, 1906 so benannten Vinzenz-Heß-Gasse 14 und galt als Wohltäter. Die Gasse hieß vorher Wasagasse, weil an ihrem östlichen Ende das Areal des Hackinger Schlösschens lag, das 1832–1879 im Besitz von Mitgliedern der schwedischen Königsfamilie Wasa war. Heute befindet sich auf dem Areal das städtische Jugendgästehaus Hütteldorf-Hacking.
- Sillergasse (Auhof; Siedlung Auhofer Trennstück), 1934 benannt nach dem Beamten Franz Siller (1893–1924), Präsident des Zentralverbandes der Kleingärtner, Siedler und Kleintierzüchter Österreichs; er spielte eine führende Rolle bei der Organisation der Kleingartenbewegung im hungernden Wien nach 1918. Ebenfalls nach ihm benannt sind der Sillerplatz (siehe unten) sowie Verkehrsflächen in Siedlungen im 2., 11., 12., 19. und 22. Bezirk. Die Gasse hieß 1927–1934 nach dem Wiener Maler Rudolf Böck oder Boeck (1865–1927) Rudolf-Boeck-Gasse.
- Sillerplatz (Auhof; Siedlung Auhofer Trennstück), 1927 benannt; siehe Sillergasse. Der Platz hieß 1934–1938 nach dem zuletzt diktatorisch regierenden, 1934 ermordeten Bundeskanzler Dr.-Engelbert-Dollfuß-Platz.
- Silvinggasse (Ober-St.-Veit), 1981 benannt nach dem Musiker, Dirigenten und Komponisten Bert Silving (eigentlich Berthold Silbiger, 1887–1948); er begann seine Karriere als Violinvirtuose und wirkte auch als Dirigent. 1923 gründete er das Wiener Radio-Künstler-Ensemble und spielte mit diesem und mit seiner Silvings Radio Jazzband in der neu gegründeten RAVAG, deren Musikdirektor er wurde. Als Komponist schrieb er zahlreiche Lieder und einige Operetten.[55]
- Slatingasse (Ober-St.-Veit), 1951 benannt nach dem Offizier, Forschungsreisenden und Gouverneur Rudolf Slatin (auch Slatin Pascha, 1857–1932), Finanzinspektor (ab 1879) und Gouverneur (ab 1881) der Provinz Darfur (Türkisch-Ägyptischer Sudan), Generalinspekteur des Sudans (1900–1914). Im Zuge seines äußerst abenteuerlichen Lebens wurde er 1895 vom ägyptischen Khediven zum Pascha ernannt, 1898 von Königin Victoria in den britischen Adelsstand erhoben (Sir) und 1906 von Kaiser Franz Joseph in den österreichischen Freiherrenstand. Sein Begräbnis auf dem Ober-St.-Veiter Friedhof glich 1932 einem Staatsbegräbnis.
- Sommerergasse (Ober-St.-Veit), 1894 benannt nach dem Oberlehrer Leopold Sommerer (1819–1875), Gemeinderat in Ober-St.-Veit. Die Gasse hieß vorher Brunnengasse. Die von der Auhofstraße beim Streckerplatz befahrbare Gasse verengt sich in ihrem südlichen Teil bis zur Hietzinger Hauptstraße zu einem äußerst schmalen Fußgängerdurchgang zwischen Mauern.
- Sonnenbergweg (Speising), nicht amtlich benannt nach der Kleingartenanlage „Sonnenberg“, in der der Weg verläuft.
- Sorgogasse (Ober-St.-Veit), 1963 benannt nach dem Mediziner Josef Sorgo (1869–1950), Abteilungsvorstand der II. Medizinischen Abteilung am Wilhelminenspital (1919–1933). Er erwarb sich Verdienste um die Schaffung der Pulmologie als einer eigenständigen Unterart der Inneren Medizin. Sorgo wandte die Sonnenlichtbehandlung zur Bekämpfung der Kehlkopftuberkulose an, die den Anstoß zur weiteren Entwicklung der modernen Heliotherapie auch anderer Tuberkulose-Herde gab. Die Gasse war vorher projektierter Teil der Joseph-Lister-Gasse, ist aber von dieser aus nicht zugänglich, sondern eine vom Jennerplatz aus befahrbare Sackgasse.
- Speisinger Straße (Speising), 1894 benannt nach der ehemals selbstständigen Gemeinde Speising, die erstmals 1365 urkundlich erwähnt und 1892 zum 13. Bezirk eingemeindet wurde. Die Straße hieß vorher in Speising Wiener Straße. Die Straße beginnt im Norden als Fortsetzung der Lainzer Straße bei der Niveaukreuzung mit der Verbindungsbahn (S-Bahn-Haltestelle Wien Speising), bildet zwischen Riedelgasse und Wittgensteinstraße in der Straßenmitte die Bezirksgrenze 13 (westlich) / 23 (östlich) und setzt sich im 23. Bezirk bis zum Maurer Hauptplatz fort. Nr. 28: → Hansi Niese. Nr. 46–48: → Hildegard Burjan. Nr. 104, Ecke Linienamtsgasse: Linienamt an der bis 1938 bestehenden Stadtgrenze. Nr. 109: Orthopädisches Spital Speising.
- Spitzweggasse (Lainz), 1938 benannt nach dem deutschen Maler Carl Spitzweg (1808–1885), beliebter Maler des Biedermeier; er entwickelte als seine Spezialität das witzige Pointenbild, das sich später oft zur Idylle wandelte. Die drei beliebtesten Spitzweg-Bilder sind Der arme Poet, Der Bücherwurm und Der abgefangene Liebesbrief. Die Gasse hieß davor 1930–1938 nach dem Maler Karl oder Carl Zewy (1855–1929)[56] Zewygasse.
- Spohrstraße (Lainz, Ober-St.-Veit), 1906 benannt nach dem deutschen Komponisten, Dirigenten und Violinisten Louis Spohr (1784–1859); neben dem Italiener Niccolò Paganini zählte er zu den größten Geigern seiner Zeit. Spohr war bereits zu Lebzeiten eine Berühmtheit und als Komponist weitaus bekannter als beispielsweise Robert Schumann. Auf dem Gebiet der dramatischen Musik war er einer der Hauptvertreter der romantischen Oper. 1813–1815 wirkte er als Kapellmeister am Theater an der Wien. Die nach 1900 neu angelegte Straße verläuft meist unmittelbar westlich des Bahnkörpers der Verbindungsbahn und weist auf dem elektronischen Stadtplan der Wiener Stadtverwaltung nur ein Gebäude mit gerader Hausnummer auf: ein ehemaliges Bahnwärterhaus auf Nr. 20. Ihr Gegenstück an der östlichen Seite des Bahnkörpers heißt Hummelgasse.
- Stachlgasse (Auhof; Siedlung im ehemaligen Lainzer Tiergarten), 1933 benannt nach dem Tischlermeister Hans Jakob Stachl (1725–1803), Ortsrichter von Mauer (1781 / 1782); die Familie Stachl ist in Mauer seit 1689 nachgewiesen.
- Stadlergasse (Ober-St.-Veit), 1900 benannt nach dem Geistlichen, Komponisten, Musikhistoriker, Organisten und Pianisten Maximilian Stadler (1748–1833); er zählte zu den prominentesten Persönlichkeiten des Wiener Musiklebens an der Wende vom 18. zum 19. Jahrhundert. Stadler war mit Wolfgang Amadeus Mozart, Joseph Haydn, Ludwig van Beethoven und Franz Schubert befreundet und verfasste zahlreiche Schriften über Mozart. Seine „Materialien zur Geschichte der Musik“ gelten als erste Musikgeschichte Österreichs. (Die Gasse befindet sich am Südrand von Unter-St.-Veit zwischen Hummelgasse und Lainzer Straße. Sie kreuzt die Münichreiterstraße.)
- Stampfergasse (Hacking), 1894 benannt nach dem Mathematiker, Geodäten und Erfinder Simon Stampfer (1790–1864), Professor am Polytechnischen Institut (1826–1849). Seine bekannteste Erfindung ist jene des „Lebensrades“ (1832), des ersten Geräts zur Animation von Bildern zu Bewegungsabläufen als Vorläufer des Films. Die Gasse war davor Teil der den Wienfluss querenden, nach Hütteldorf führenden Bräuhausgasse, die auf die dort bis 1937 betriebene Hütteldorfer Brauerei auf Nr. 7 verwies und im 14. Bezirk seit 1894 Bergmillergasse heißt. Die beiden Gassen werden durch die seit 1896 bestehende Brauhausbrücke über die Wien verbunden.
- Steckhovengasse (Hietzing, Penzing), 1899 benannt nach dem holländischen Gartengestalter Adrian van Steckhoven (1705–1782); er kam 1753 nach Wien und wurde der erste Gärtner im Schlosspark von Schönbrunn. Er errichtete über dem Schönen Brunnen, der dem Park den Namen gab, ein Brunnenhaus, das 1771 von Isidore Canevale seine endgültige Form erhielt. Das Gesamtkonzept Steckhovens prägt den Schönbrunner Schlosspark bis heute. Die Gasse, ursprünglich nur zwischen Auhofstraße und Hietzinger Kai angelegt und in Adolph Lehmann 1906 erstmals in der heutigen Länge genannt, hieß bis 1894 wie eine Gasse in Ober-St.-Veit Josefigasse. Bei der Umbenennung von Verkehrsflächen, deren Namen im 1892 durch die Eingemeindung vieler Vororte stark vergrößerten Stadtgebiet mehrfach aufschienen, wurden 1894 irrtümlich beide Josefigassen im 13. Bezirk in Stock im Weg umbenannt; daher wurde diese 1899 neuerlich, in Steckhovengasse, umbenannt.
- Steinhardtgasse (Lainz), 1956 benannt nach dem Mediziner Oskar Steinhardt (1909–1955), Arzt, Universitätsdozent für Herz- und Gefäßchirurgie.
- Steinklammergasse (Auhof; Siedlung im ehemaligen Lainzer Tiergarten), 1933 benannt nach der Weinhauer- und Binderfamilie Steinklammer, die in Mauer seit 1697 urkundlich nachweisbar ist.
- Steinlechnergasse (Lainz), 1894 benannt nach der in Lainz alteingesessenen Familie Steinlechner. Die Gasse hieß davor Neugasse.
- St.-Hubertus-Gasse (Auhof; Siedlung im ehemaligen Lainzer Tiergarten), 1932 benannt nach der dem nördlichen Gassenende an der Dr.-Schober-Straße gegenüber liegenden Kirche St. Hubertus, die 1934 / 1935 errichtet wurde. Benannt ist diese nach dem hl. Hubertus, der Legende nach Bischof von Maastricht und Lüttich sowie Schutzpatron der Jäger.
- St.-Hubertus-Platz (Auhof; Siedlung im ehemaligen Lainzer Tiergarten), benannt vor 1956, Vorplatz der Kirche St. Hubertus nördlich der Dr.-Schober-Straße; siehe St.-Hubertus-Gasse südlich dieser Straße.
- Stiglitzgasse (Auhof; Siedlung im ehemaligen Lainzer Tiergarten), 1933 benannt nach der in Mauer alteingesessenen Weinhauerfamilie Stiglitz.
- Stock im Weg (Ober-St.-Veit), 1894 benannt nach einem Flurnamen. Die Gasse hieß davor Josefigasse. Die Steckhovengasse in Alt-Hietzing, zuvor ebenfalls Josefigasse, hieß 1894–1899 irrtümlicherweise ebenfalls Stock im Weg.
- Stoesslgasse (Unter-St.-Veit), 1955 benannt nach dem Schriftsteller Otto Stoessl (1875–1936); sein Werk umfasst Romane, Erzählungen, Essays, Gedichte und Theaterstücke. Während seine ersten dramatischen Versuche noch vom Naturalismus geprägt waren, verlegte er sich in seinen späteren Werken auf die Schilderung der untergegangenen österreichisch-ungarischen Monarchie. Die Gasse hieß davor Leopold-Müller-Gasse.
- Strampfergasse (Speising, Siedlung Hermeswiese), 1955 benannt nach dem Schauspieler und Theaterdirektor Friedrich Strampfer (1823–1890); er leitete 1862–1869 das Theater an der Wien. 1870 erwarb er das Theater in den Tuchlauben, das bis 1874 als Strampfer-Theater bekannt war. 1878 wurde er Direktor der Komischen Oper (Ringtheater) und leitete gleichzeitig auch das Carltheater. Der Ringtheaterbrand 1881 führte ihn in den Konkurs; siehe auch Jaunerstraße. Die Gasse hieß davor Hörndlwaldgasse (siehe dort).
- Stranzenberggasse (Speising, Lainz), 1909 benannt nach dem 237 m hohen Stranzenberg, dessen Name sich von einem spätmittelalterlichen Weingarten ableitet. Der höchste Punkt der Anhöhe befindet sich bei der nahen Kreuzung Wattmanngasse / Elisabethallee an der dortigen Josef-Afritsch-Siedlung (Alban-Berg-Weg). Im Jahr der Gassenbenennung wurden die Insassen des alten Wiener Invalidenhauses zur Versorgung versehrter Soldaten im 3. Bezirk in das neue Invalidenhaus an dieser Gasse übersiedelt (das Areal wurde vom Staat nach 2000 verkauft). An die Gasse schließt im Süden die 1971 eröffnete Stranzenbergbrücke über die Verbindungsbahn an.
- Streckerplatz (Ober-St.-Veit), 1908 benannt nach dem Eisenbahntechniker Alexander Strecker (1818–1908), Betriebsingenieur bei der Gmunden-Budweiser Bahn, der Wien-Gloggnitzer Bahn und der Kaiserin Elisabeth-Bahn. Von 1861 bis 1873 war er Vertreter der Kruppschen Gussstahlfabrik in Österreich. In Ober-St.-Veit betätigte er sich als Wohltäter und war 1877–1879 Bürgermeister. Auf dem Platz an der Einmündung der Rohrbacherstraße in die Auhofstraße befindet sich der Streckerpark.
- Streitmanngasse (Auhof; Siedlung Auhofer Trennstück), 1955 benannt nach dem Sänger Karl Streitmann (1853–1937); er sang als Tenor u. a. am Carltheater, und er gastierte öfters an der Hofoper in Berlin, am Hoftheater in Stuttgart und in Amsterdam. Die Gasse hieß davor Anzengrubergasse.
- Stuweckengasse (Lainz), 1913 benannt nach dem historischen Flurnamen Stuwecken. Gasse auf dem Südosthang des Küniglbergs.
- St.-Veit-Gasse (Unter-St.-Veit, Ober-St.-Veit), 1894 benannt nach der ehemals selbstständigen, 1850 konstituierten Gemeinde St. Veit an der Wien, die 1870 in Unter-St.-Veit und Ober-St.-Veit geteilt wurde. Beide Teile wurden 1892 in den 13. Bezirk eingemeindet. Die Gasse hieß davor Kirchengasse, weil sie an der 1867 geweihten Unter-St.-Veiter-Pfarrkirche (Nr. 48) vorbeiführt. Nr. 10: Haus Steiner von Adolf Loos. Nr. 25: Don-Bosco-Haus. Nr. 57, Ecke Auhofstraße 76–78: ehem. Wohnhaus von Hans Moser. Am nördlichen Ende der Gasse beim Wienfluss (Hietzinger Kai) befinden sich die U-Bahn-Station Unter St. Veit, zuvor seit 1898 Stadtbahnstation, und die Baumgartenbrücke in den Bezirksteil Baumgarten, seit 1938 im 14. Bezirk.
- Suppégasse (Ober-St.-Veit), 1898 benannt nach dem Komponisten Franz von Suppè (eigentlich Francesco Ezechiele Ermenegildo Cavaliere Suppè–Demelli, 1819–1895); er hinterließ ein Œuvre mit über 200 Bühnenwerken, meist Operetten, von denen die Ouvertüren zu Dichter und Bauer und Leichte Kavallerie am bekanntesten sind. Seine Oper Boccaccio gehört zum Standardrepertoire deutschsprachiger Bühnen. Der Akzent ist beim Gassennamen irrtümlich verkehrt gesetzt.
- Swobodagasse (Auhof; Siedlung Auhofer Trennstück), 1955 benannt nach dem Sänger und Schauspieler Albin Swoboda (1836–1901); er trat als Tenor mit komischen Gesangsrollen hervor. 1857 engagierte ihn Johann Nestroy ans Carltheater, wo er in Volksstücken großen Erfolg hatte. 1859 wechselte er an das Theater an der Wien und spielte in Operetten und Singspielen. 1874 wirkte er kurze Zeit in der künstlerischen Leitung des Ringtheaters. Die Gasse hieß vorher Pestalozzigasse.

## T

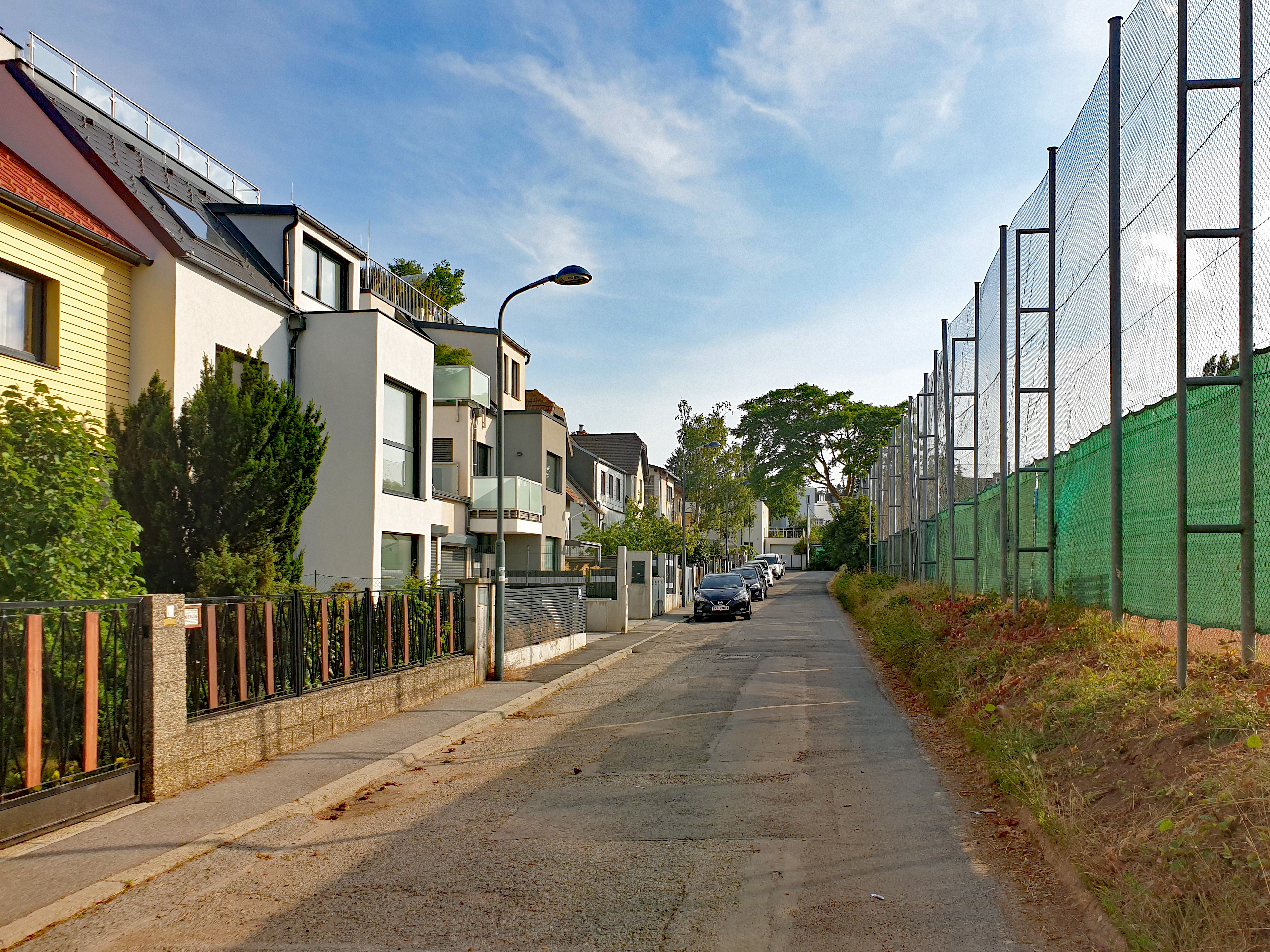
Tewelegasse

- Testarellogasse (Ober-St.-Veit), 1894 benannt nach dem Geistlichen und Historiker Johann Matthias Testarello della Massa (1636–1693), Domherr von St. Stephan (ab 1661). Seine Bedeutung liegt in seiner ausführlichen Beschreibung der Wiener Kirchen bis in das Jahr 1685, die hohen kulturgeschichtlichen Wert besitzt. Die Gasse, früher nur zwischen Hietzinger Hauptstraße und Auhofstraße angelegt, hieß bis 1894 Sachsengasse.
- Tewelegasse (Auhof; Siedlung Auhofer Trennstück), 1955 benannt nach dem Schauspieler und Theaterdirektor Franz Tewele (1841–1914); ab 1865 gehörte er zum Ensemble des Wiener Carltheaters, das er von 1878 (oder 1879) bis 1882 leitete. Tewele war sehr populär und unternahm u. a. mit seinen Bühnenpartnern Josefine Gallmeyer und Wilhelm Knaack Gastspielreisen bis in die USA; siehe auch die Gallmeyergasse im 19. Bezirk und die Knaackgasse im 21. Bezirk. Die Gasse hieß vorher Moritz-von-Schwind-Gasse.
- Thomas-Morus-Gasse (Speising, Lainz), 1932 benannt nach dem englischen Staatsmann und humanistischen Schriftsteller Thomas Morus (1478–1535); sein bekanntestes Werk ist De optimo statu rei publicae deque nova insula Utopia (Vom besten Zustand des Staates oder von der neuen Insel Utopia), in dem er ein erfundenes Inselkönigreich beschreibt. Das Buch war so prägend, dass man fortan jeden Roman, in dem eine erfundene, positive Gesellschaft dargestellt wird, als Utopie oder utopischen Roman bezeichnete. Siehe auch den Utopiaweg im 18. Bezirk.
- Tiroler Gasse (Hietzing), benannt vor 1859 (in der ersten Ausgabe von Lehmanns Adressbuch angeführt), nach dem Tirolergarten im Park von Schloss Schönbrunn, auf den die Gasse, ostwärts gesehen, zuläuft. 1803 baute Erzherzog Johann im Schlosspark auf der Anhöhe, auf der zentral die Gloriette steht, ein Tiroler Bauernhaus, betrieb eine kleine Viehwirtschaft und legte einen Alpengarten an. Nach dem Ende der Monarchie wurde der Bauernhof zum beliebten Ausflugsgasthof. In den 1970er Jahren wurden die Gebäude abgetragen, 1997 wurde das Gasthaus „Tirolergarten“ als Kopie neu errichtet.[57]
- Titlgasse (Lainz, Ober-St.-Veit), 1898 benannt nach dem Kapellmeister und Komponisten Anton Emil Titl (1809–1882); er wurde 1840 als Nachfolger von Heinrich Proch ans Theater in der Josefstadt engagiert, wo er bis 1846 blieb. (Siehe auch die Prochstraße im 14. Bezirk.) Von 1850 bis 1870 wirkte er als Kapellmeister am Burgtheater. Als Komponist schuf Titl zahlreiche Lieder sowie Bühnenmusiken.
- Tolstojgasse (Lainz, Ober-St.-Veit), 1932 benannt nach dem russischen Schriftsteller Lew Nikolajewitsch Tolstoi (1828–1910); er zählt zu den bedeutendsten Dichtern der russischen Literatur. Seine Hauptwerke Krieg und Frieden und Anna Karenina sind Klassiker des realistischen Romans. Die Gasse führt von der Spohrstraße auf dem Osthang des Roten Berges bergauf.
- Trabertgasse (Speising, Siedlung Hermeswiese), 1924 benannt nach dem Meteorologen Wilhelm Trabert, Professor für Meteorologie an der Universität Innsbruck (1902–1908) und an der Universität Wien (1908–1915), Direktor der Zentralanstalt für Meteorologie und Geodynamik (1909–1926).
- Trauttmansdorffgasse (Hietzing), 1894 benannt nach Gräfin Therese Trauttmansdorff (1784–1847); sie wirkte in Hietzing karitativ und gründete ein Armenhaus. Die Gasse hieß davor Alleegasse. Nr. 27, Ecke Woltergasse: ab 1911 Wohnhaus von Alban und Helene Berg. Nr. 33: Im Vorgängerbau wohnte bis 1897 die berühmte Schauspielerin Charlotte Wolter.
- Trazerberggasse (Ober-St.-Veit), 1894 benannt nach dem 277 m hohen Trazerberg, an dessen Nordhang sie vorbei nach Osten führt. Die Gasse bestand ursprünglich nur im Ober-St.-Veiter Ortszentrum und hieß dort Feldgasse; diese wurde – entgegen den in den 1860er Jahren geschaffenen Wiener Nummerierungsregeln, die für das 1892 eingemeindete Gebiet vorher noch nicht galten – von Ober-St.-Veit aus Richtung Stadtzentrum nummeriert. Zwischen Costenoblegasse und Meytensgasse ist die Gasse nur ein Gehweg. Zwischen Nr. 73 und 76 wird die hier relativ breit angelegte Gasse an beiden Straßenseiten vom Goldmarkplatz (mit Denkmal für Karl Münichreiter) unterbrochen.
- Treffzgasse (Auhof; Siedlung Auhofer Trennstück), 1955 benannt nach der Sängerin Henriette Treffz-Chalupetzky (1818–1878); sie war eine der bedeutendsten Soubretten ihrer Zeit und trat u. a. am Theater am Kärntnertor, am Theater in der Josefstadt und am Theater an der Wien auf. Sie hatte mit verschiedenen Männern sieben uneheliche Kinder und heiratete 1862 den sieben Jahre jüngeren Johann Strauss Sohn, mit dem sie dann einige Jahre in der Maxingstraße 18 wohnte. Die Gasse hieß 1927–1955 Friedrich-Ludwig-Jahn-Gasse.
- Treumanngasse (Auhof; Siedlung im ehemaligen Lainzer Tiergarten), 1955 benannt nach dem Schauspieler und Sänger Louis Treumann (eigentlich Louis Pollitzer, 1872–1943). Er spielte als Bonvivant und Charakterkomiker am Carltheater (1899–1905 und 1918–1926), am Theater an der Wien (1905–1909) und am Johann-Strauß-Theater (1910–1929) und starb im Ghetto Theresienstadt. Die Gasse hieß davor Girardigasse; sie verläuft am Westrand der Siedlung nahe dem Lainzer Tor des Lainzer Tiergartens.
- Tuersgasse (Ober-St.-Veit), 1894 benannt nach Wilhelm Tuers von Aspern († 1439), Kanonikus (ab 1404) und Propst (ab 1409) zu St. Stephan. Er stiftete 1433 die Ober-St.-Veiter Pfarrkirche. Tuers (gesprochen mit langem „u“) ist eine alte Schreibweise für den Familiennamen Turs, ein ab dem 12. Jahrhundert nachweisbares Rittergeschlecht, das mit Wilhelm Tuers 1439 erlosch. Die Schreibweise der Gasse war ursprünglich Tuërsgasse; sie hieß vor 1894 Wiengasse.
- Turgenjewgasse (Ober-St.-Veit), 1932 benannt nach dem russischen Schriftsteller Iwan Sergejewitsch Turgenew (1818–1883); er gilt als einer der bedeutendsten Vertreter des russischen Realismus. Er war einer der Ersten, die über die Nöte und Ängste der russischen Gesellschaft schrieben. Sein Werk hatte großen Einfluss auf die Entwicklung des „melancholischen Impressionismus“ in Westeuropa.

## V

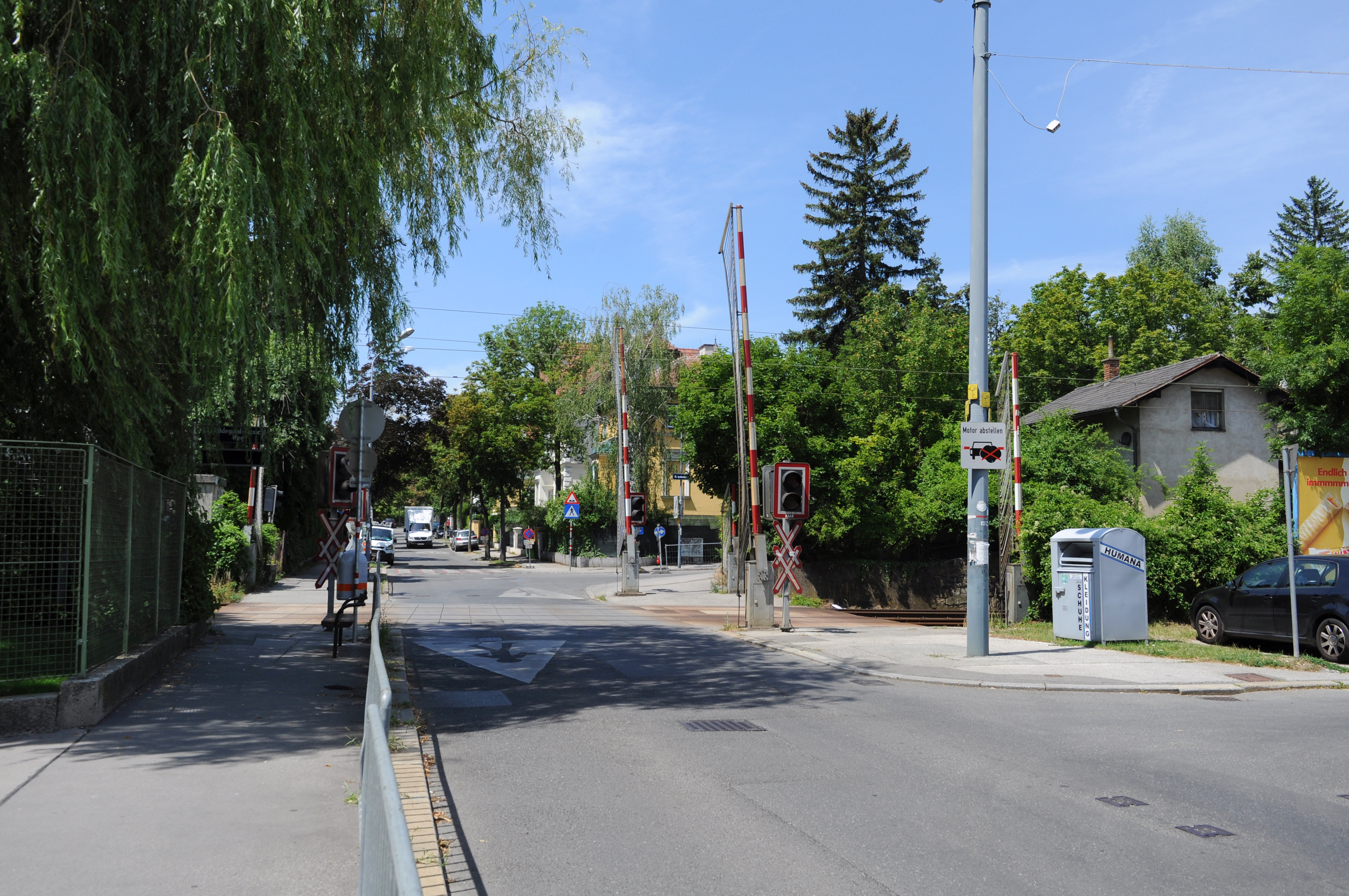
Veitingergasse

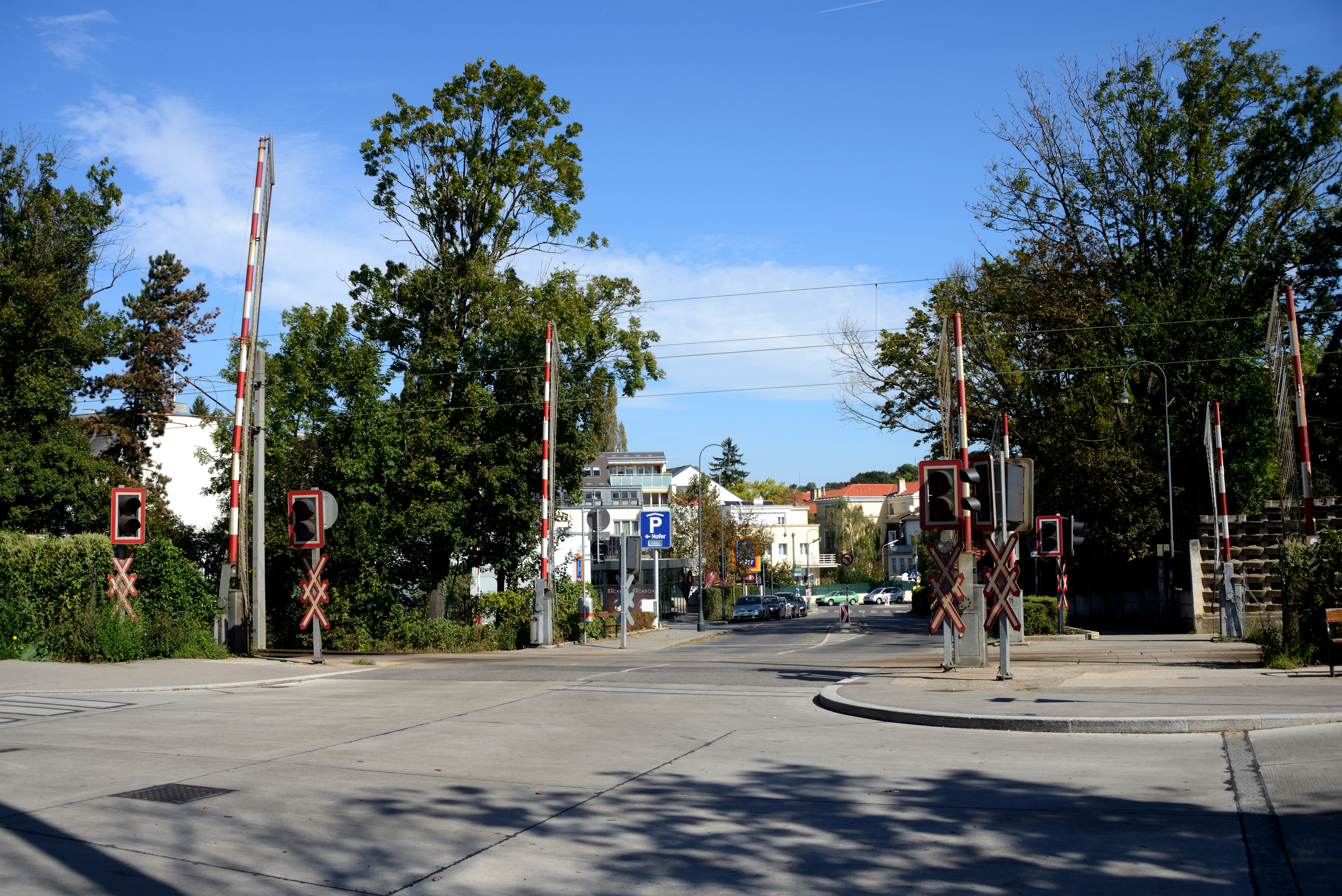
Versorgungsheimstraße

- Veitingergasse (Lainz, Ober-St.-Veit), 1894 benannt nach dem historischen Flurnamen Veitinger Feld, der sich auf den Ort St. Veit (heute Ober-St.-Veit) bezieht. Die Gasse hieß davor in Lainz, wo sie im Ortszentrum von der Lainzer Straße abzweigt, Ober Sankt Veiter Straße; sie verlief damals westlich der Verbindungsbahn etwa wie die heutige Schrutkagasse nordwestwärts Richtung Ober-St.-Veit; dort bestand im Verlauf der heutigen Veitingergasse damals keine Straße. Die später südlich des Roten Berges trassierte Fortsetzung der Gasse westwärts begrenzt die südlich der Gasse gelegene, 1932 eröffnete Werkbundsiedlung Wien.
- Veitlissengasse (Ober-St.-Veit), 1894 benannt nach dem Flurnamen Veitlissen, abgeleitet vom Ortsnamen St. Veit (heute Ober-St.-Veit) und dem Wort Luß (Plural: Lüssen). Dieses stammt vom mittelhochdeutschen luz und bezeichnet ein durch das Los zugefallenes Stück Land. Der Losgewinner erhielt das Nutzungsrecht für ein Jahr. Die Gasse, die von der Schweizertalstraße bergauf zur Mauer des Lainzer Tiergartens führt, hieß davor Gartengasse.
- Versbachgasse (Lainz), 1913 benannt nach dem Offizier Mansuet von Versbach-Hadamar (1852–1918), General der Kavallerie, Generalmajor (ab 1898),[58] Feldzeugmeister (ab 1908),[59] Abteilungsvorstand im k.u.k. Kriegsministerium. Die in zwei Teile zerfallende Gasse verläuft auf dem Osthang des Küniglbergs.
- Versorgungsheimplatz (Lainz), 1910 benannt nach dem Vorgänger zum 2015 geschlossenen städtischen Geriatriezentrum Am Wienerwald, einer 1904 als Versorgungsheim Lainz eröffneten geriatrischen Einrichtung. Nach dem Vollausbau 1913 gab es hier 29 Pavillons mit 4.498 Heimplätzen, zumeist in Schlafsälen mit je 30 Betten. Den Platz beherrscht die im Heimareal erhöht stehende Versorgungsheimkirche mit zwei weithin sichtbaren Türmen. Seit 1994 hieß die modernisierte Einrichtung Geriatriezentrum. Vom Platz führt die Versorgungsheimstraße zur S-Bahn-Station Wien Speising an der Verbindungsbahn.
- Versorgungsheimstraße (Lainz), 1908 benannt; siehe Versorgungsheimplatz. Nördlich der Straße erstreckt sich die 1928–1932 von der Stadtverwaltung errichtete Siedlung Lockerwiese.
- Viktor-Leon-Gasse (Auhof; Siedlung Auhofer Trennstück), 1955 benannt nach dem Librettisten Victor Léon (eigentlich Victor Hirschfeld, 1858–1940); er verfasste die Libretti für 75 Operetten und arbeitete unter anderem für Franz Lehár und Johann Strauss Sohn. Seine bekanntesten Texte sind die zu Der Opernball (1898), Wiener Blut (1899) und Die lustige Witwe (1905). Die Gasse hieß vorher Zolagasse.
- Vinzenz-Hess-Gasse (Hacking), 1906 benannt nach Vinzenz Hess (1807–1894), Bürgermeister von Hütteldorf (1849–1878). Hütteldorf gehörte 1892–1938 zum 13. Bezirk. Die Gasse hieß früher Am Schlossberg bzw. Schlossgasse; dies bezog sich auf das nicht mehr bestehende Hackinger Schlösschen, dessen Areal vom städtischen Jugendgästehaus Hütteldorf-Hacking eingenommen wird.
- Vitusgasse (Ober-St.-Veit), 1894 benannt nach der Ober-St.-Veiter Pfarrkirche zum hl. Vitus an dieser Gasse. Die Kirche war 1433 von Wilhelm Tuers von Aspern gestiftet worden; siehe die Tuersgasse. Der Heilige Veit (Vitus) starb um 304 unter Diokletian als Märtyrer und ist einer der Vierzehn Nothelfer. Die Gasse hieß davor (wie eine bis heute im 1. Bezirk bestehende) Bognergasse.
- Volkgasse (Hietzing), 1910 benannt nach Georg Volk (1819–1901), Gemeinderat in Hietzing. Die Gasse verläuft von der Höhe des Stranzenbergs am Rand von Maxing sanft abfallend Richtung Alt-Hietzing.

## W

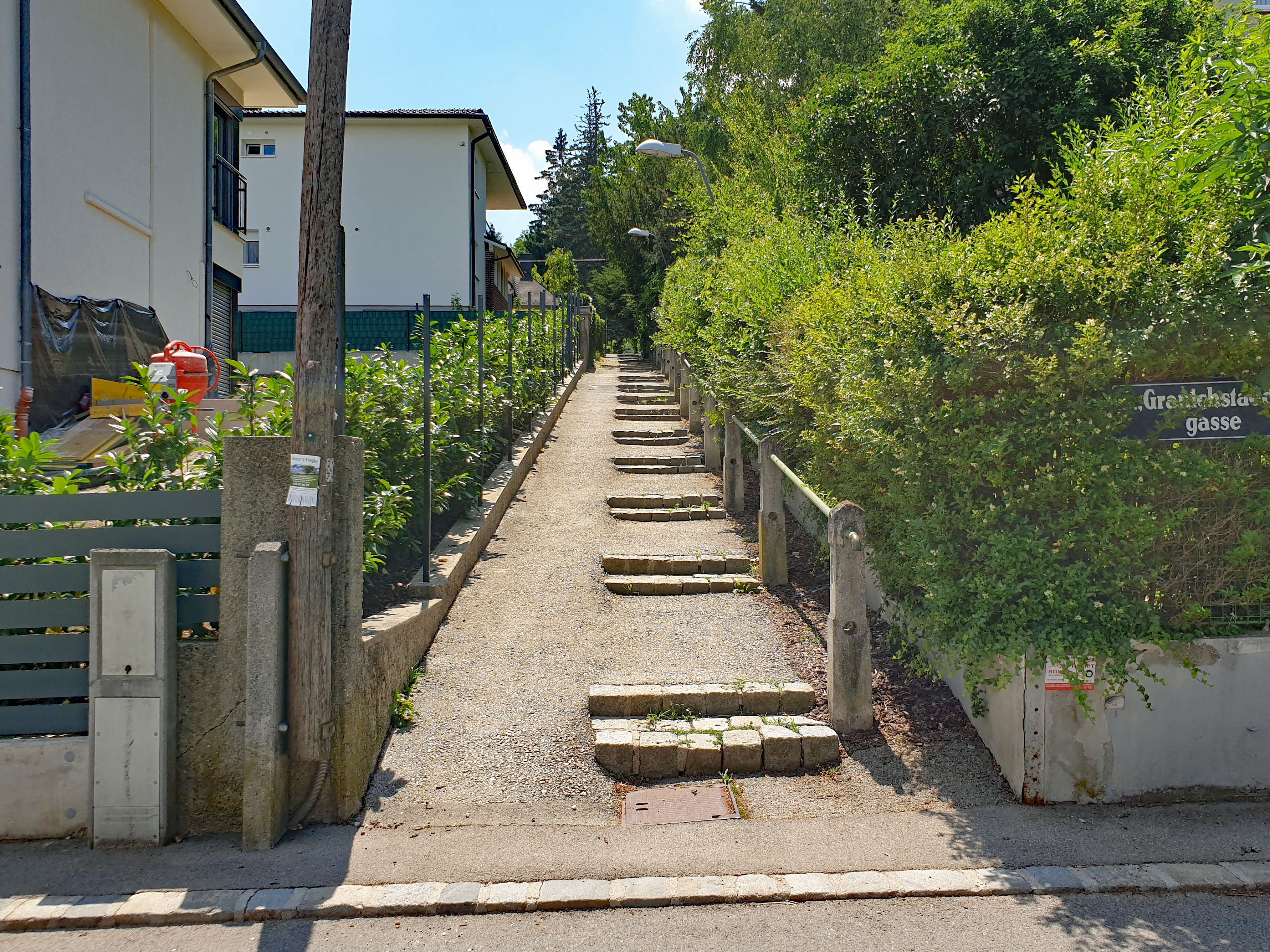
Waldemarweg

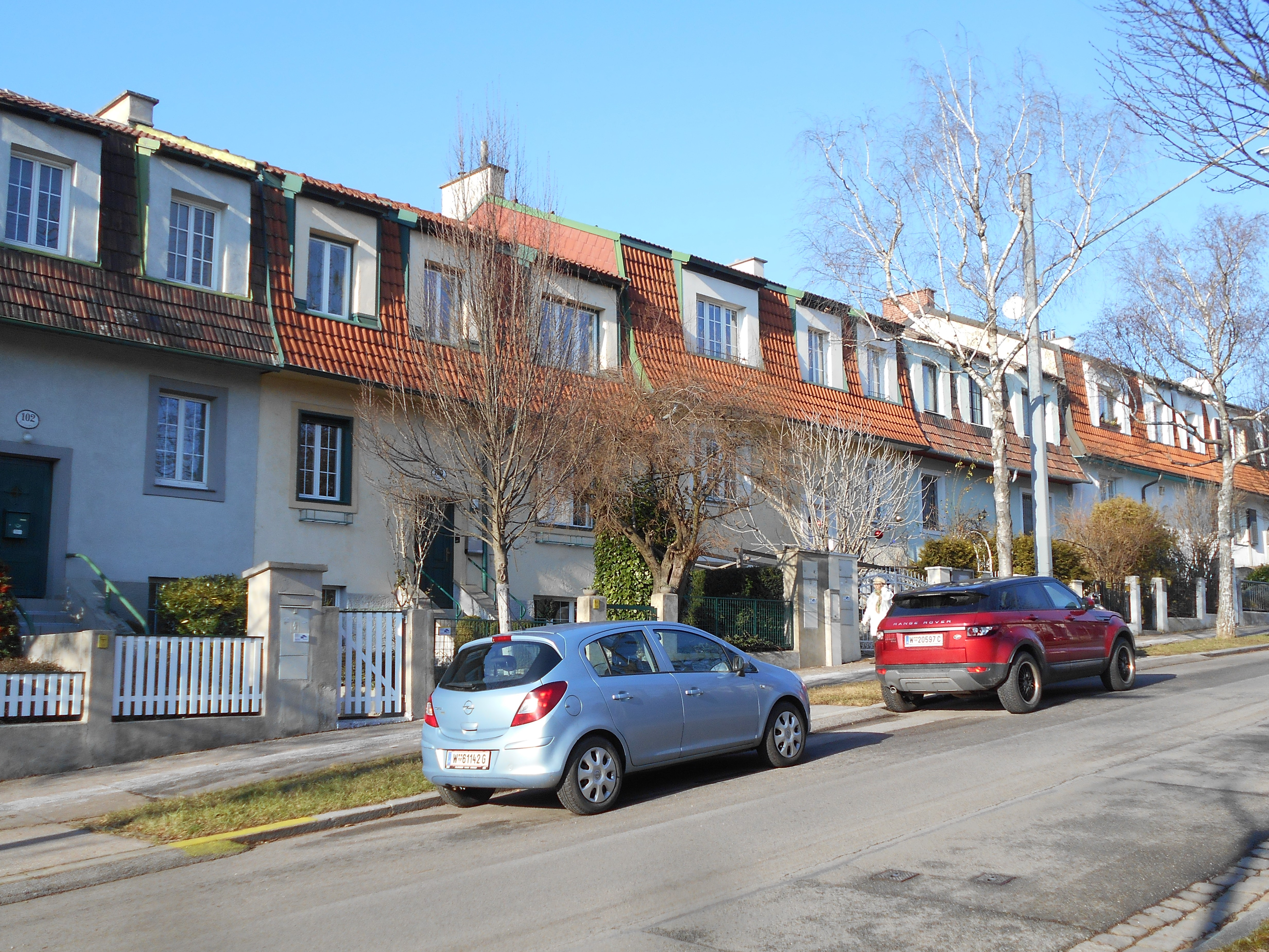
Wattmanngasse

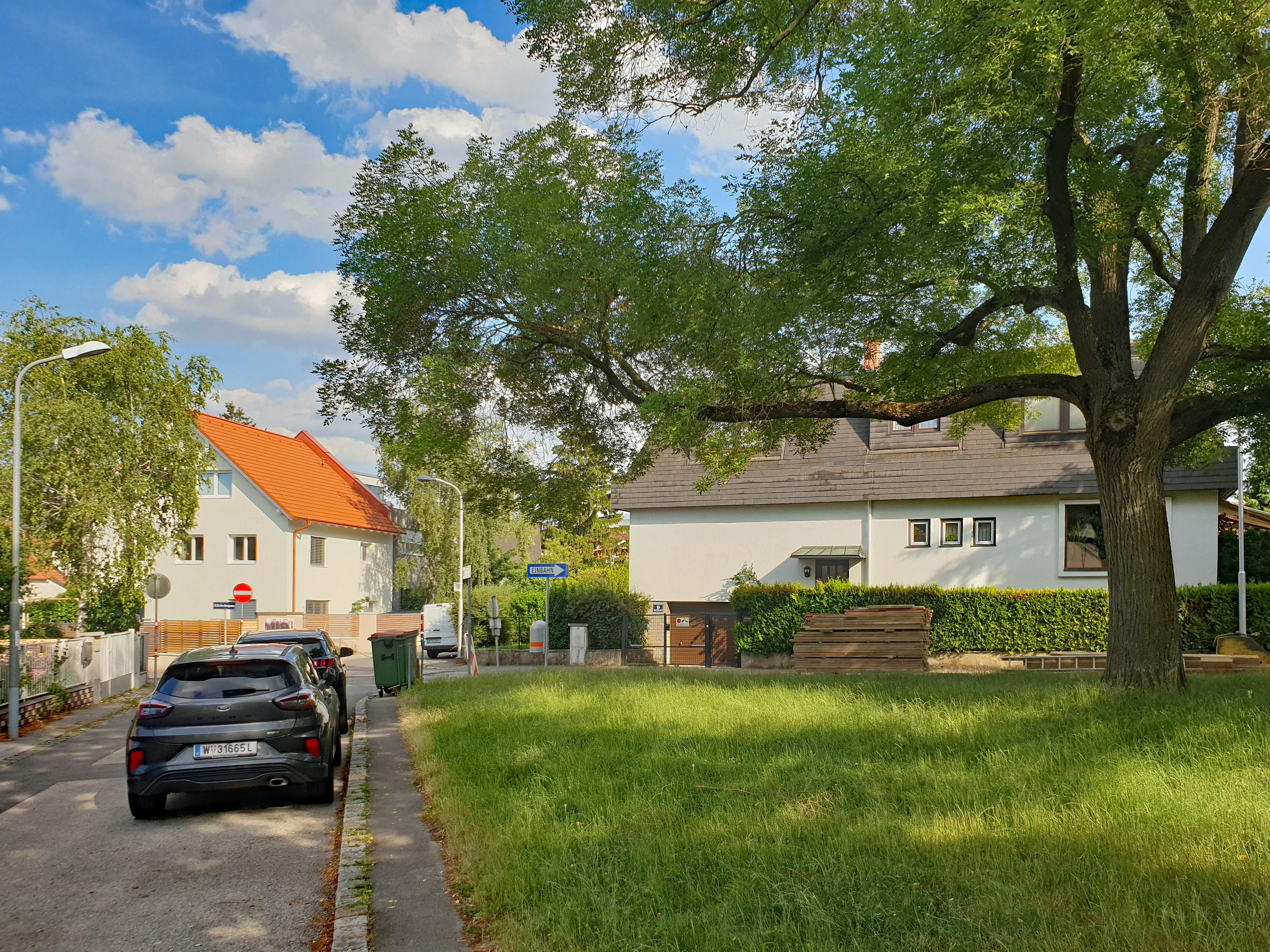
Weinbergerplatz

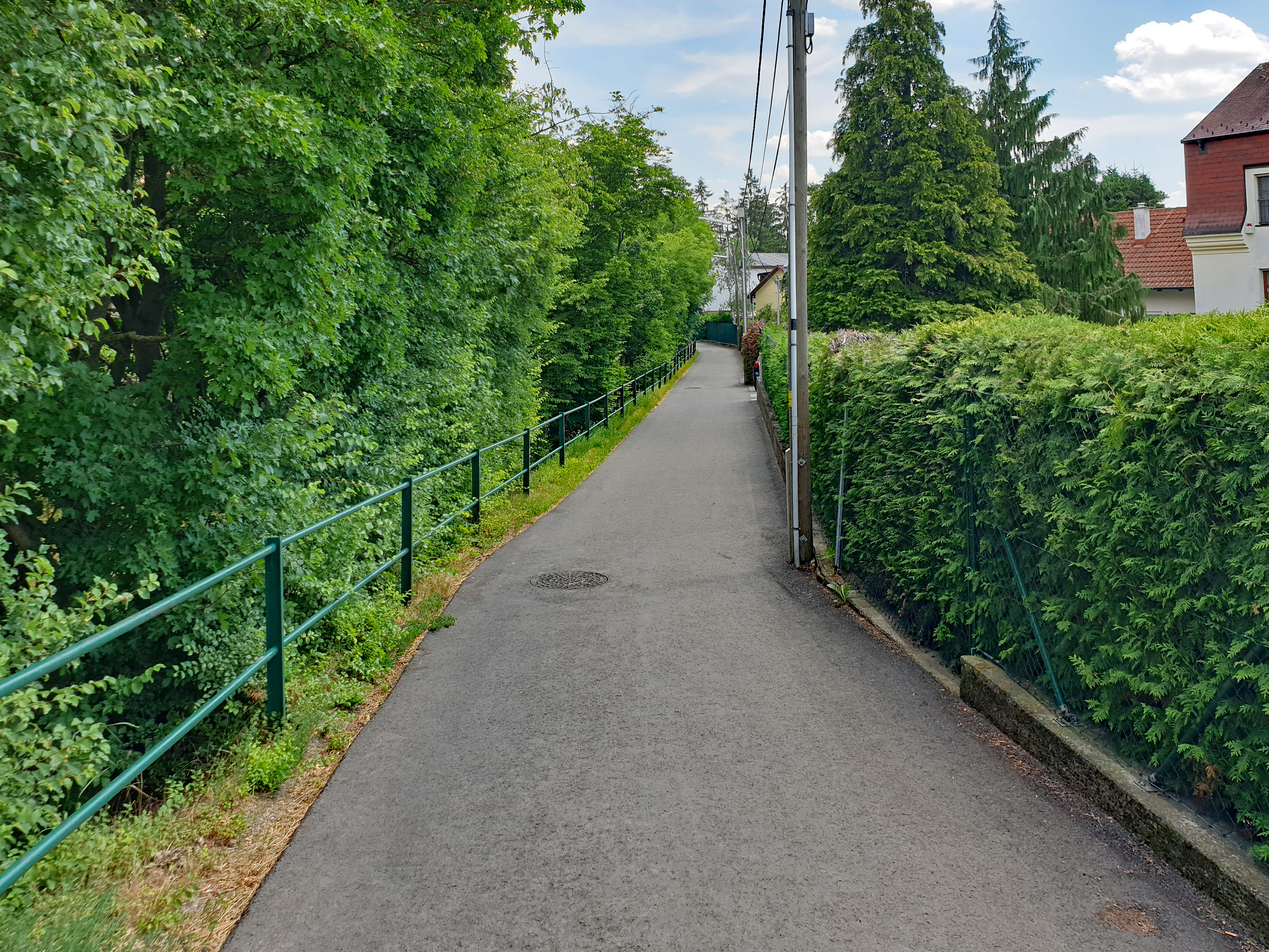
Wilhelm-Karczag-Weg

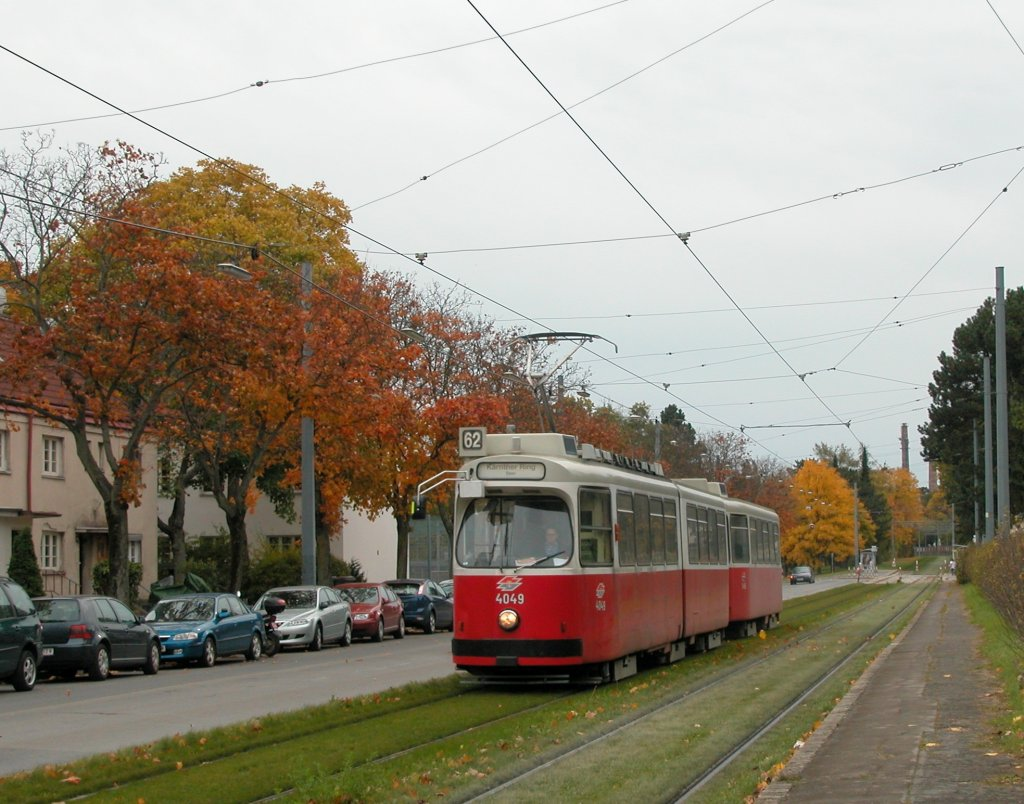
Wolkersbergenstraße

- Waldemarweg (Auhof, Mauer; Siedlung Friedensstadt), 1954 benannt nach dem Schauspieler Richard Waldemar (eigentlich Richard Kramer, 1869–1946); er trat u. a. im Theater in der Josefstadt, im Ronacher, im Carltheater und im Raimundtheater auf. Zuerst vorwiegend im ernsten Fach, spielte er später mehr und mehr als Komiker. Weiters sprach Waldemar bei der RAVAG und spielte in Stumm- und Tonfilmen. Der Richard-Waldemar-Park im 6. Bezirk, Mariahilf, sowie der Richard-Waldemar-Hof sind ebenfalls nach ihm benannt.
- Waldvogelstraße (Lainz), 1919 benannt nach dem Techniker und Verkehrsplaner Anton Waldvogel (1846–1917); er erstellte 1872 und 1892 Entwürfe für das Stadtbahnnetz und die Ausgestaltung der Verkehrsanlagen in Wien. Er schrieb zahlreiche Bücher, u. a. zum Hochwasserschutz von Wien. Die Straße verläuft westlich unmittelbar neben der Verbindungsbahn, auf der seit 1987 S-Bahn-Verkehr besteht. An ihr südliches Ende, wo sie an die 1928–1932 erbaute Siedlung Lockerwiese grenzt, schließt die S-Bahn-Station Wien Speising an.
- Walter-Caldonazzi-Platz (Speising), 2006 benannt nach dem Forstingenieur Walter Caldonazzi (1916–1945). Nach dem Studium trat er der katholischen, monarchistischen Widerstandsorganisation des Kaplans Heinrich Maier bei, die zur Gruppe Maier-Messner-Caldonazzi wurde. Sein Widerstand gegen den Nationalsozialismus hatte 1944 seine Verhaftung zur Folge; 1945 wurde er hingerichtet. Der adressenlose Platz befindet sich bei der Abzweigung der Gallgasse von der Speisinger Straße. Siehe auch die Dr.-Heinrich-Maier-Straße im 18. Bezirk Währing.
- Wambachergasse (Lainz), 1893 benannt nach dem Kaffeehausbesitzer Franz Wambacher (1793–1871); sein Sohn Karl Wambacher (1824–1908) war letzter Bürgermeister von Lainz (1884–1891) bis zur Eingemeindung des Ortes nach Wien und hat vermutlich die Straßenbenennung initiiert. Der nahe gelegene Wambacher-Betrieb an der heutigen Lainzer Straße 123 war im Biedermeier von Habsburgern bevorzugte Jausenstation (Kaiser Ferdinand I. soll persönlicher Freund Wambachers gewesen sein, Franz Joseph I. als Kind dort gespielt haben). Heute wird das Lokal als Café, Restaurant und Heuriger geführt.[60]
- Wattmanngasse (Hietzing, Lainz, Speising), 1894 benannt nach dem Mediziner Joseph Wattmann von Maëlcamp-Beaulieu (1789–1866), Leibchirurg der Kaiser Franz I. (ab 1834) und Ferdinand I. (bis 1848). Er war ein bedeutender Chirurg, der unter anderem als Pionier der plastischen Chirurgie in Österreich gilt. Die Gasse hieß früher Neugasse bzw. Schmidtgasse. Sie wurde von Alt-Hietzing sukzessive auf den Stranzenberg und an dessen Südhang abwärts verlängert und reicht, die Verbindungsbahn in einem Fußgängerdurchgang unterquerend, bis zur Hetzendorfer Straße. Nr. 29: Schokoladenhaus, 1914 von Ernst Lichtblau erbaut. Nach Nr. 35, Ecke Gloriettegasse 9: Villa von Katharina Schratt, einer Vertrauten von Franz Joseph I. Zwischen Nr. 66 und 84: Josef-Afritsch-Siedlung. Nr. 105, Ecke Fasangartengasse: St.-Hemma-Kirche. Nr. 112 und 114, Ecke Hetzendorfer Straße: Remise Speising der Wiener Straßenbahn.
- Weidlichgasse (Hietzing), 1894 benannt nach dem Fleischhauer Anton Weidlich (1813–1876), Bürgermeister von Hietzing (1864–1876). Die Gasse hieß davor Feldgasse. In der Gasse befindet sich die Zufahrt zur Residenz der Botschaft der Vereinigten Staaten.
- Weinbergerplatz (Auhof; Siedlung Auhofer Trennstück), 1955 benannt nach dem Komponisten Charles Weinberger (1861–1939); er komponierte mehrere Operetten und war 1922–1925 Präsident des Österreichischen Komponistenbunds. Der Platz hieß vorher Bertha-von-Suttner-Platz (siehe Bertha-von-Suttner-Gasse im 22. Bezirk und den ehemaligen Suttner- und heutigen Rilkeplatz im 4. Bezirk).
- Weindorfergasse (Auhof; Siedlung im ehemaligen Lainzer Tiergarten), 1933 benannt nach dem Weinhauer Matthias Weindorfer (1694–1770), Ortsrichter von Mauer (1761–1763).
- Weinrothergasse (Speising), um 1891 benannt nach Ferdinand Weinrother (1835–1900), dem letzten Bürgermeister von Speising (1877–1891) bis zur Eingemeindung des Ortes nach Wien.
- Wenzgasse (Hietzing, Unter-St.-Veit), 1893 benannt nach dem Baumeister Josef Wenz (1826–1892), Gemeinderat in Hietzing. Nr. 2: ehemalige Blaimscheinvilla, Arbeitsort von Staatskanzler Karl Renner im Frühjahr 1945. Nr. 5–11: Gymnasium Wenzgasse. Nr. 12: Haus Beer von Josef Frank. Die Gasse entstand auf dem Areal des aufgelassenen Vergnügungsetablissements „Neue Welt“.
- Wientalstraße (Auhof, Hacking), benannt 1937[61] nach ihrem Verlauf im Wiental. Die Straße, Teil der ehemaligen B1 bzw. der Westeinfahrt Wiens, wird an ihrer Südseite abschnittsweise von der Hofjagdstraße bzw. der Promenade begleitet. Sie setzt sich im Westen im 14. Bezirk zum Auhof-Center und zur Westautobahn A1 fort. Im Osten geht sie beim Hackinger Steg (Bahnhof Wien Hütteldorf) in den Hackinger Kai über.
- Wilhelm-Karczag-Weg (Auhof; Siedlung im ehemaligen Lainzer Tiergarten), 1981 benannt nach dem Theaterdirektor und Schriftsteller Wilhelm Karczag (1857–1923); er pachtete 1901 das Theater an der Wien, 1908 das Raimundtheater und ersteigerte 1917 das Stadttheater. Damit waren alle großen Wiener Operettenbühnen in einer Hand. Unter seiner Leitung erlebte die Operette in Wien eine neue Glanzzeit. Die Karczaggasse im 22. Bezirk ist ebenfalls nach ihm benannt.
- Wilhelm-Leibl-Gasse (Lainz), 1931 benannt nach dem deutschen Maler Wilhelm Leibl (1844–1900); er war der bedeutendste Maler des Realismus und eines reinmalerischen Stils in Deutschland. Seine Bilder aus dem ländlichen Raum Oberbayerns haben nichts von Idylle oder genrehafter Erzählfreude, sondern sind durch ungeschönte Darstellung der Menschen geprägt. Gasse in der von der Stadtverwaltung 1928–1932 errichteten Siedlung Lockerwiese.
- Wimpissingerweg (Ober-St.-Veit), 1987 benannt nach Johann Wimpissinger (1866–1950), einem bedeutenden Milchbauern in Ober-St.-Veit (75 Kühe)[62] sowie Armenrat und Bezirksrat.
- Winkelbreiten (Speising), 1911 benannt nach dem historischen Flurnamen Winkelbreiten. Da der Mittelteil der projektierten Gasse verbaut wurde, zerfällt sie in zwei nicht zusammenhängende Teile (zwischen Nr. 5 und 6 im Ostteil und Nr. 31 und 32 im Westteil bestehen Gebäude mit anderen Adressen).
- Winzerstraße (Ober-St.-Veit), um 1876 benannt nach der dortigen Winzergenossenschaft.
- Wittegasse (Unter-St.-Veit), 1894 benannt nach Stephan Witte (1809–1886); er galt als Wohltäter und erwarb sich Verdienste um die Armenfürsorge. Die Gasse hieß davor Zwerchgasse.
- Wittgensteinstraße (Mauer), benannt vor 1925, Datum unbekannt, nach Herrmann Christian Wittgenstein (1802–1878), ab 1856 Besitzer der Herrschaft Mauer bei Wien. Die Straße hieß vorher Tiergartenweg; bis zur Nr. 156 bildet die Straßenmitte die Bezirksgrenze 13 / 23, von dort westwärts die Mauer des Lainzer Tiergartens am nördlichen Straßenrand. Das Areal zu beiden Seiten der Straße gelangte erst 1938 zu Wien.
- Wlassakstraße (Ober-St.-Veit), 1931 benannt nach dem Physiologen und Psychiater Rudolf Wlassak (1865–1930); er widmete sich besonders dem in der Arbeiterschaft zur Volksseuche gewordenen Alkoholismus. 1905 gründete er mit dem Politiker Anton Hölzl und dem Arzt Richard Fröhlich den Arbeiter-Abstinentenbund in Österreich. 1922 wurde er Leiter der neu gegründeten Trinkerheilstätte Am Steinhof. Die Straße wird zwischen den Nr. 87 und 89 (südlich) sowie Nr. 96 und 98 (nördlich) vom Jennerplatz unterbrochen.
- Woinovichgasse (Lainz, Ober-St.-Veit), 1936 benannt nach dem General und Militärhistoriker Emil Woinovich (1851–1927); er leistete von 1870 an Truppendienst, 1888–1892 unterrichtete er an der Kriegsschule, 1892–1896 leitete er das Evidenzbüro des Generalstabs. 1901–1915 war er Direktor des k.u.k. Kriegsarchivs. Gasse in der 1932 eröffneten Werkbundsiedlung Wien.
- Wolfrathplatz (Ober-St.-Veit), 1894 benannt nach Bischof Anton Wolfradt (1582–1639); wegen seiner Fähigkeiten in Verwaltungs- und Finanzangelegenheiten berief ihn Kaiser Ferdinand II. 1620 zu seinem Rat und im Oktober 1623 zum Präsidenten der Hofkammer. 1631 erreichte der Kaiser seine Ernennung zum Bischof der Diözese Wien. Sein Wahlspruch Wenn der Herrgott nicht will, nützt es gar nichts wurde sehr populär, auch ein bekanntes Wienerlied verwendet diesen Satz. Der Platz vor der Ober-St.-Veiter Pfarrkirche am westlichen Ende der Hietzinger Hauptstraße hieß vorher Kirchenplatz.
- Wolkersbergenstraße (Speising, Lainz), 1911 benannt nach dem historischen Riednamen Wolkersbergen, der auf dem Stadtplan 1898 im Vorfeld des Lainzer Tiergartens etwa bei der heutigen Wlassakstraße verzeichnet ist. Nach einer alten Volksregel brachten die über die im Westen liegenden Berge ziehenden Wolken schlechtes Wetter. Unmittelbar westlich der Straße erstrecken sich das ehemalige Geriatriezentrum Am Wienerwald und das Krankenhaus Hietzing, östlich die Siedlung Lockerwiese. Seit 1915 befindet sich hier die Endstation der Straßenbahnlinie 62. Zwischen den Nr. 52 und 56 wird die Gebäudenummerierung vom Versorgungsheimplatz beim Haupteingang zum Geriatriezentrum unterbrochen.
- Woltergasse (Hietzing), 1898 benannt nach der deutschen Schauspielerin Charlotte Wolter (1834–1897); sie spielte ab 1862 am Wiener Burgtheater, wo sie in vielen Rollen als tragische Heldin gefeiert wurde. Sie war bekannt dafür, dass sie ihre Kostüme immer selbst entwarf, und ihre kräftige Mezzosopran-Stimme (der Wolter-Schrei) wurde vom Publikum geliebt. Die Gasse hieß bis 1894 Zieglergasse und 1894–1898 Eskelesgasse. Charlotte Wolter wohnte bis zu ihrem Tod um die Ecke in der Trauttmansdorffgasse 33.
- Wüllenweber-und-Jordan-Platz (Hacking), 2009 benannt nach der Ordensfrau Mutter Maria von den Aposteln (eigentlich Therese von Wüllenweber, 1833–1907) und dem Geistlichen Franziskus Maria vom Kreuze Jordan (eigentlich Johann Baptist Jordan, 1848–1918). Die beiden gründeten 1888 in Tivoli bei Rom die Ordensgemeinschaft der „Schwestern vom Göttlichen Heiland“ (Salvatorianerinnen), die seit langem in Hacking tätig ist. Der adressenlose Platz befindet sich bei der Einmündung der Schlossberggasse in die Auhofstraße.
- Würzburggasse (Lainz, Speising), 1909 benannt zur Erinnerung an die Schlacht bei Würzburg (1796), in der eine österreichische Armee unter Erzherzog Karl ein französisches Kontingent unter Marschall Jean-Baptiste Jourdan besiegte. Gasse auf dem Küniglberg; das ORF-Zentrum liegt seit 2022 in der neu benannten Hugo-Portisch-Gasse (siehe dort).[63]

## Z

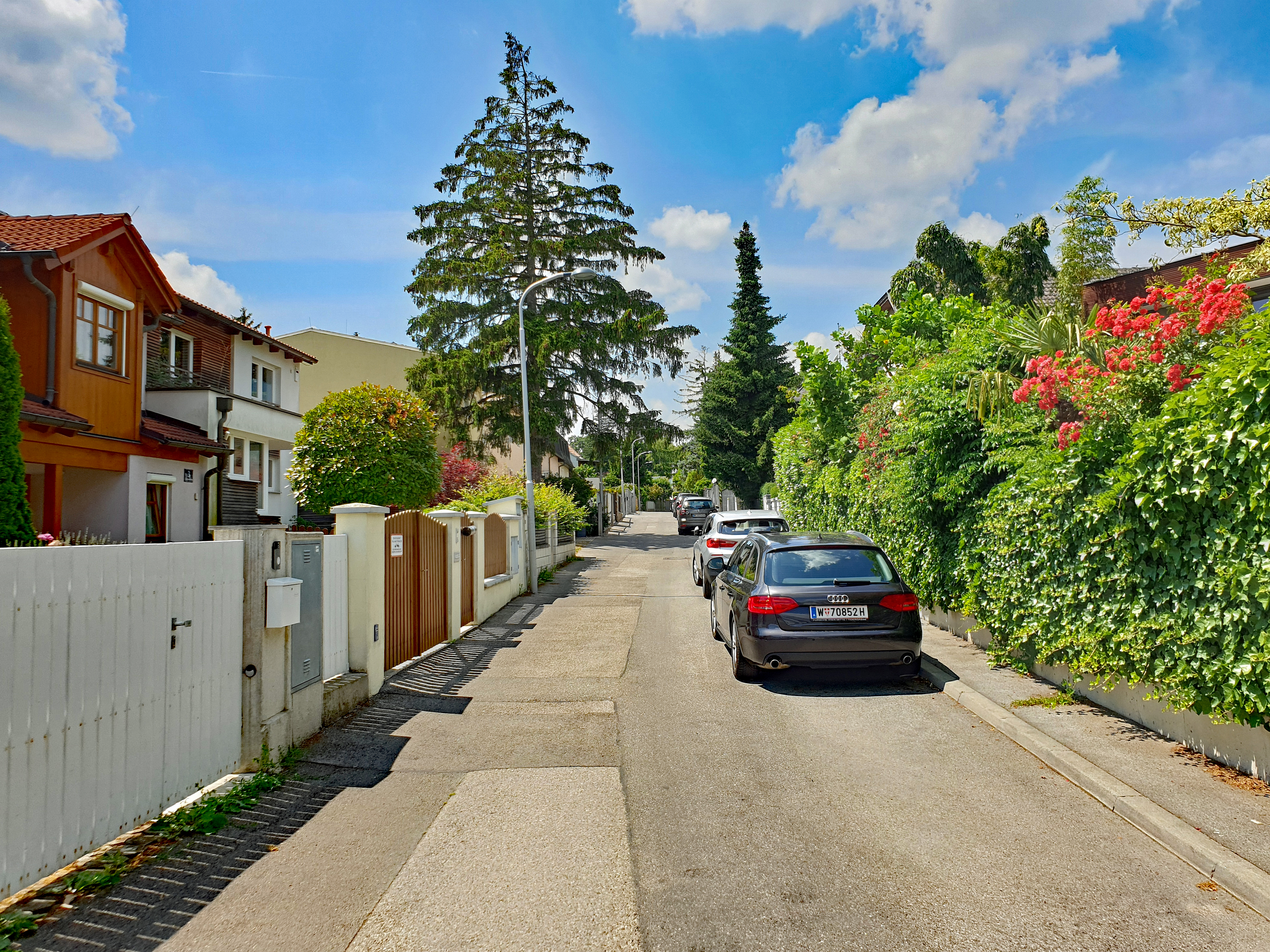
Zamaragasse

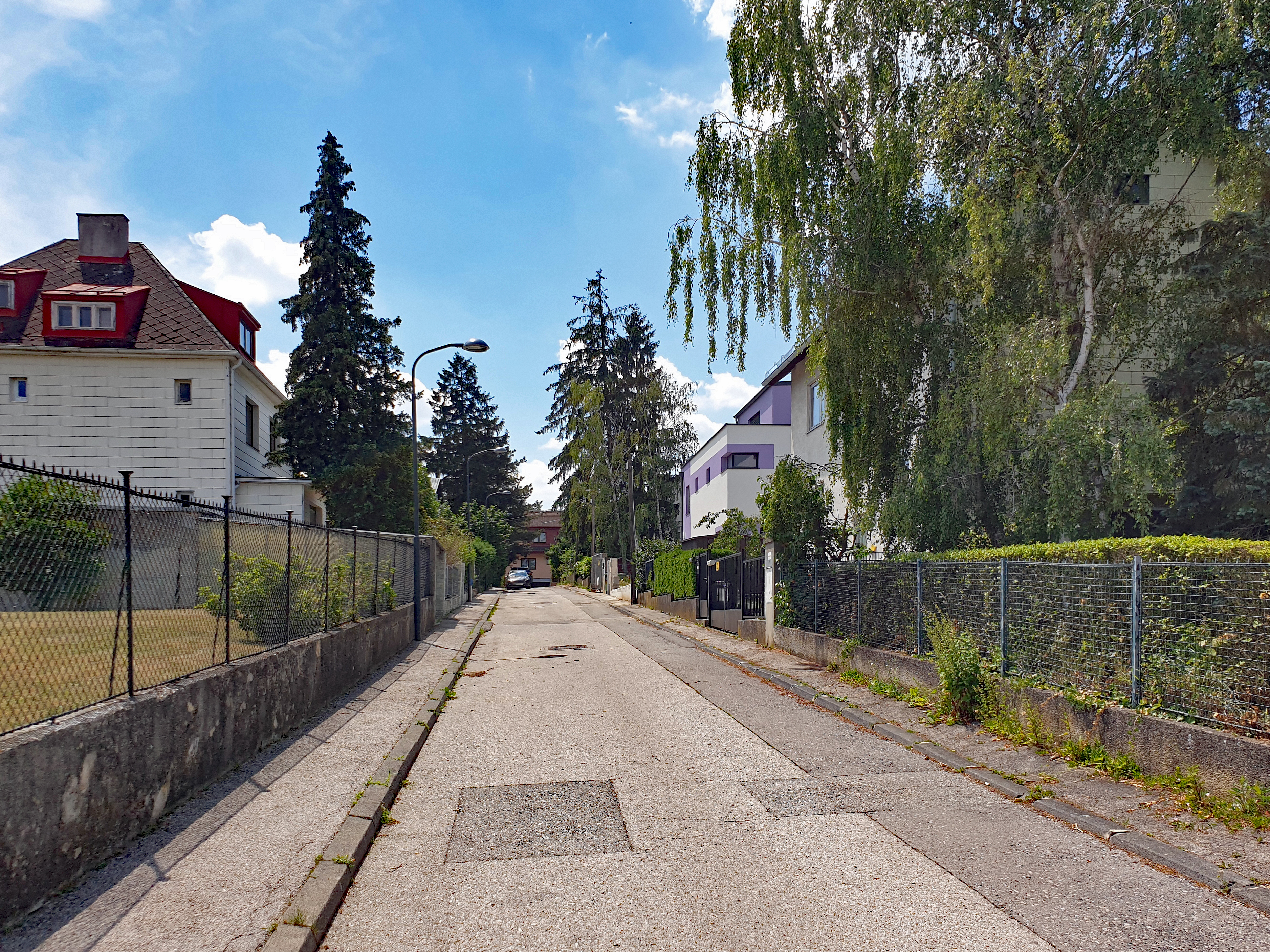
Zeifgasse

- Zamaragasse (Auhof; Siedlung Auhofer Trennstück), 1955 benannt nach dem Harfenisten und Komponisten Alfred Zamara (1863–1940); er wirkte als Solo-Harfenist an der k.k. Hofoper. Als Komponist schrieb er Salonstücke, Transkriptionen für die Harfe, sowie die Operette Der Doppelgänger nach dem Libretto von Victor Léon; siehe auch Viktor-Leon-Gasse. Die Gasse hieß vorher 1927–1955 Goethegasse (Nr. 1: Haus mit Goethe-Büste).
- Zdarskyweg (Speising), 1951 benannt nach dem Lehrer, Maler und Schi-Pionier Mathias Zdarsky (1856–1940); er entwickelte 1890 die Lilienfelder Stahlsohlenbindung, die erstmals das Befahren von Steilhängen ermöglichte. 1905 organisierte er bei Lilienfeld den ersten Torlauf der Skigeschichte; er gewann das Rennen, womit er der erste historisch belegte Sieger eines Skirennens ist.
- Zeifgasse (Auhof; Siedlung im ehemaligen Lainzer Tiergarten), 1933 benannt nach der in Mauer alteingesessenen Weinhauerfamilie Zeif, die sich hier seit 1686 nachweisen lässt.
- Zenzlsteig (Ober-St.-Veit), 1969 benannt nach dem volkstümlichen Schriftsteller Vinzenz Jeřabek (1875–1963), aufgewachsen und Heimatdichter in Ober-St.-Veit. Er schrieb über 1.200 Artikel für die Oesterreichische Volks-Zeitung und Das Kleine Blatt sowie eine 1956 erschienene Sammlung von Kurzgeschichten unter dem Titel Erlebtes und Erlauschtes aus Wiens Vorstadt.[64][65] Sein volkstümlicher Rufname war Zenzl (österreichisch für Vinzenz).
- Zillehof (Lainz); 1930 benannt nach dem deutschen Grafiker, Lithograf, Maler, Zeichner und Fotograf Heinrich Zille (1858–1929); er bevorzugte Themen aus dem Berliner „Milljöh“, das er ebenso lokalpatriotisch wie sozialkritisch darstellte; seine Figuren und Szenen stammten vornehmlich aus der sozialen „Unterschicht“ beziehungsweise aus Randgruppen und aus den Berliner Mietskasernen. Von der Egon-Schiele-Gasse aus zugänglicher kleiner Platz in der von der Stadtverwaltung 1928–1932 erbauten Siedlung Lockerwiese.
- Zwerenzweg (Auhof; Siedlung im ehemaligen Lainzer Tiergarten), 1954 benannt nach der Schauspielerin und Sängerin Mizzi Zwerenz (1876–1947); sie spielte und sang 1901–1920 im Carltheater. Darüber hinaus war sie in einigen Filmen zu sehen, u. a. in Die kleine Veronika (1929) und Ein Walzer um den Stephansturm (1935). Der Weg hieß davor Raabgasse.

## Historische Straßennamen
- Adalbert-Stifter-Gasse: siehe Heubergergasse
- Adlergasse: siehe Fleschgasse
- Aichbühelgasse: siehe Lilienberggasse
- Alleegasse: siehe Trauttmansdorffgasse
- Alleestraße: siehe Pallenbergstraße
- Altmannsdorfer Weg: siehe Hetzendorfer Straße
- Am Schlossberg: siehe Vinzenz-Heß-Gasse
- Anzengrubergasse: siehe Streitmanngasse
- Arbeitergasse: siehe Napoleonwaldgasse
- Augasse: siehe Pröllgasse
- Bäckergasse: siehe Pfeiffenbergergasse
- Badgasse: siehe Hietzinger Kai, Jodlgasse, Eduard-Klein-Gasse
- Badhausgasse: siehe Dommayergasse
- Bahngasse: siehe Eduard-Jaeger-Gasse
- Bauernzeilgasse: siehe Glasauergasse
- Beethovengasse: siehe Eisenbachgasse
- Berggasse: siehe Jenbachgasse
- Bergstraße: siehe Adolfstorgasse bzw. Raschgasse
- Bernbrunngasse: siehe Münichreiterstraße
- Bertha-von-Suttner-Platz: siehe Weinbergerplatz
- Billrothgasse: siehe Gnedgasse
- Bischofgasse: siehe Erzbischofgasse
- Bognergasse: siehe Kremsergasse bzw. Vitusgasse
- Bräuhausgasse: siehe Stampfergasse
- Brückengasse: siehe Rußpekgasse
- Brunnengasse: siehe Sommerergasse
- Brunngasse: siehe Chrudnergasse
- Burgenlandstraße: siehe Kalmanstraße
- Bürgergasse: siehe Anatourgasse
- Conrad v. Hötzendorf-Gasse: siehe Granichstaedtengasse
- Defreggergasse: siehe Mögelegasse
- Dr. Julius-Ofner-Gasse: siehe Overbeckgasse
- Dr.-Engelbert-Dollfuß-Platz: siehe Sillerplatz
- Dr.-Josef-Bayer-Gasse: siehe Buchbindergasse
- Dr.-Julius-Angerer-Gasse, Brammergasse
- Dr.-Seipel-Gasse: siehe Dirkensgasse
- Eichenstraße: siehe Kramer-Glöckner-Straße
- Einsiedeleigasse: siehe Jagdschloßgasse
- Eisenbahngasse: siehe Biraghigasse
- Elisabethstraße: siehe Lainzerbachstraße
- Endlergasse: siehe Engelbrechtweg
- Eskelesgasse: siehe Woltergasse
- Feldgasse: siehe Feldkellergasse, Feldmühlgasse, Trazerberggasse, Weidlichgasse
- Floragasse: siehe Flurgasse
- Försterweg: siehe Linkweg
- Franz-Karl-Straße: siehe Cranachstraße
- Franz-Schubert-Gasse: siehe Keplingergasse
- Friedensstraße: siehe Friedenshöhegasse
- Friedhofstraße: siehe Friedenshöhegasse bzw. Gemeindeberggasse
- Friedrich-Ludwig-Jahn-Gasse: siehe Treffzgasse
- Gartengasse: siehe Veitlissengasse
- Gärtnergasse: siehe Olmagasse bzw. Rotenberggasse
- Gemeindegasse: siehe Fehlingergasse
- Georg-Ritter-von-Schönerer-Gasse: siehe Kardinal-Piffl-Gasse
- Girardigasse: siehe Treumanngasse
- Goethegasse: siehe Zamaragasse
- Goldmarkstraße: siehe Amalienstraße
- Gustav-Groß-Gasse: siehe Beckgasse
- Hagenberggasse: siehe Himmelhofgasse
- Hauergasse: siehe Nästlbergergasse
- Hauerzeile: siehe Firmiangasse
- Hauptstraße: siehe Hietzinger Hauptstraße, Lainzer Straße, Speisinger Straße und Hetzendorfer Straße
- Hausbergstraße: siehe Gemeindeberggasse
- Heinrich Heine-Gasse: siehe Brammergasse
- Hetzendorfer Gasse: siehe Fasangartengasse
- Hetzendorfer Straße: siehe Fasangartengasse bzw. Maxingstraße
- Hetzendorfer Weg: siehe Hetzendorfer Straße
- Hietzinger Hauptstraße: siehe Schönbrunner Schloßstraße
- Hietzinger Kai: siehe Eduard-Klein-Gasse
- Himmelhofgasse: siehe Hagenberggasse
- Hörndlwaldgasse: siehe Strampfergasse
- Horngasse: siehe Käthe-Leichter-Gasse
- Hügelgasse: siehe Braunschweiggasse
- Invalidengasse: siehe Oskar-Jascha-Gasse
- Josefigasse: siehe Steckhovengasse bzw. Stock im Weg
- Kaiser-Franz-Joseph-Straße: siehe Seifertstraße
- Kirchengasse: siehe St.-Veit-Gasse
- Kirchenplatz: siehe Am Platz bzw. Wolfrathplatz
- Kreuzstraße: siehe Rohrbacherstraße
- Künstlergasse: siehe Dostalgasse
- Lainzer Cottage: siehe In der Hagenau
- Lange Gasse: siehe Firmiangasse
- Leopold-Müller-Gasse: siehe Stoesslgasse
- Malfattigasse: siehe Eitelbergergasse
- Maria-Theresien-Straße: siehe Hietzinger Hauptstraße bzw. Jaunerstraße
- Marinonigasse: siehe Bergenstammgasse
- Mayergasse: siehe Angermayergasse
- Mayerhofgasse: siehe Fasholdgasse bzw. Gallgasse
- Moritz-von-Schwind-Gasse: siehe Tewelegasse
- Mozartgasse: siehe Eyslergasse
- Mühlbachgasse: siehe Preindlgasse
- Mühlgasse: siehe Mittermayergasse
- Neugasse: siehe Wattmanngasse bzw. Steinlechnergasse
- Neustiftgasse: siehe Schweizertalstraße
- Ober Sankt Veiter-Gasse: siehe Veitingergasse
- Parkgasse: siehe Anton-Langer-Gasse bzw. Ghelengasse
- Pestalozzigasse: siehe Swobodagasse
- Plankengasse: siehe Diabelligasse
- Promenadenweg: siehe Alois-Kraus-Promenade
- Raabgasse: siehe Zwerenzweg
- Raschgasse: siehe Gaheisgasse
- Reichgasse: siehe Beckgasse
- Resselgasse: siehe Granichstaedtengasse
- Robert Riedl-Gasse: siehe Heubergergasse
- Rudolf-Boeck-Gasse: siehe Sillergasse
- Rudolfsgasse: siehe Glasauergasse
- Sachsengasse: siehe Testarellogasse
- Sarajewoplatz: siehe Hevesigasse
- Schillergasse: siehe Palmaygasse
- Schillingergasse: siehe Klitschgasse
- Schloßgasse: siehe Schlossberggasse bzw. Vinzenz-Heß-Gasse
- Schmidtgasse: siehe Wattmanngasse
- Schönbrunner Straße: siehe Schönbrunner Schlossstraße
- Schützengasse: siehe Hentschelgasse
- Serpentinenweg: siehe Hansi-Niese-Weg
- Siedlergasse: siehe Modl-Toman-Gasse
- St. Marienplatz: siehe Am Platz
- St. Veiter Allee: siehe Münichreiterstraße
- St. Veiter Gasse: siehe Hietzinger Hauptstraße
- Stephaniebadgasse: siehe Jodlgasse
- Stock im Weg: siehe Steckhovengasse
- Theodor-Körner-Gasse: siehe Grobeckergasse
- Tiergartengasse: siehe Felixgasse bzw. Hermesstraße
- Tiergartenweg: siehe Wittgensteinstraße
- Tolstoigasse: siehe Hedy-Urach-Gasse
- Unter Sankt Veiter Allee: siehe Münichreiterstraße
- Waldgasse: siehe Friedensstadtgasse
- Waldmüllergasse: siehe Aschergasse
- Wasagasse: siehe Seuttergasse
- Wiener Straße: siehe Speisinger Straße
- Wiener Weg: siehe Gaßmannstraße
- Wienflußgasse: siehe Hügelgasse
- Wiengasse: siehe Hietzinger Kai, Lilienberggasse, Tuersgasse
- Windmühlgasse: siehe Veitingergasse bzw. Schrutkagasse
- Winzerzeile: siehe Firmiangasse
- Zenogasse: siehe Grünbergstraße
- Zewygasse: siehe Spitzweggasse
- Zieglergasse: siehe Woltergasse
- Zolagasse: siehe Viktor-Leon-Gasse
- Zwerchgasse: siehe Wittegasse

1938–1945
- Ambergerweg: siehe Hirschfeldweg
- Burgkmairgasse: siehe Fleschgasse
- Dühringweg: siehe Fürthweg
- Emil-Wimmer-Gasse: siehe Eduard-Klein-Gasse
- Hüsinggasse: siehe Ranzenhofergasse
- Justus-Möser-Weg: siehe Paoliweg
- Stuttgarter Straße: siehe Münichreiterstraße
- Vernalekengasse: siehe Lynkeusgasse
- Walter-Flex-Platz: siehe Goldmarkplatz
- Wilhelm-Riehl-Weg: siehe Leon-Kellner-Weg